# 分岐器

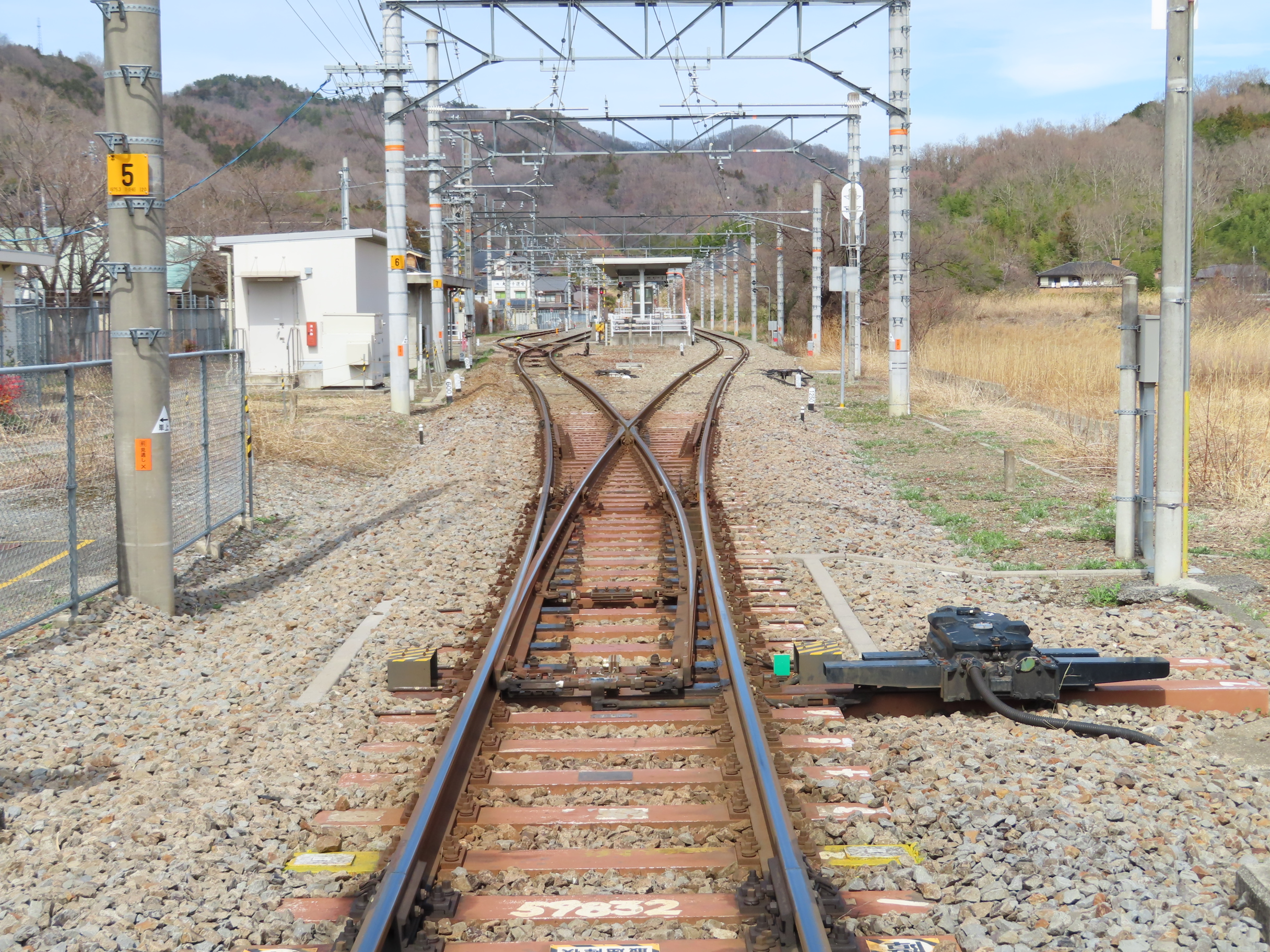
分岐器の例
（身延線甲斐岩間駅）

分岐器（ぶんきき、ぶんぎき、英: railroad switch, turnout）とは、鉄道の線路において線路を分岐させ、列車又は車両の進路を選択する機構。アメリカでは、分岐器のうち進路を転換する部分のことをポイント（point）という。

## 構造

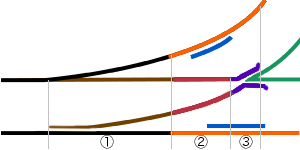
片開き分岐器の概略図

分岐器は一般的に1線の線路を2線（またはそれ以上）に分岐させるものであり、下記の4つの部位から成る。1線側を前端、2線側を後端と称する。
ポイント部
概略図中 (1) 。トングレール（列車を分岐させる先の尖ったレールのこと）およびトングレールが密着する基本レール部分を指す。ポイント部には、ポイント後端を支点に先の尖ったレールを動かす先端ポイントとポイント前端を支点に先が尖ってない普通のレールを動かす鈍端ポイントがある。また、トングレールの線形は直線進路用は直線、分岐進路用は円曲線が普通となっている。
リード部
概略図中 (2) 。トングレールとクロッシング部を結ぶ部分を指す。一般的に、分岐線側はリード部が曲線となる。この曲線半径をリード半径と呼び、リード半径の大小が分岐器の列車通過制限速度を決定する大きな要因となる。
クロッシング部
概略図中 (3) 。分岐器でレールが交差している部分を指す。内方分岐と外方分岐以外のクロッシング部は、通常は直線になっているが、曲線半径を大きくするためにクロッシング部を曲線にした曲線クロッシングもある。クロッシング部には、固定クロッシングと可動クロッシングがあり、前者の方は、ノーズ部分を普通のレールを削成して組合わせ、車輪のフランジが通る隙間を設けたものであり、後者の方はノーズ部分を車輪の進行方向に可動できるようにしたものである。
ガード部
クロッシング部の相手方のレール部分に列車が異線進入するのを防ぐために設けてあるガードレール部を指す。
専門的には、たとえば「弾性分岐器」といえば弾性ポイントを使用した分岐器全体を指し、「弾性ポイント」といえば上記4部位のうちの「ポイント部」だけを指す。

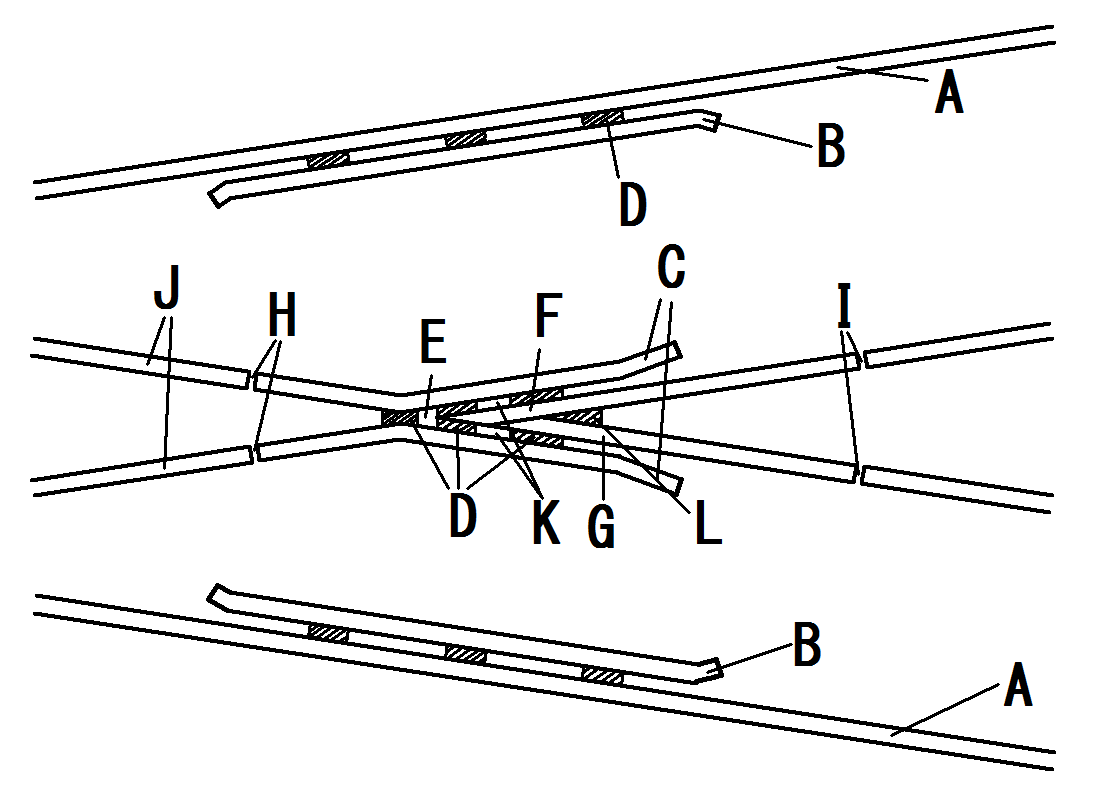
分岐器の固定クロッシングの構造のモデル図。
A ストックレール（基本レール）
B ガードレール
C ウイングレール
D 間隔材
E クロッシング交点
F 鼻端長レール
G 鼻端短レール
H クロッシング前端
I クロッシング後端
J リードレール
K フランジウェイ
L 填材

分岐器は通常、図に示したような構造になっている。黒線はストックレール（基本レール）、茶色の線はトングレール（先端軌条）、赤線はリードレール、紫の線はウィングレール、青線はガードレール（護輪軌条：ごりんきじょう）、オレンジ色の線は主レール、緑線は全体でクロッシング（米語：フログ）と呼ばれ、クロッシングを構成するもっとも先端の頭部が尖ったレールをノーズレール（鼻端レール）と呼ぶ。進路変更をするときは、トングレールを分岐側と反対側のストックレールに移動する。なお、弾性分岐器では、トングレールとリードレールとウィングレールが一体化されている。
分岐器は、通常はある一定の方向（本線）に列車を進入させるようになっている。これを定位という。また、通常とは異なる方向（副本線）に列車が進入するようになっていることを反位という。また列車が分岐器の分岐する方向に向かうことを対向といい、列車が分岐器の合流する方向に向かうことを背向という。
ノーズ付近に見られるすき間は車輪のフランジがスムーズに通過できるように設けられたもので、フランジウェイと呼ぶ。磨耗防止 とこのすき間による他線への誤進入を防ぐため高速通過する車両は減速を強いられる。このため、高速運転の多い線区には下記のノーズ可動式分岐器が多く用いられる。

### ノーズ可動式分岐器
上記のフランジウェイによる問題点を解決するため、ノーズまたはウィングレールを可動式にしてウィングレール（ノーズ）に密着させる事でフランジウェイを塞いで、高速通過を確実にしているものであり、主に新幹線などの高速鉄道で多用されている。その場合、ノーズ（ウィングレール）はトングレールと連動するようになっている。

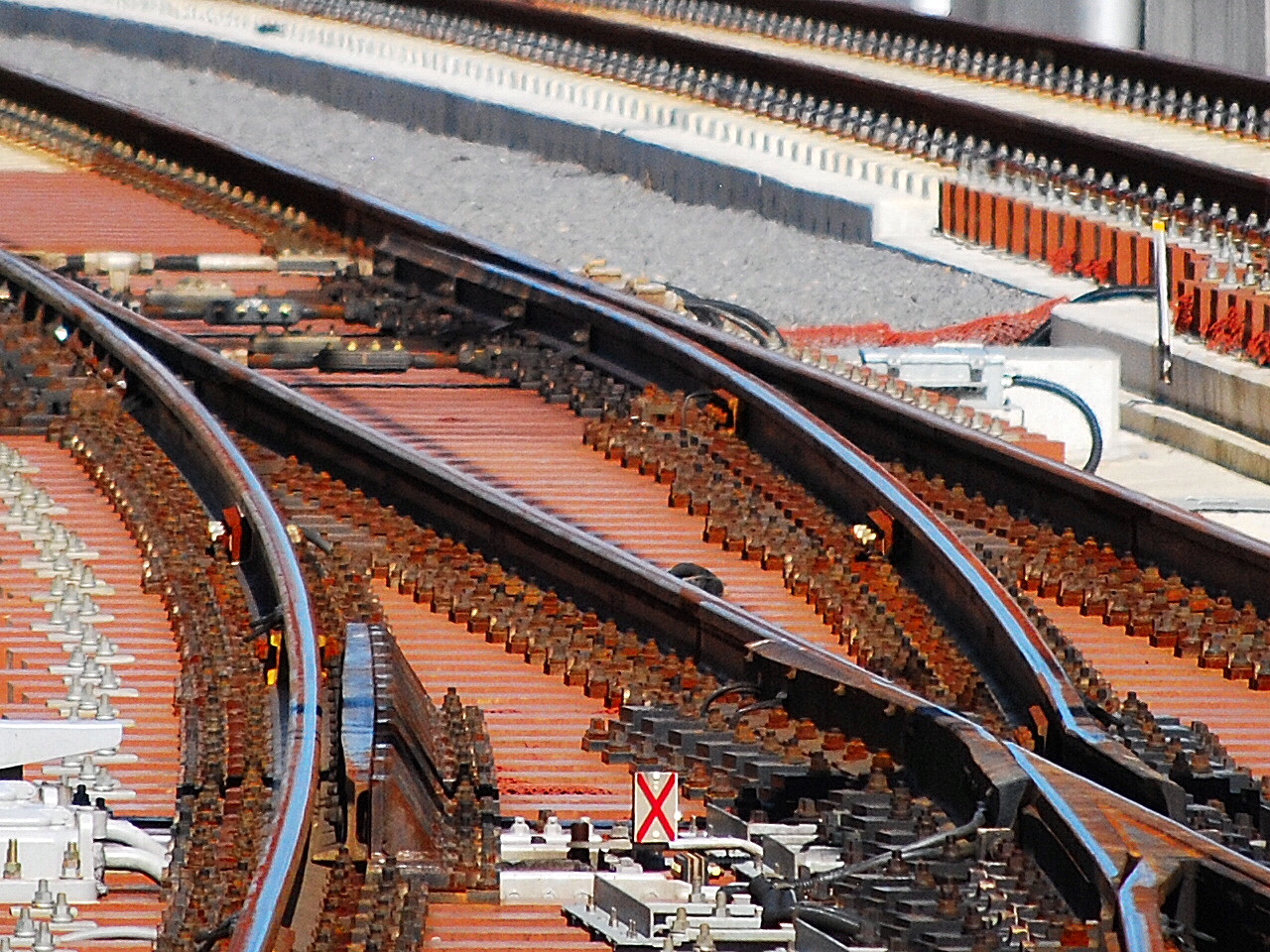
ノーズ可動クロッシング分岐器の本線通過の状態（定位）。手前のレールの間にある開通方向表示器は非開通を示している。
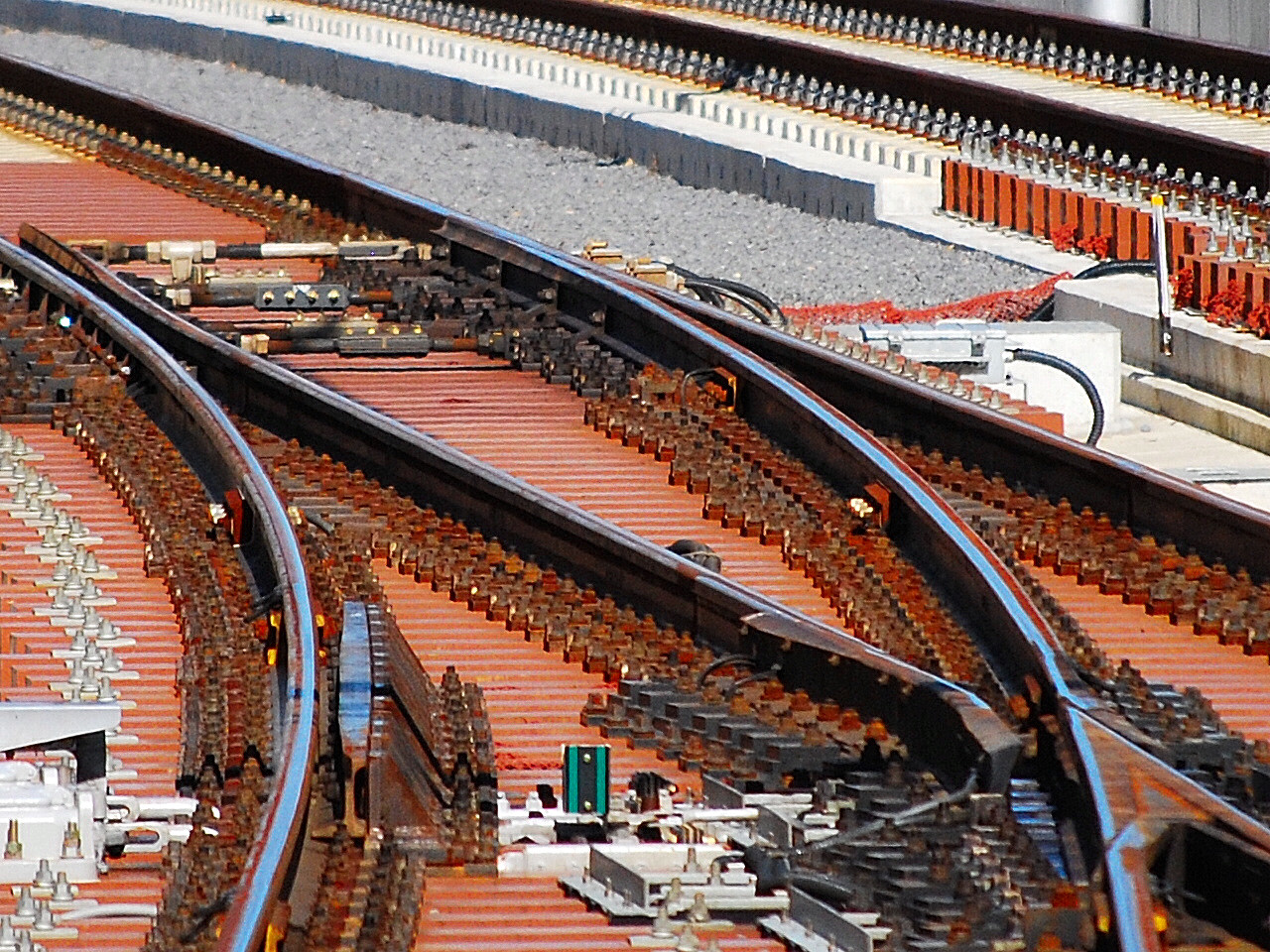
ノーズ可動クロッシング分岐器の本線合流の状態（反位）。手前のレールの間にある開通方向表示器は開通を示している。

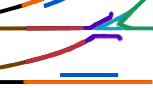
可動式ノーズの概略図

右に可動式ノーズ（ノーズ可動クロッシング）の概略図を示す。このうち水色のレールが緑色のレールを軸にして動くことによって、フランジウェイを塞いでいる（図では直進の場合のフログの状態）。異線進入のリスクが小さくなることからクロッシング部のガードレールが省略されることがある。従来、可動式ノーズは、新幹線だけではなく在来線や私鉄線においても北越急行ほくほく線や京成成田スカイアクセスなどのように高速通過の多い分岐器を中心に設置されていたが、騒音低減の目的で高速通過を行わない一般的な分岐器においてもノーズ可動式分岐器を採用する事例が増えている。新幹線などの高速鉄道において、高速で通過する箇所では、さらにトングレールとリードレールを一体化してたわませる構造としているが、基本レールとトングレールとの間が密着（接着とも言う）せず隙間があると、高速走行に支障を与えるため、その2本のレールが密着しているかどうかを監視する接着照査器 を基本レールの外側に2台ずつ設置しており、分岐器の開通方向を表示する開通方向表示器をクロッシング部手前（対向方向）のレールの間に設置しており、開通側には黒地に緑色縦線2本の表示が現れて、非開通側には白地に赤色の×印が現れるようになっている。

## 種類

### 形状による分類

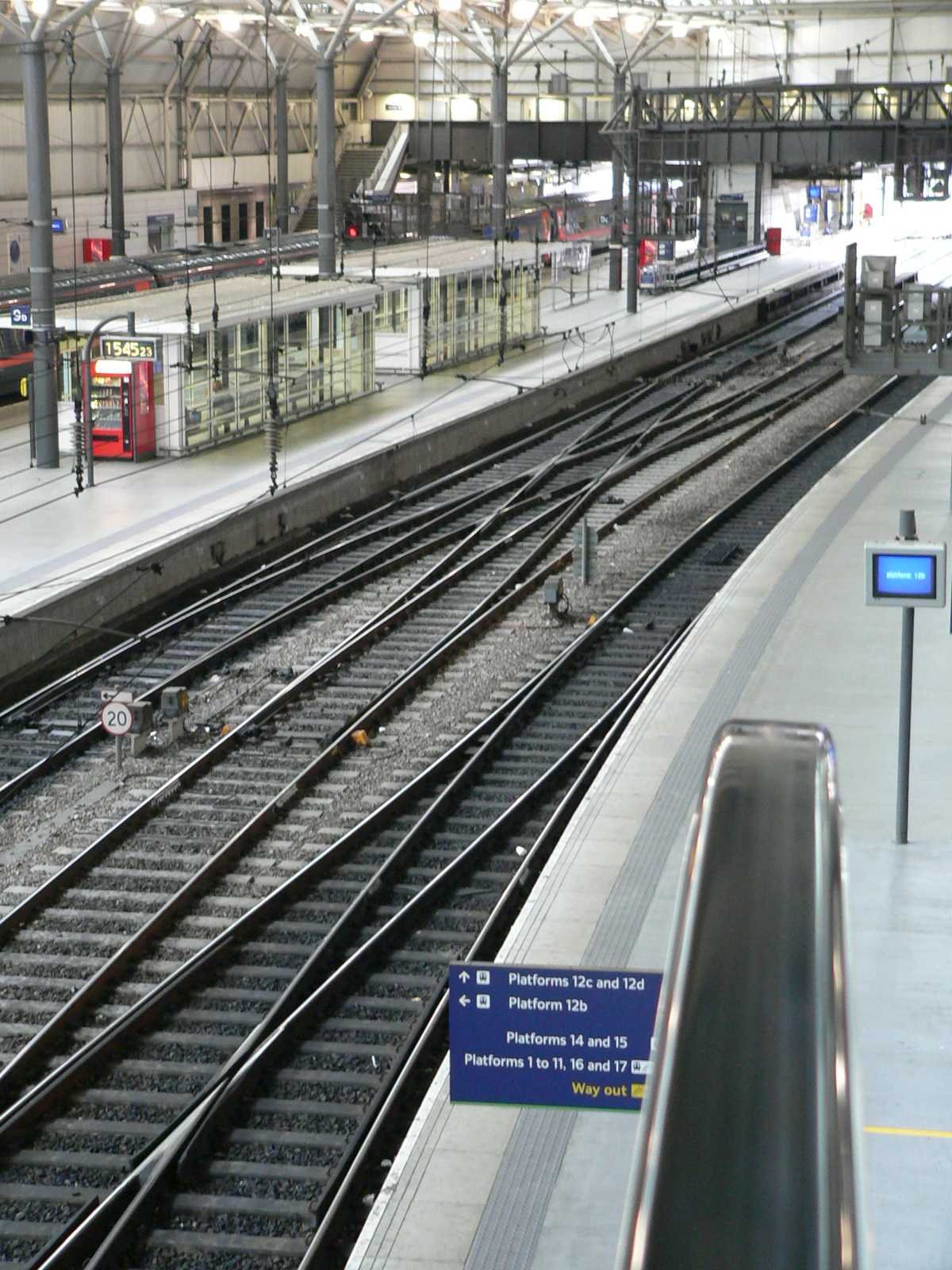
シザースクロッシング (イギリス、リーズ駅)

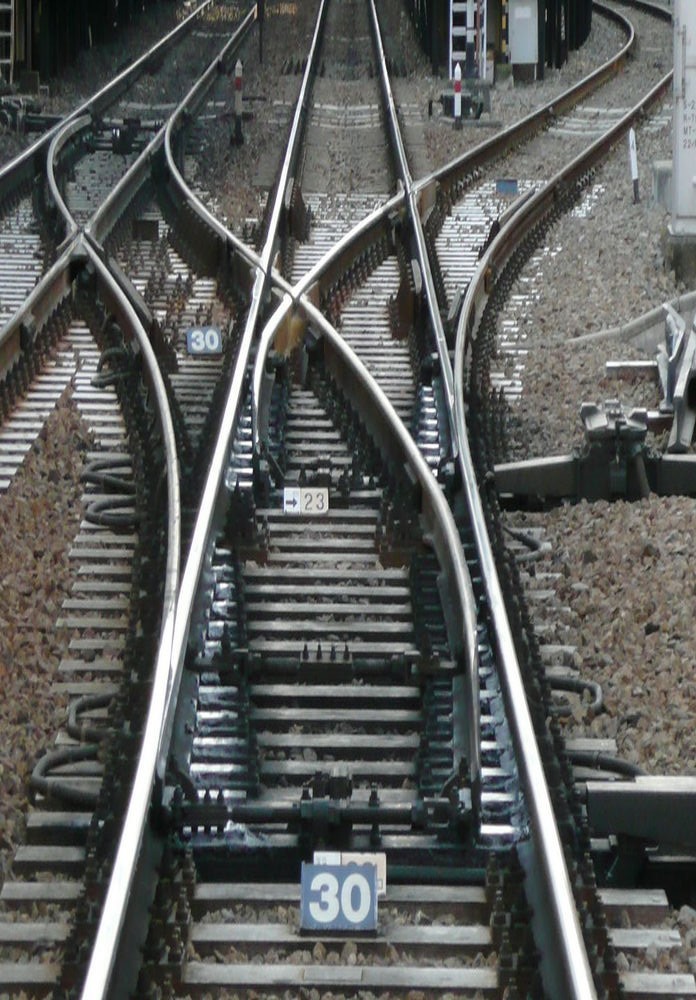
複分岐（庄内駅）

片開き分岐
直線軌道から分岐線だけを曲線で分岐させる形状のもの。基本線は直線であり、分岐線は曲線となる。基本線から分岐線が右側に分岐するものを「右片開き分岐器」、左側に分岐するものを「左片開き分岐器」と呼ぶ。
両開き分岐
直線軌道から分岐線を左右同一の角度で開いて分岐させる形状のもの。Y字分岐と呼ぶこともある。
振分分岐（ふりわけぶんき）
直線軌道から分岐線を左右が等しくない角度で開いて分岐させる形状のもの。振り分け率は9:1、4:1、7:3、3:1、2:1、3:2のものが一般化されている。
| 内方分岐 |  | 外方分岐（画像左方の本線が基本線、小田急電鉄新松田駅） |
| 内方分岐 |  | 外方分岐（画像左方の本線が基本線、小田急電鉄新松田駅） |

内方分岐
曲線区間で基本線、分岐線ともに同方向の曲線で構成されているもの。右カーブの場合は「右内方分岐」、左カーブの場合は「左内方分岐」と呼ぶ。
外方分岐
曲線区間で基本線と分岐線を逆方向に分岐させる形状のもの。根元も曲線の両開きや振分分岐と考えることができる。基本線が左カーブの場合は「右外方分岐」、右カーブの場合は「左外方分岐」と呼ぶ。基本線側にカントが設定されている場合、分岐側では逆カントとなるので、分岐側の速度制限が厳しくなる。
片渡り線・渡り線（クロスオーバー、シングルクロス）
複線区間など複数の線路が並行する箇所において、隣接する線路にたすき掛けされた形状のもの。大抵は片開き分岐で構成されるが、内外方分岐や振分分岐、各種スリップ・スイッチで構成されることもよくあり、複分岐で構成されることもある。複線区間では上下線の行き来に、また複線区間から単線が分岐する箇所などで多用される。
両渡り線（ダブルクロッシング、シザーズクロッシング、scissors crossing、SC）
両方向への片渡り線を同一箇所に重ねて配置したもの。やはりさまざまな形状の分岐器で構成される。軌道中心間隔が狭いとフランジウェイが増えるので、直線側でも揺れが大きくなることがある。従来は、ダイヤモンドクロッシング部の速度制限によって（角度の緩い分岐ではフランジウェイが過大になり、適切なフランジウェイを設定すると分岐角が急になる）、新幹線のように分岐側でも高い進入速度が求められる本線上には設置できず、代わりに片渡を2組ずつ設置していた。
しかし、中央線東京駅などで見られる弾性可動式ダイヤモンドクロッシングをもつシザーズクロッシングが開発されたので、東北新幹線八戸駅のように通過列車が設定されている、あるいは予定されている新幹線の本線上にも設けられるようになった。日本での名称は、事業者等ごとに揺れがみられるが、2002年（平成14年）改正の JIS E 1311「鉄道－分岐器類用語」においては「シーサースクロッシング」と規定している。この他、鉄道模型の製品名ではダブルクロスと称することもある。
ヨーロッパなど双単線が一般的な地域では費用削減や高速対応のために片渡り線を連続して使用することが多く、両渡り線は駅構内など用地が限られている場合に留められる。
片渡り付交差（シングル・スリップ・スイッチ、Single slip switch、SSS）
ダイヤモンドクロッシングに渡り線を1本付加することで、交差する線路のうち一方向への分岐が可能なもの。もう一方は交差しかできない。片開き分岐との組合せで両渡り線のように用いることもある。直線側にも速度制限があるので、高速列車が通過する駅に設置されることはまれである。
両渡り付交差（ダブル・スリップ・スイッチ、Double slip switch、DSS）
シングル・スリップ・スイッチにさらに渡り線を1本付加し、交差する線路の双方向へ分岐できるようにしたもの。両渡り線と同等の機能を持つが、2つ以上の進路を同時に構成することはできない。また、シングルスリップと同様、直線側にも制限がかかる。ターミナル駅や操車場で用いるほか、敷地の制約から用いられる。
アウトサイド・スリップ・スイッチ (Outside slip switch)
ダブルスリップスイッチと同様の分岐であるが、リードレールを2つとも中央のダイヤモンド部の中央に置くことで、比較的高速での通過を可能としている。ダブルスリップの一種として扱われる場合もある。但し、ダブルスリップと比べ敷地を取り、その上両渡り線のように2列車を同時進入させることもできないため、ごくまれに使われるのみである。

シングルスリップ
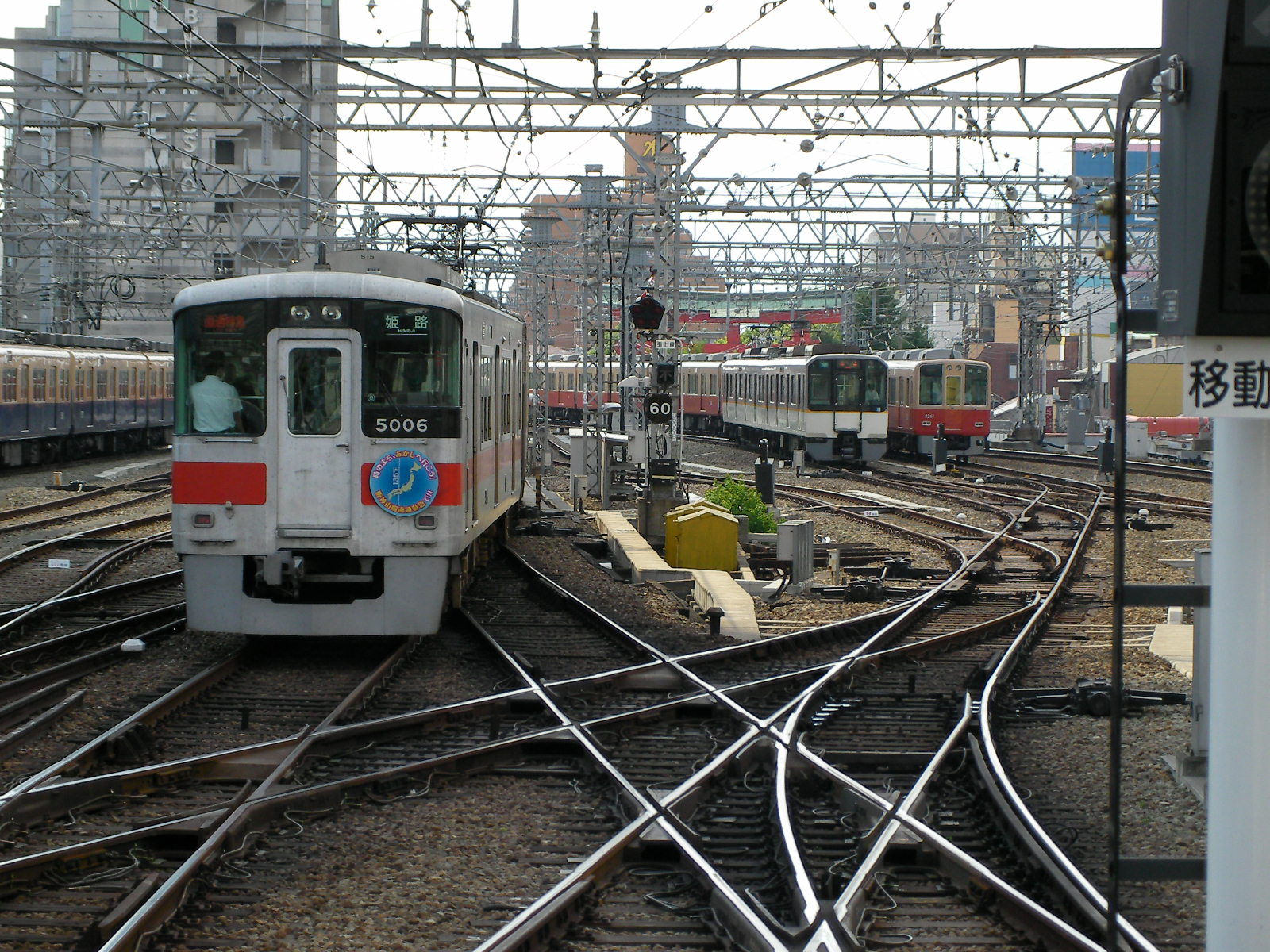
シングルスリップ(阪神尼崎駅)
ダブルスリップ
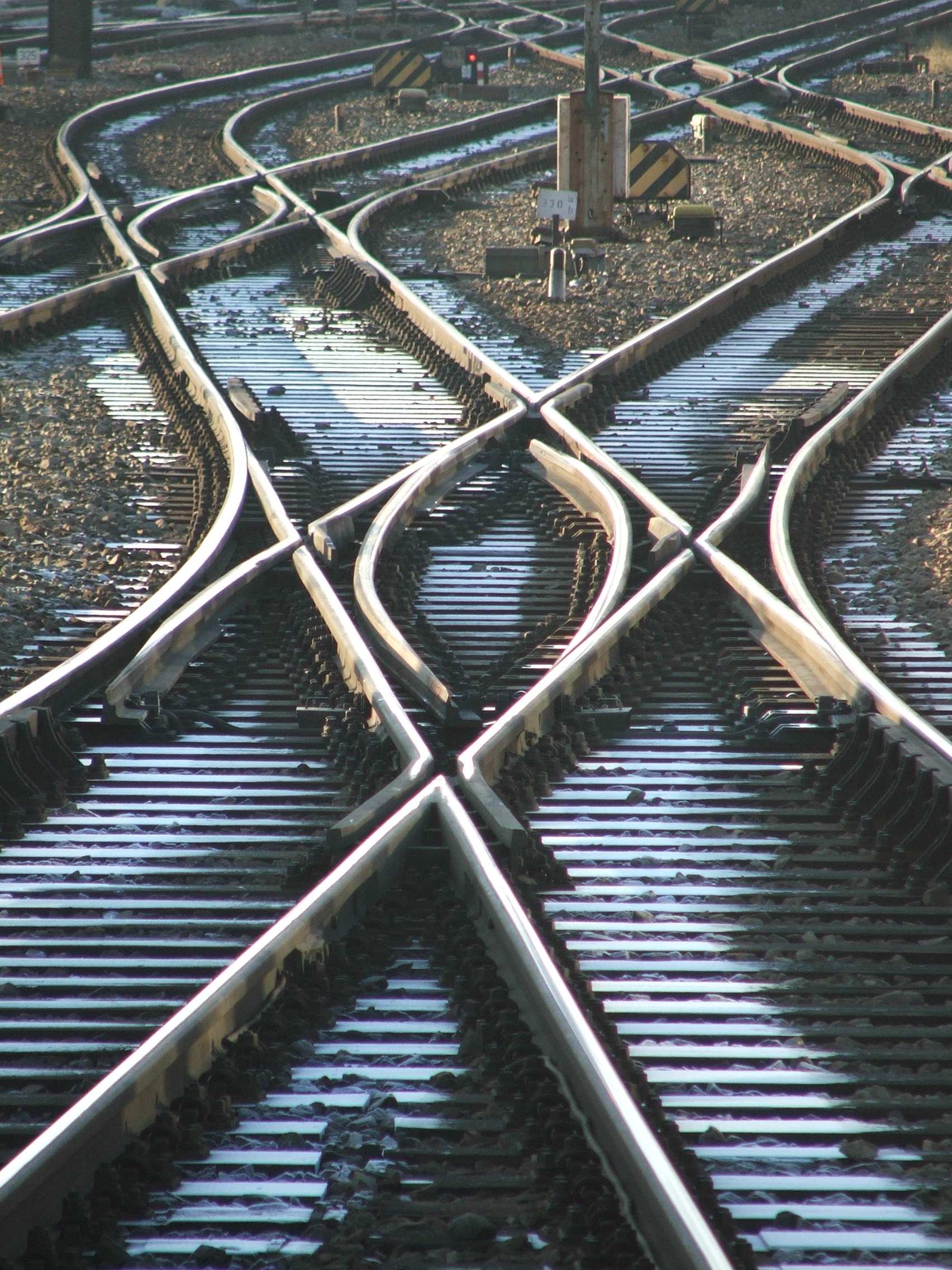
ダブルスリップ（ミュンヘン中央駅）
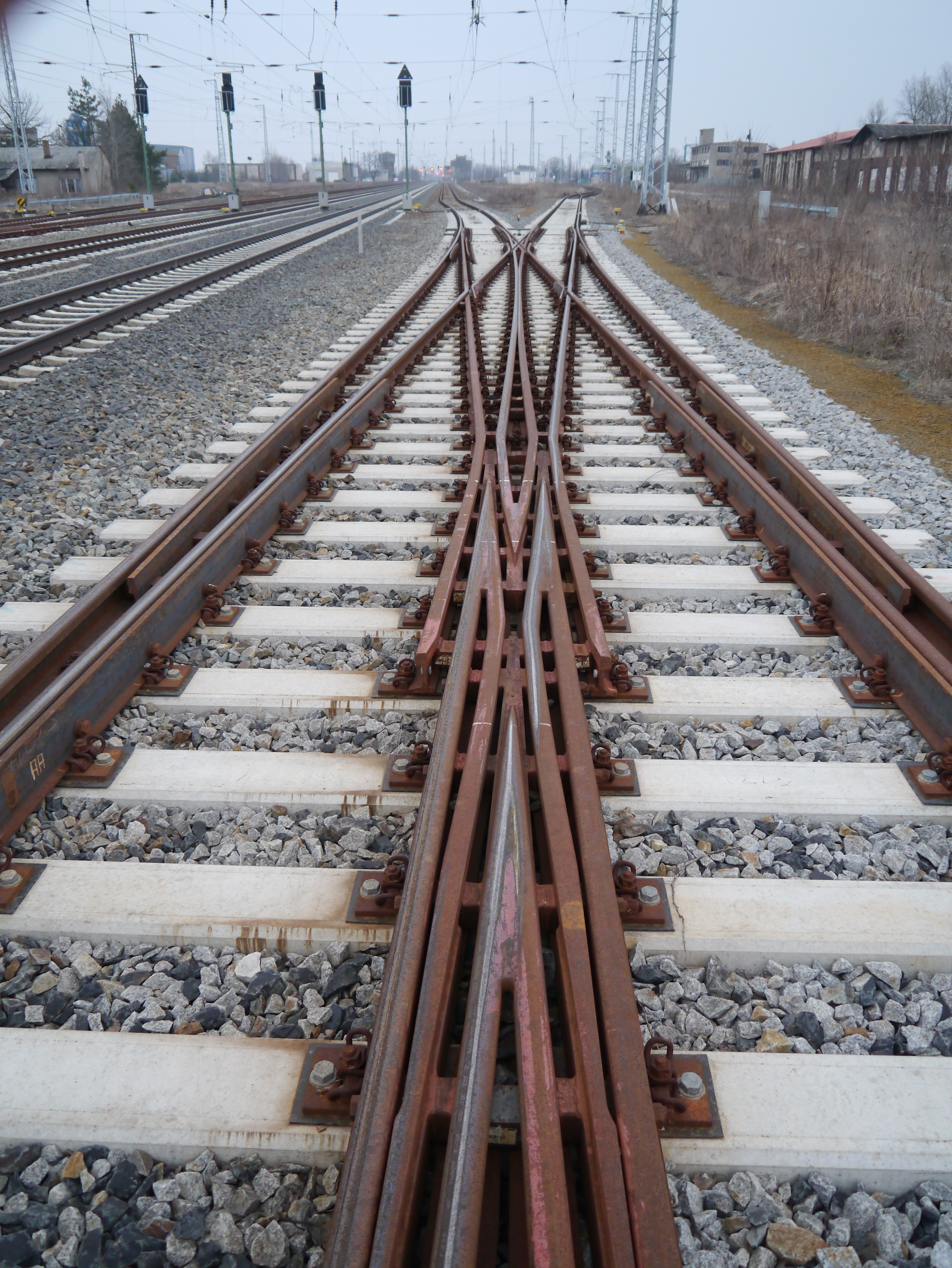
アウトサイドスリップ（ドイツ）
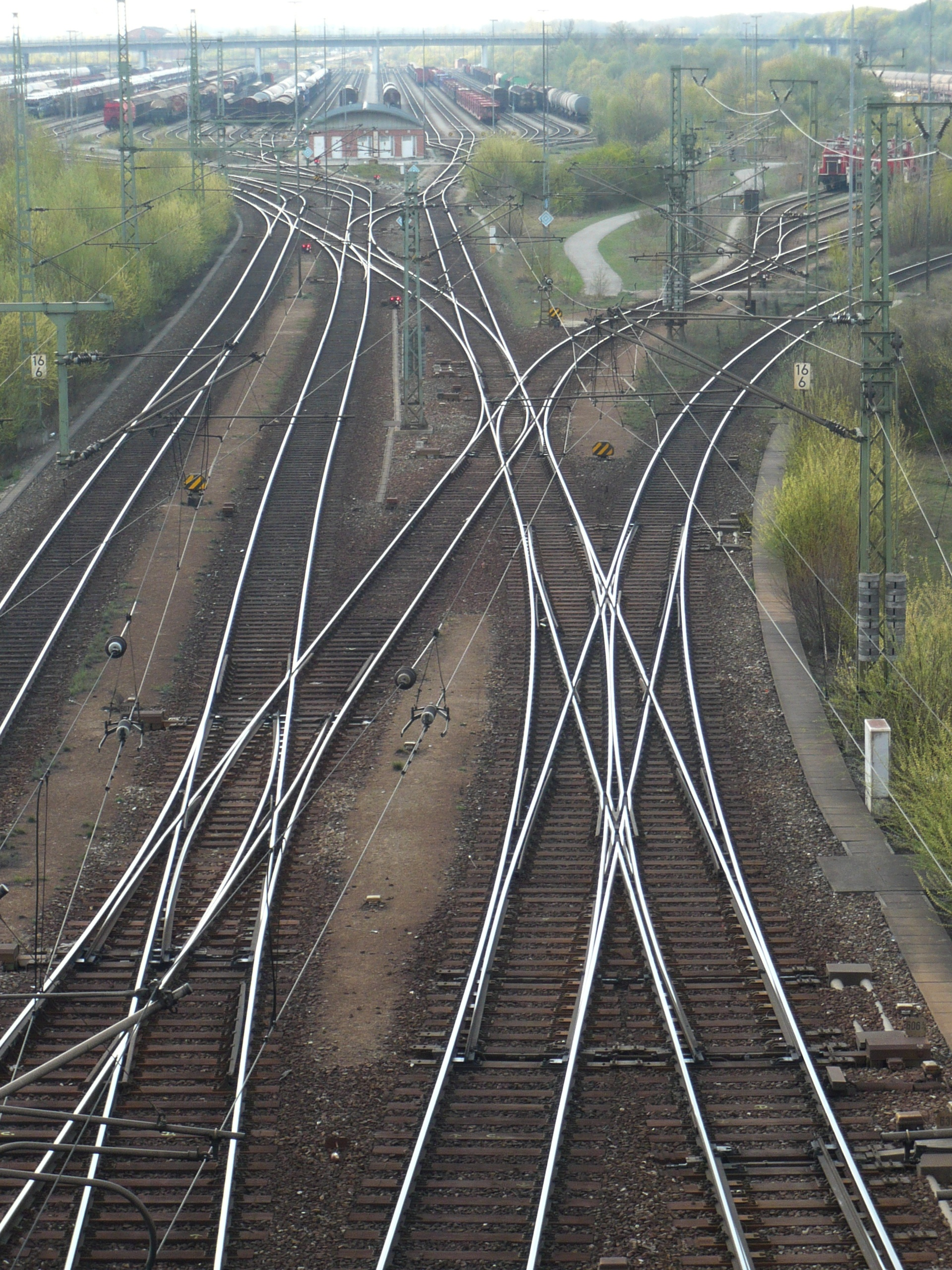
ダブルスリップとアウトサイドスリップの併用（ドイツ）

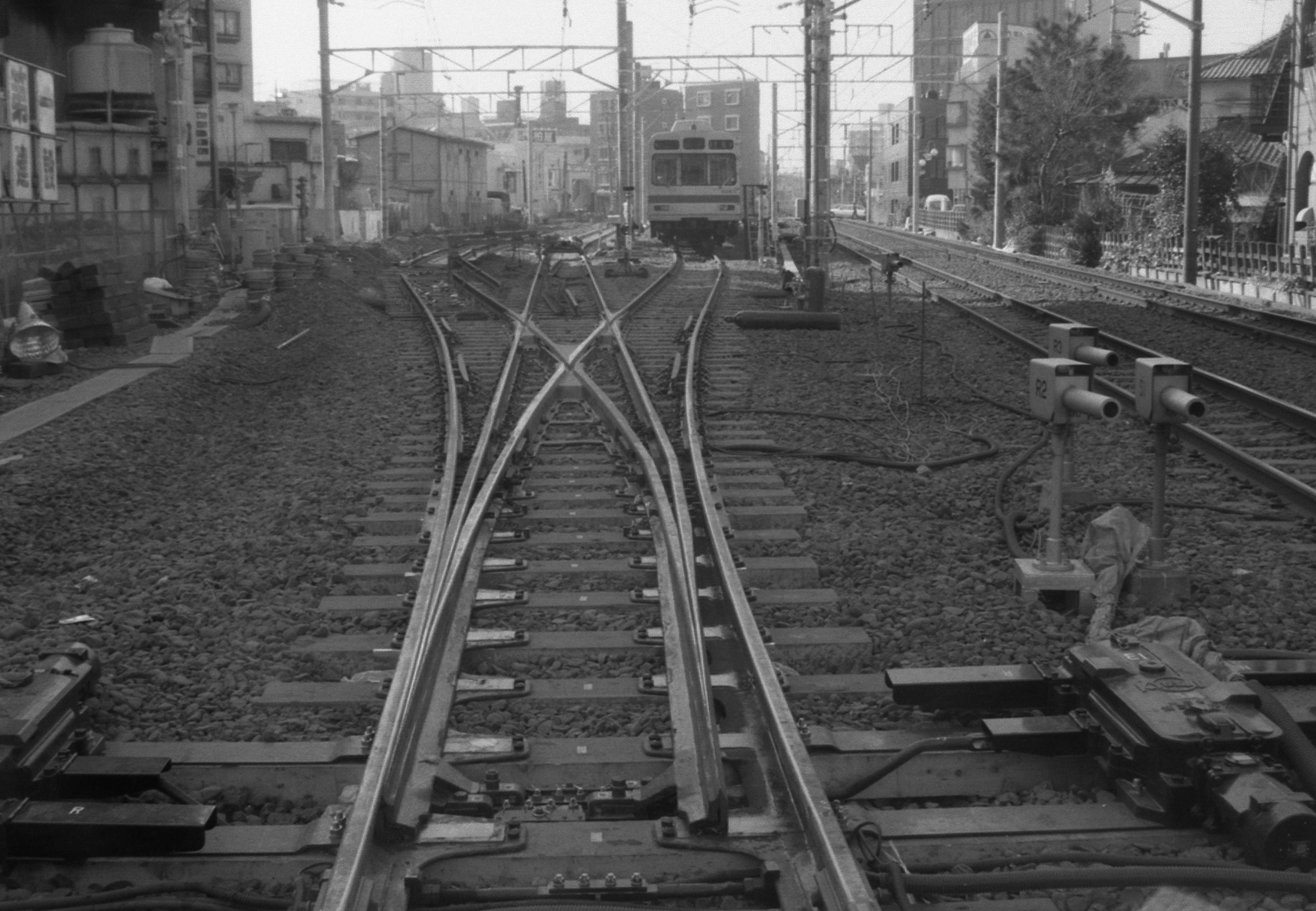
東急大井町線自由が丘にあった三枝分岐器

三枝分岐
左右2つの片開き分岐を重ねて3方向に分岐できるようにしたもの。

複分岐
左右2つの片開きまたは振分分岐を重ねて3方向に分岐できるようにしたもの。三枝分岐は枝が左右対称に分かれるが、複分岐では分岐点が前後にずれている。

### 番数
分岐器において基準線から分岐線が分かれる角度については、角度を直接規定する方式と、両線の開きとそれに要する長さの比率に基づいて規定する方式の2種類に大別される。世界的に広く採用されているのは後者の方式で、日本ではこの比率を示す数値について「番数」と称している。分岐器の番数の定義や呼称・表記方法は、国によって次の通り差異がある。

#### 中心線法
- 中心線法（英語: Centre line method[5]）は、クロッシング（フログ）部において交差する軌間線の接線の角度（交差角）または軌道中心線の交点における接線の角度（分岐角）を、角の中心線の長さと両接線の開きの比率をもって示し、「No.15」（=15番）のように番号（番数）として呼称する。交差番数または分岐番数Nと、交差角または分岐角θとの関係は次の式で表される。
  - {\displaystyle N={1 \over 2}\cot {\theta  \over 2}}
- イギリス[5]・北米・日本などで採用。

#### 直角法
- 直角法またはコール法（英語: Right angle method / Cole's method[5]）は、クロッシング（フログ）部において交差する軌間線の接線の角度（交差角）または軌道中心線の交点における接線の角度（分岐角）を、一方の接線を底辺とし残る一方の接線を斜辺とする直角三角形の底辺と高さの比率（正接）をもって示す。ヨーロッパでは分岐線の曲線半径を合わせて「190-1:9」（=半径190m、9番）のように単位分数の比の形で表記する。ロシアおよびCIS諸国では「1/11」（=11番）のように単位分数として表記する。インドでは「1 in 9」（9番）のように表記する。交差番数または分岐番数Nと、交差角または分岐角θとの関係は次の式で表される。
  - {\displaystyle N={\cot \theta }}
- ヨーロッパ・ロシア・CIS諸国・インド[5]などで採用。

#### 二等辺三角形法
- 交差角または分岐角が成す二等辺三角形の等辺と底辺の長さの比で番数を示す二等辺三角形法（英語: Isosceles triangle method[5]）は路面電車などの軌道分岐器で用いられることが多い[6]。交差番数または分岐番数Nと、交差角または分岐角θとの関係は次の式で表される。
  - {\displaystyle N={1 \over 2}\csc {\theta  \over 2}}

#### 日本
分岐器の番数は、基準線から分岐線が分かれる角度の大小を示すもので、片開き、両開きなどといった分岐器の形状とは無関係に、分岐器に用いられているクロッシング（フログ）の番数を分岐器全体の番数として呼称する。クロッシング番数は中心線法を採用し、クロッシング部で接する両軌条の軌間線が成す二等辺三角形の高さ（略図{\displaystyle b}）と底辺（略図{\displaystyle a}）の比をもって示す。
分岐器類の名称の前に、分岐器で用いているクロッシングの番数を付加し、「8番片開き分岐器」「10番シザーズクロッシング」のように呼称する。クロッシング番数に応じて、クロッシング後方における両方の軌間線 の接線がなす角度「クロッシング角」が定められている。曲線分岐器の場合は両方の軌間線の交角（クロッシング交点において引いた2本の接線がなす角度）をもってクロッシング角とする。
なお、曲線ダイヤモンドクロッシングでは、両方の軌道中心線が交差する角度をクロッシング角と読み換え、それに相応するクロッシング番数を呼称する。シザーズクロッシングでは、使用する分岐器に用いられているクロッシングの番数を呼称する。

##### クロッシング番数
かつて「轍叉番号（てっさばんごう）」とも呼ばれた。JIS E 1301で、クロッシング番数およびその角度は次のように規定されている。
| クロッシング番数 | クロッシング角 | 備考                    |
| ---------------- | -------------- | ----------------------- |
| 4番              | 14°18'         | 8番クロッシング角の2倍  |
| 5番              | 11°26'         | 10番クロッシング角の2倍 |
| 6番              | 9°32'          | 12番クロッシング角の2倍 |
| 7番              | 8°10'          | 14番クロッシング角の2倍 |
| 8番              | 7°09'          | 計算式により算出        |
| 9番              | 6°22'          | 計算式により算出        |
| 10番             | 5°43'          | 計算式により算出        |
| 12番             | 4°46'          | 計算式により算出        |
| 14番             | 4°05'          | 計算式により算出        |
| 16番             | 3°34.5'        | 8番クロッシング角の1/2  |
| 20番             | 2°51.5'        | 10番クロッシング角の1/2 |

- 8番、9番、10番、12番、14番のクロッシング角は、クロッシング番数とクロッシング角に関する上記の計算式{\displaystyle N={1 \over 2}\cot {\theta  \over 2}}により、分未満を四捨五入して定めたものである[8]。
- 他のクロッシング番数のクロッシング角は、次のようにして機械的に定めたものであり[8]、計算式によって算出する角度とは誤差がある[注釈 9]。
  - 4番、5番、6番、7番のクロッシング角は、それぞれ8番、10番、12番、14番のクロッシング角の2倍とする。
  - 16番、20番のクロッシング角は、それぞれ8番、10番のクロッシング角の1/2とする。

#### ドイツ
ドイツにおいて、クロッシング番数 (Herzstückverhältnis) は分子を1とした単位分数を比を用いて示す（8番=1:8）。番数はヨーロッパ標準の直角法を用いている。ドイツ連邦鉄道 (DB) および現在のドイツ鉄道 (DBAG) では、番数を含め次の形式で分岐器類を分類呼称している。
例：EW 60-500-1:12 L Fz H
| 略号 | 意味           | 略号の例 |
| ---- | -------------- | --- |
| EW   | 分岐器の形式   | 単純分岐 (EW)、外方分岐 (ABW)、内方分岐 (IBW)、複分岐 (DW)、片複分岐 (EinsDW)                                                                           |
| 60   | レール種類     | UIC60レール (60)、S49レールb（49 - ドイツ国有鉄道、ドイツ連邦鉄道、ドイツ国営鉄道）、S54レール（54 - ドイツ連邦鉄道）、R65レール（65 - ドイツ国営鉄道） |
| 500  | 曲線半径       | 分岐線の曲線半径。単位m。 |
| 1:12 | 番数           | 単位分数で表記する。例では12番。 |
| L    | 分岐方向       | 左 (L)、右 (R) |
| Fz   | ポイント部構造 | 弾性トングレール (Fz)、弾性ポイントブレード (Fsch)、ピボット式トングレール (Gz)                                                                         |
| H    | 枕木材質       | 木製 (H)、木製のうち広葉樹材 (Hh)、鋼製 (St)、コンクリート (B)                                                                                          |

現在のドイツ鉄道で主に使われている分岐器の例である（分岐器呼称のxxはレール種類に応じた任意の数字が入る）。
| 単純分岐器                                       | ノーズ | 許容通過速度 |
| ------------------------------------------------ | ------ | ------------ |
| EW xx-190-1:7,5/6,6（分岐半径190m、7.5番/6.5番） | 可動   | 40 km/h      |
| EW xx-190-1:7,5（分岐半径190m、7.5番）           | 可動   | 40 km/h      |
| EW xx-190-1:9（分岐半径190m、9番）               | 固定   | 40 km/h      |
| EW xx-300-1:9（分岐半径300m、9番）               | 可動   | 50 km/h      |
| EW xx-500-1:12（分岐半径500m、12番）             | 可動   | 60 km/h      |
| EW xx-500-1:14（分岐半径500m、14番）             | 固定   | 60 km/h      |
| EW xx-760-1:14（分岐半径760m、14番）             | 可動   | 80 km/h      |
| EW xx-1200-1:18,5（分岐半径1200m、18.5番）       | 可動   | 100 km/h     |
| EW xx-2500-1:26,5（分岐半径2500m、26.5番）       | 可動   | 130 km/h     |
| 曲線分岐器（一例）                               |        |              |
| ABW xx-215-1:4,8（分岐半径215m、4.8番）          | 可動   | 40 km/h      |

またICEが運行するマンハイム-シュトゥットガルト高速線およびハノーファー-ヴュルツブルク高速線用に開発された高速分岐器 (Schnellfahrweichen) には次のようなものがある。分岐器呼称末尾の「-fb」は弾性可動ノーズ付きを示す。複心曲線使用の分岐器は分岐線側を異なる半径の曲線を組み合わせたものにしており、EW 60-7000/6000-1:42の場合、トングレール部は半径7000m、分岐器中央部より後方は半径6000mとなっている。
| 分岐器呼称                                               | 許容通過速度 基準線側 / 分岐線側 |
| -------------------------------------------------------- | -------------------------------- |
| EW 60-1200-1:18,5-fb（分岐半径1200m、18.5番）            | 280 km/h / 100 km/h              |
| EW 60-2500-1:26,5-fb（分岐半径2500m、26.5番）            | 280 km/h / 130 km/h              |
| 複心曲線使用分岐器                                       |                                  |
| EW 60-6000/3700-1:32,5-fb（分岐半径6000m+3700m、32.5番） | 280 km/h / 160 km/h              |
| EW 60-7000/6000-1:42-fb（分岐半径7000m+6000m、42番）     | 280 km/h / 200 km/h              |

ドイツ鉄道が開発し1998年に使用を開始したクロソイド分岐器 (Klothoidenweichen) には次のようなものがある。分岐線側の曲線を緩和曲線の一種であるクロソイド曲線として衝動およびレール損耗の低減を図ったもので、EW 60-10000/4000-1:39の場合、トングレール先端を半径10000mとし、分岐器中央部にかけて半径4000mまで曲率が逓増したのち、分岐器後方にかけて再び半径10000mまで曲率が逓減する。この特徴のため、クロッシング部の番数だけでは従来の分岐器と規模を単純に比較できない。
このうち、分岐線側でも220km/hでの通過を可能とした40.15番クロソイド分岐器EW 60-16000/6100-1:40,15-fbはベルリン-ハレ線ビターフェルト駅構内においてハレ方面とライプツィヒ方面の分岐用に2基使用されており、番数は42番高速分岐器EW 60-7000/6000-1:42-fbより小さいものの、分岐器1基の長さは169.2mに達し、ドイツ国内最大の分岐器である。
| 分岐器呼称                                                       | 許容通過速度 基準線側 / 分岐線側 |
| ---------------------------------------------------------------- | -------------------------------- |
| EW 60-3000/1500-1:18,5（分岐半径3000m-1500m-3000m、18.5番）      | 330 km/h / 100 km/h              |
| EW 60-4800/2450-1:24,26（分岐半径4800m-2450m-4800m、24.26番）    | 330 km/h / 130 km/h              |
| EW 60-10000/4000-1:39（分岐半径10000m-4000m-10000m、39番）       | 330 km/h / 160 km/h              |
| EW 60-16000/6100-1:40,15（分岐半径16000m-6100m-16000m、40.15番） | 330 km/h / 220 km/h              |

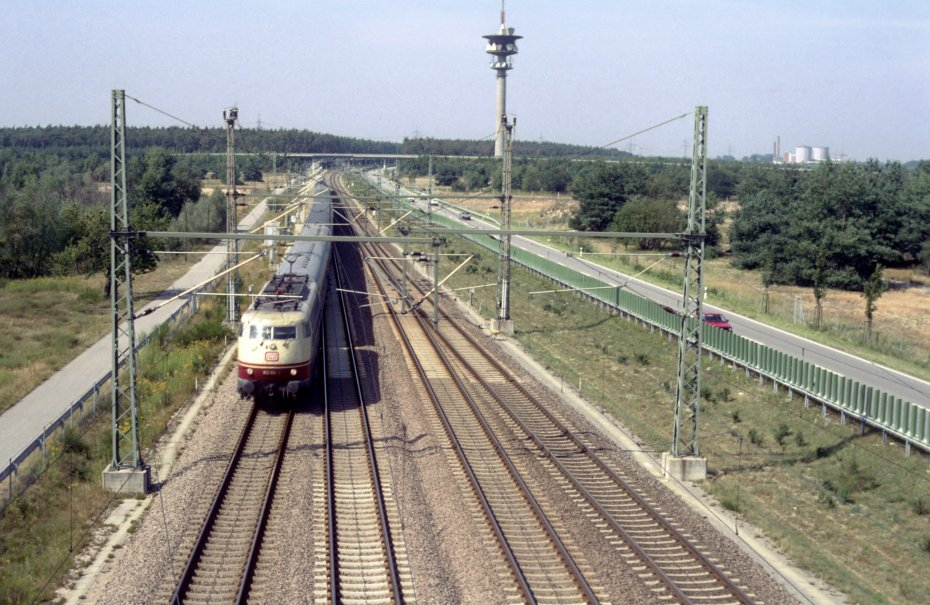
200km/hで42番高速分岐器EW 60-7000/6000-1:42-fbを通過するDB103形牽引列車（マンハイム-シュトゥットガルト高速線ザールバッハ信号場、1988年供用開始）
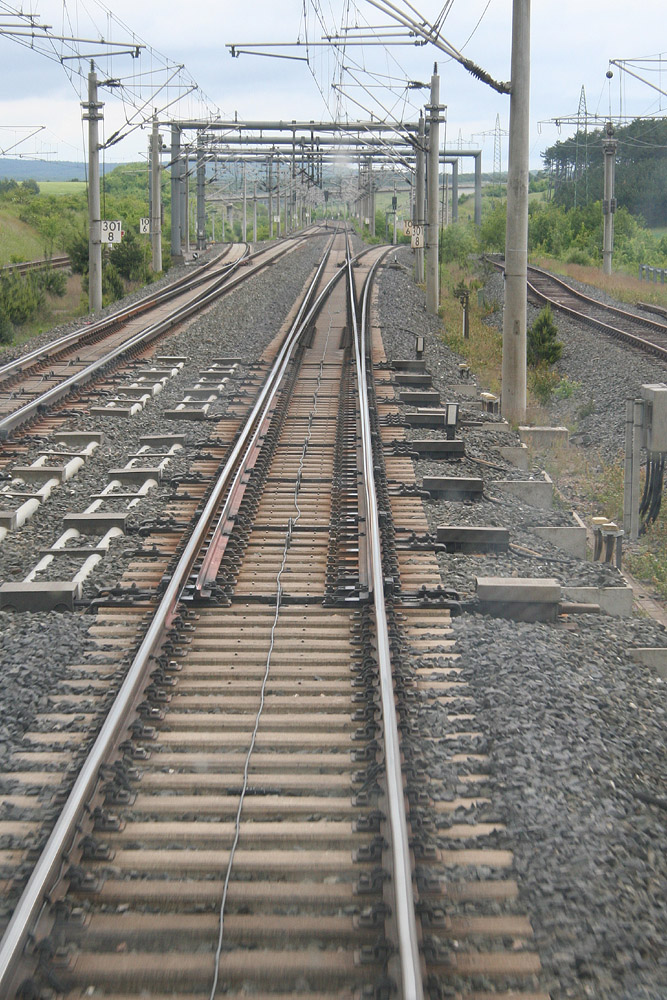
42番高速分岐器EW 60-7000/6000-1:42-fb（ハノーファー-ヴュルツブルク高速線ローバッハ信号場、1994年供用開始）
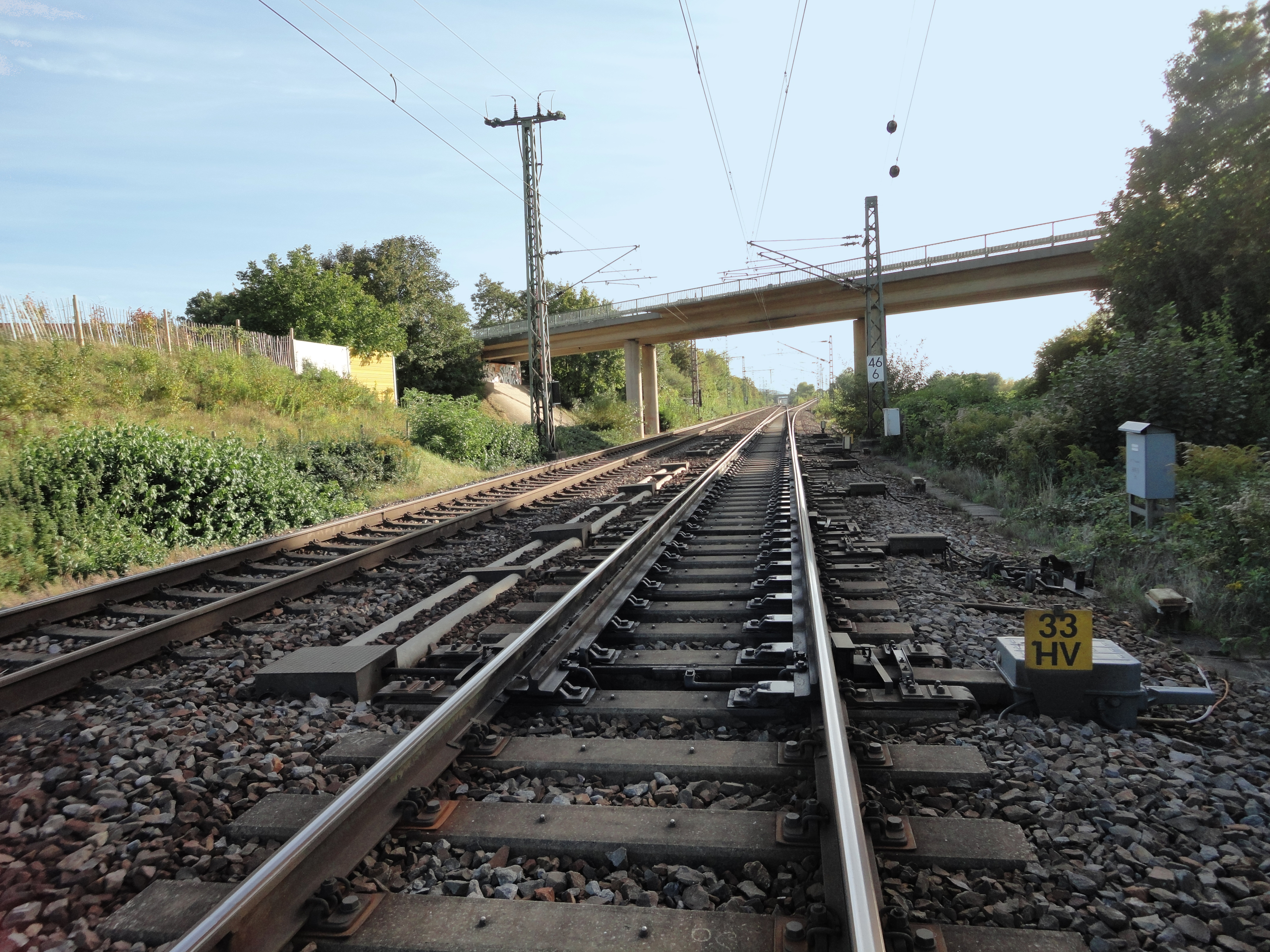
32.5番高速分岐器EW 60-6000/3700-1:32,5-fb（マンハイム-シュトゥットガルト高速線ウプシュタット＝ヴァイアー停留場付近、1988年供用開始）
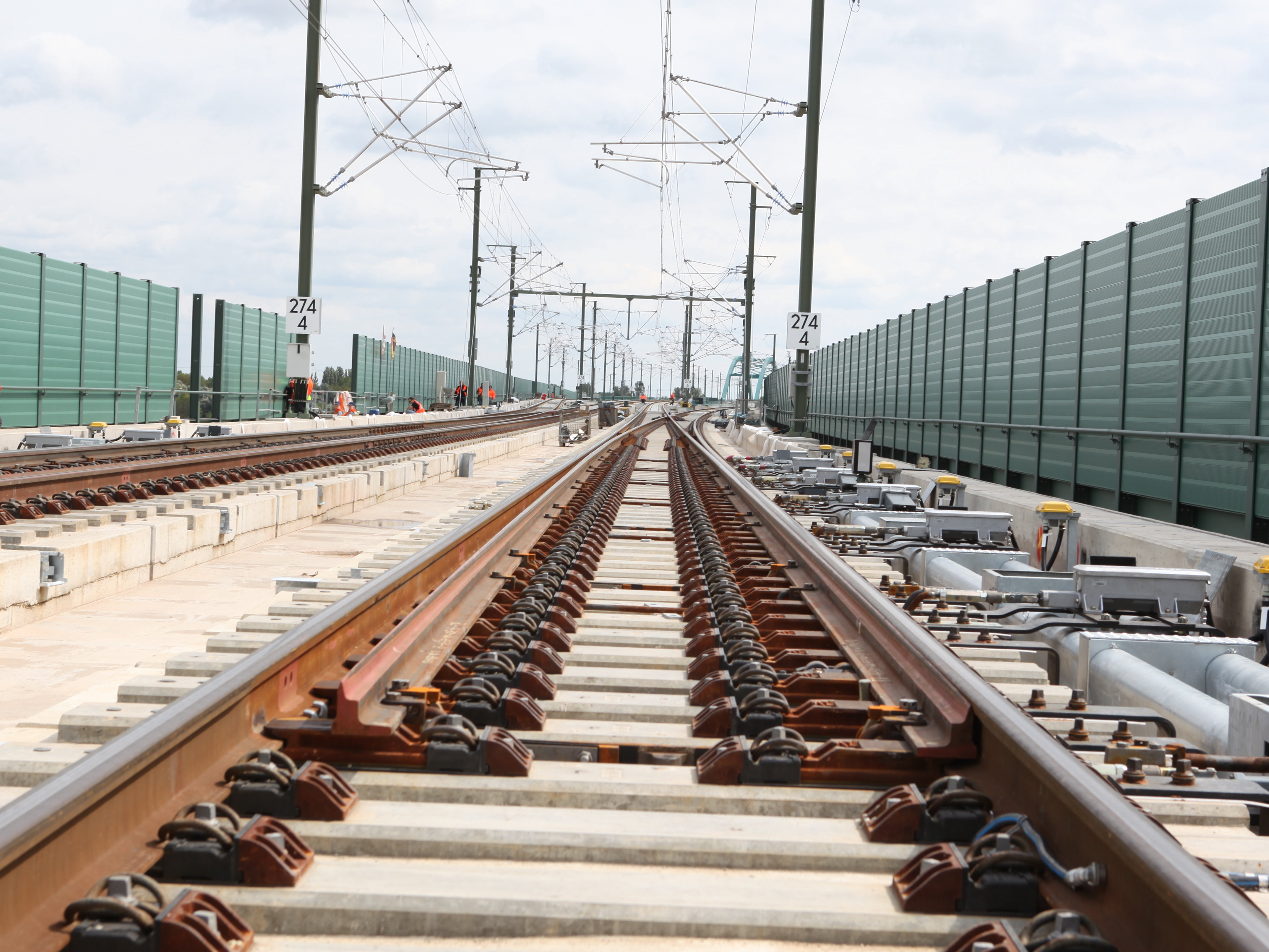
32.5番高速分岐器EW 60-6000/3700-1:32,5-fb（エアフルト-ライプツィヒ/ハレ高速線ザーレ・エルスター高架橋、2015年供用開始）
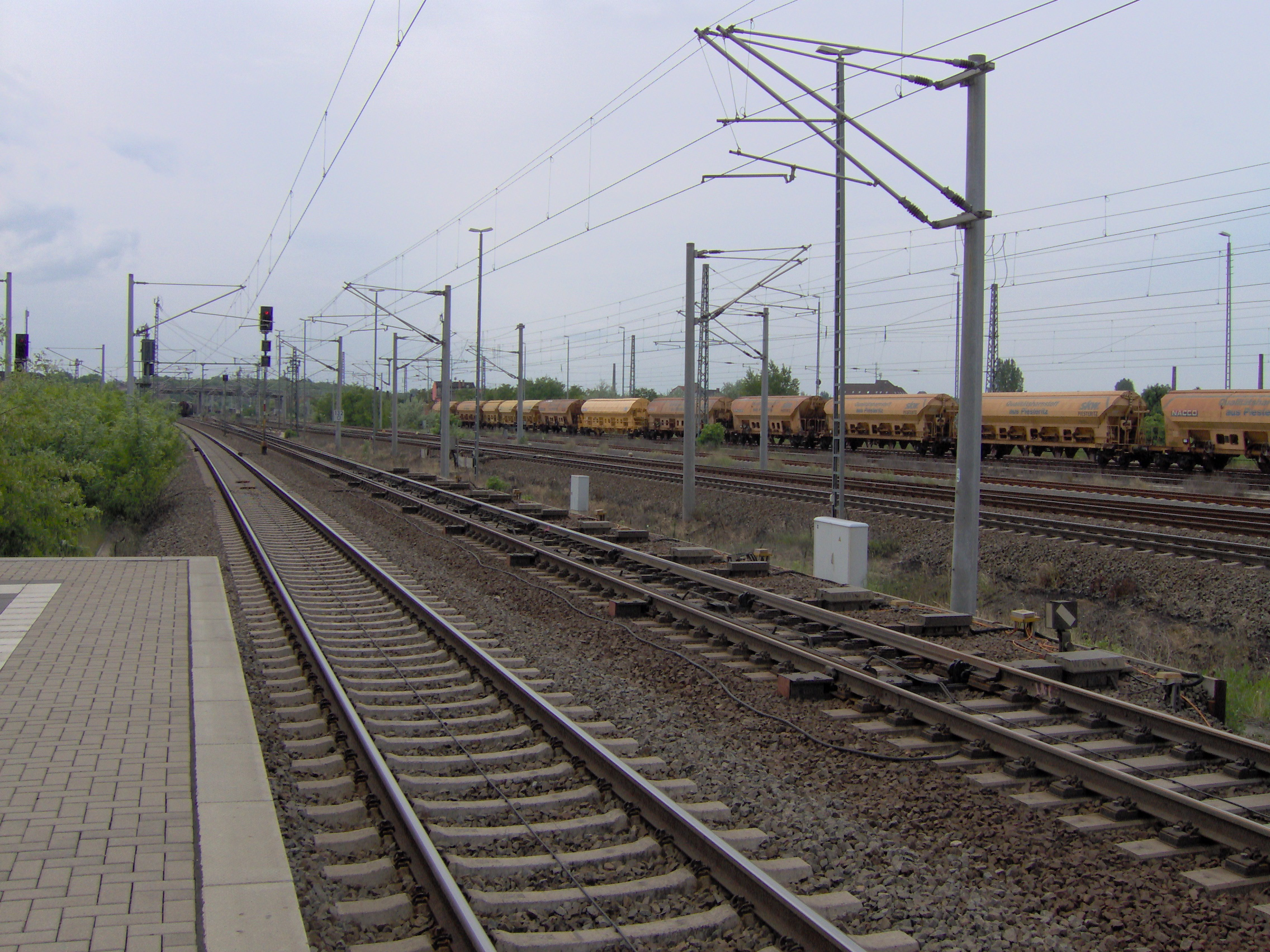
ドイツ国内最大の40.15番クロソイド分岐器EW 60-16000/6100-1:40,15-fb（ベルリン-ハレ線ビターフェルト駅、1998年供用開始）

#### チェコ、スロバキア

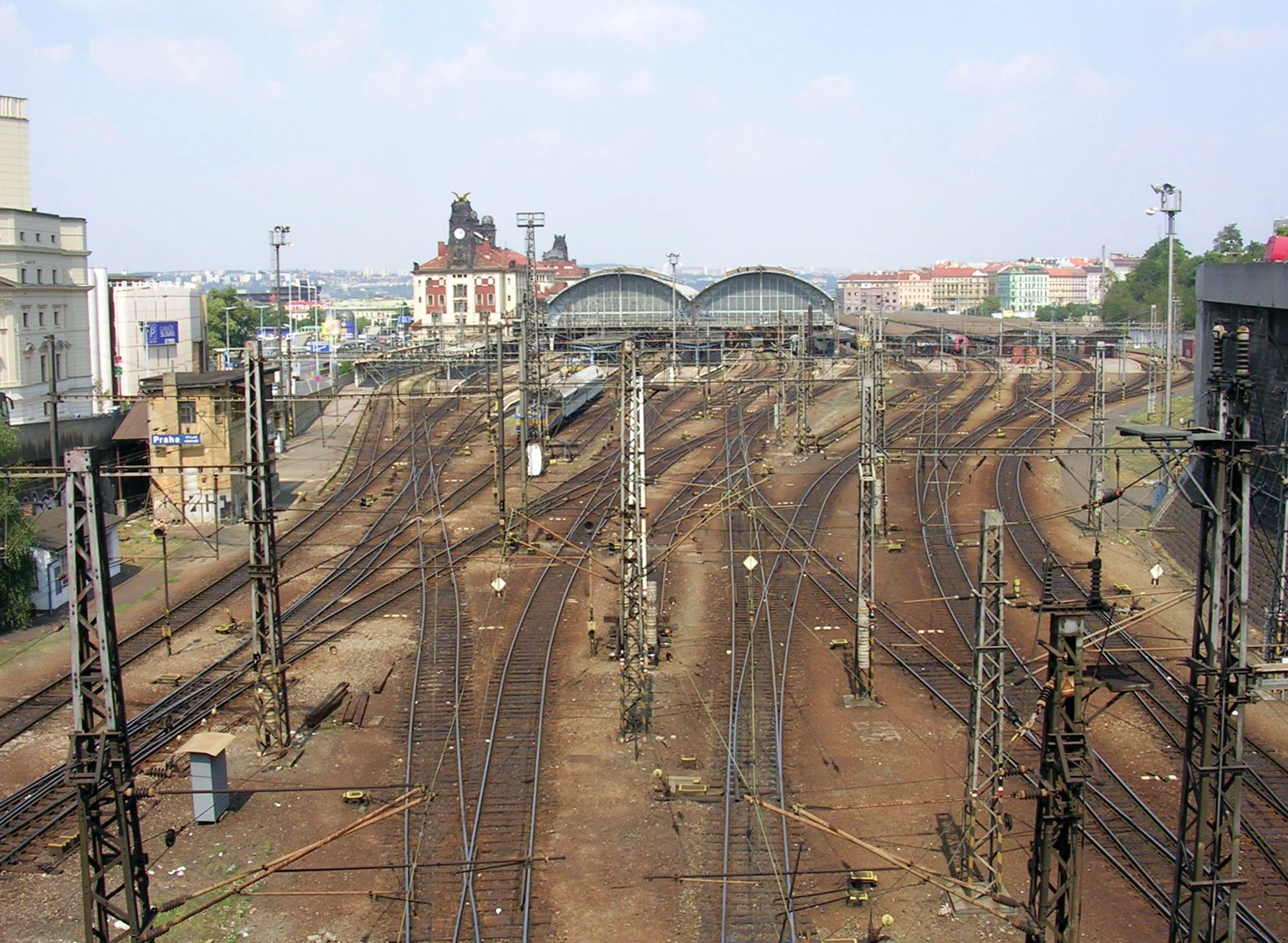
画面中央手前で分岐しダイヤモンドクロッシングおよびダブルスリップスイッチを経て左上奥の短いホームに至る配線は、段階式分岐器時代は直線だったが、比率式分岐器に置換えた際、わずかなクロッシング角の違いから直線にすることができず、途中に曲線が入った（チェコ・プラハ中央駅）

1918年にオーストリア帝国鉄道 (kkStB) とハンガリー国家鉄道 (MÁV) を承継したチェコスロバキア時代のチェコスロバキア国鉄 (ČSD) では、1970年代まで、角の長さと開きの比率による番数ではなく、分岐角を直接定める「段階式分岐器」（チェコ語:Soustava stupňových výhybek, スロバキア語:Sústava stupňových výhybiek）を採用していた。概要は次の通りである。
- 単純分岐器（片開き分岐器）は、標準の分岐角を6°または7°とし、分岐線半径は150mから200m。許容通過速度は30km/hから40km/h。
- 複分岐器は6° (4°+2°) または7° (5°+2°) とし、駅構内などにおいて6°単純分岐器または7°単純分岐器によって本線から分岐して平行する多数の側線を構成する配線の場合、本線より分岐した次の分岐器に4°+2°複分岐器または5°+2°複分岐器を1基置き、本線と10°または12°の角度を保ちつつ側線を分岐する形態が一般的に用いられた。次の図は7°単純分岐器および5°+2°複分岐器を使用した側線群配線の模式図である。

- 両開き分岐器は10° (5°+5°) を標準とし、分岐線曲線半径は230m。
- 高速分岐器は分岐角6°未満、分岐線通過許容速度を40km/h以上としたもので、5°（曲線半径500m、通過許容速度60km/h)、4°（曲線半径800m、通過許容速度80km/h)、3°6'（曲線半径1200m、通過許容速度100km/h)の3種が設定された。

チェコスロバキア国鉄は1970年代、新規格のS49レールおよびR65レールの採用にあたって交差角または分岐角の番数を用いた「比率式分岐器」（チェコ語:Soustava poměrových výhybek, スロバキア語:Sústava pomerových výhybiek）を導入して新設計の分岐器を設定した。現在もチェコ（鉄道施設管理公団）、スロバキア（スロバキア国鉄）両国では、比率式分岐器とそれ以前の段階式分岐器が混在している。
比率式分岐器における番数はヨーロッパ標準の直角法を用いている。単純分岐器の場合、分岐半径300m（許容通過速度50km/h）または分岐半径190m（同40km/h）の1:9（9番）分岐器を標準に、1:12（12番）分岐器、1:14（14番）分岐器を設定。また高速分岐器として許容通過速度100km/hの1:18,5（18.5番）分岐器を設けた。また駅構内用として1:7,5（7.5番）分岐器、側線用として1:6（6番）および1:6,5（6.5番）分岐器を設定した。
現行の比率式分岐器の規格は次の通りである。分岐線曲線半径と許容通過速度については、通過時の横方向加速度が0.65 m/s²を超えないよう定められている。
| 番数             | 曲線半径 | 許容通過速度 |
| ---------------- | -------- | ------------ |
| 1:6（6番）       | 150 m    | 30 km/h      |
| 1:7,5（7.5番）   | 150 m    | 30 km/h      |
| 1:7,5（7.5番）   | 190 m    | 40 km/h      |
| 1:9（9番）       | 190 m    | 40 km/h      |
| 1:9（9番）       | 300 m    | 50 km/h      |
| 1:11（11番）     | 300 m    | 50 km/h      |
| 1:12（12番）     | 500 m    | 60 km/h      |
| 1:14（14番）     | 760 m    | 80 km/h      |
| 1:18,5（18.5番） | 1200 m   | 100 km/h     |
| 1:26,5（26.5番） | 2500 m   | 120 km/h     |

#### 番数に関するトピックス
- 高崎駅付近での上越新幹線（下り線）と北陸新幹線の分岐や、成田湯川駅（京成成田スカイアクセス線）の成田空港方の分岐に使用されている38番分岐器は、分岐側の通過速度が160 km/hである（前者は新幹線の本線同士の分岐、後者は在来線としては日本最速である160 km/h運転区間における単線と複線の分岐）。成田スカイアクセス線の38番分岐器（成田湯川駅付近)

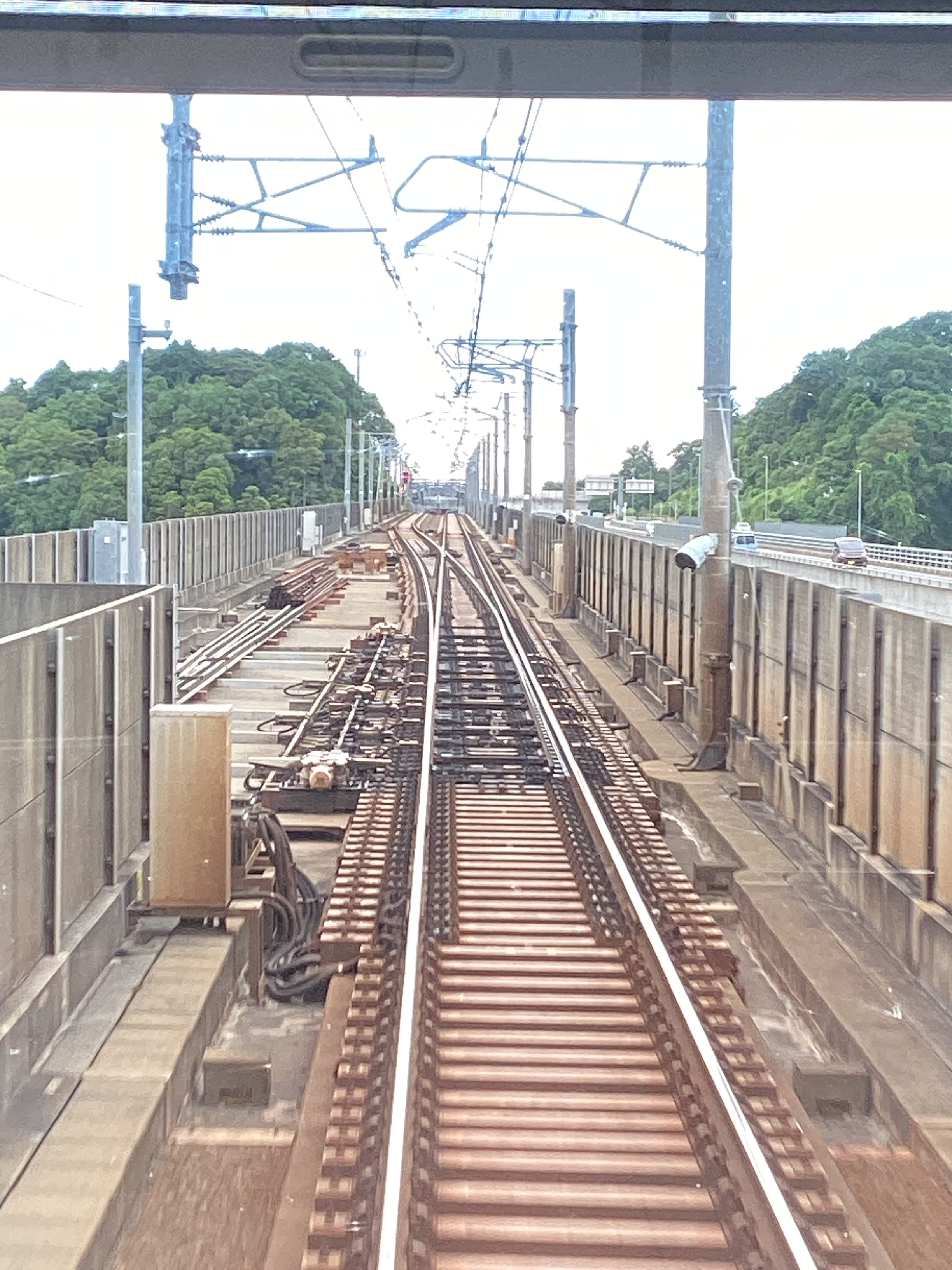
成田スカイアクセス線の38番分岐器（成田湯川駅付近)

- JR北海道では1995年に行われた石勝線高速化の際に、楓駅（現・楓信号場）に日本で初めて20番弾性両開き曲線クロッシング分岐器を設置し、両開き分岐器最高の通過速度120 km/hを実現した。
- 特殊狭軌線（軌間762 mm）である三岐鉄道北勢線では東員駅等で新たに12番片開き分岐器を導入したものの、軌間の制約もあって分岐線側通過制限速度は25 km/hにとどまっている（参考：JR在来線等の12番分岐器の分岐側制限速度は45 km/h）。
- 中国の京滬高速鉄道の徐州東駅北京側には42番分岐器がある[11]。
- ヨーロッパの高速鉄道などの動力集中式の列車では、動力分散式に比べて加速・減速の度合いが小さい。したがって分岐器を高速で通過するため、番数の大きい分岐器が使用される。TGVの番数65番の高速分岐器はノーズ可動式で、LGV上の高速渡り線に使われ、直進側300 km/h、分岐側220 km/hで通過可能だが、転轍器の構造が複雑で高価な上、メンテナンスの費用が高額である。

### 構造上の種類

#### 滑節ポイント
トングレール（分岐器の分岐部分のレール）の後端部継ぎ目部分に遊間（隙間）を設け、ポイント転換の際にトングレール後端部が滑り移動しながら動作するポイントのこと。大正14年型分岐器や側線用分岐器などに使用される。

#### 関節ポイント
トングレール（分岐器の分岐部分のレール）の後端部継ぎ目部分に遊間（隙間）を設け、ポイント転換の際にトングレール後端部を中心にして回転するように動作するポイントのこと。50Nレール使用の本線用分岐器など、全国的に最も多く使用されてきたが、トングレール後端部継ぎ目部分での衝撃・損傷が大きいので、主要幹線では次項の弾性ポイントに更換されつつある。

#### 弾性ポイント（弾性分岐器）

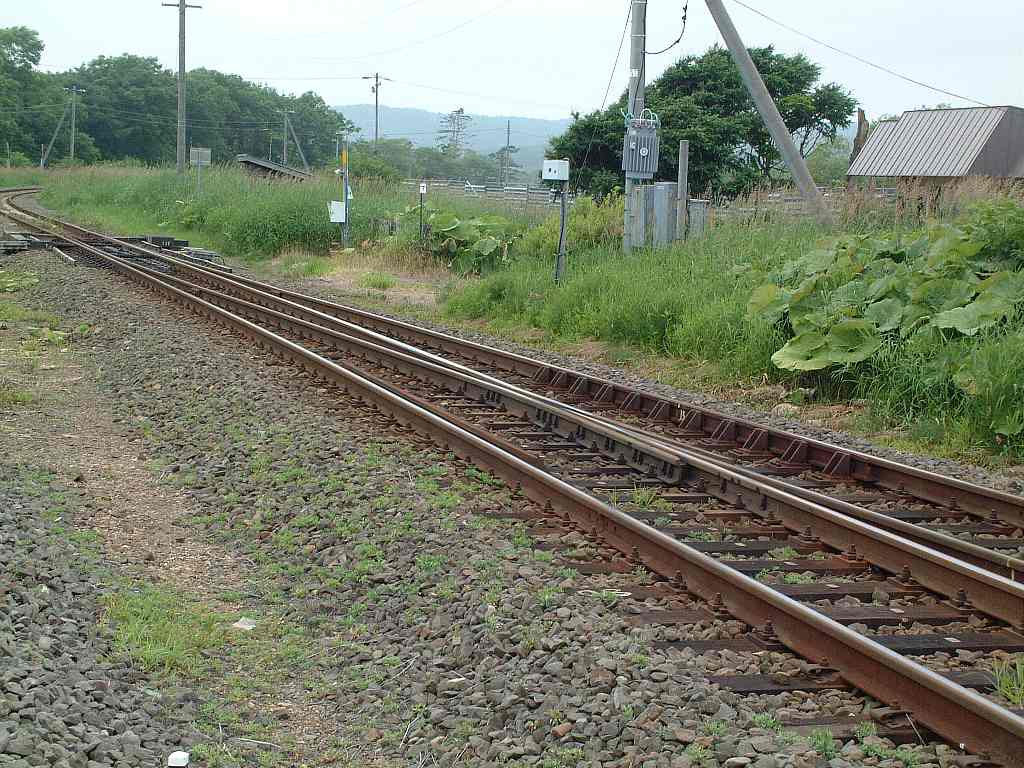
16番両開き弾性分岐器

トングレールとリードレールを一体化してトングレールの後端部継ぎ目をなくしたポイントのこと。トングレール後端部レール底面に切り欠きが設けてあり、トングレール全体をたわませて転換する。弾性ポイントを使用した分岐器のことを弾性分岐器と称する。分岐器通過時の振動や騒音が押さえられ、通過速度を向上できる特徴がある（直線側はポイントに由来する速度制限が事実上ない）。
新幹線や高速列車の多い路線で多く使用されるが、一般的に他の分岐器より高価となる。在来線では、JR四国予讃線の本山駅に最初に設置され、160 km/hで通過した実績がある。

#### 乗越分岐器
安全側線に設置される分岐器。乗越トングレールと乗越クロッシングの両方またはどちらか一方が用いられている。信号冒進時に車両を本線から脱線させるため、信号と連動している転轍機で転換する。脱線させる側が定位となっており、脱線後に分岐側から戻る事は考えられていない。
横取装置
保守用車が保守基地線への出入りのために使用する簡易分岐器。取扱いにあたっては基本的に線路閉鎖手続きが必要で、分岐側からの通過が可能であることが乗越分岐器との大きな違いである。本線線路には普通レールが用いられており、欠線部も存在しない。JRの在来線では手動の可動式横取装置が多く設置されており、取り扱いの際は横取器という部品を本線線路に被せることで分岐側の進路を構成する。大手私鉄では、油圧装置で横取レールを横滑りさせるタイプのものが使用されている。新幹線では保守基地線へつながる線路が横移動し本線線路を覆う。本線線路を直交し、保守用車が90度転車することで本線線路に載線するタイプもある。
列車や営業車両は分岐側に入ることは想定されておらず、使用後は完全に取り外す必要がある。取り外しを忘れた状態で営業列車が走行し、脱線事故を起こした事例もある。

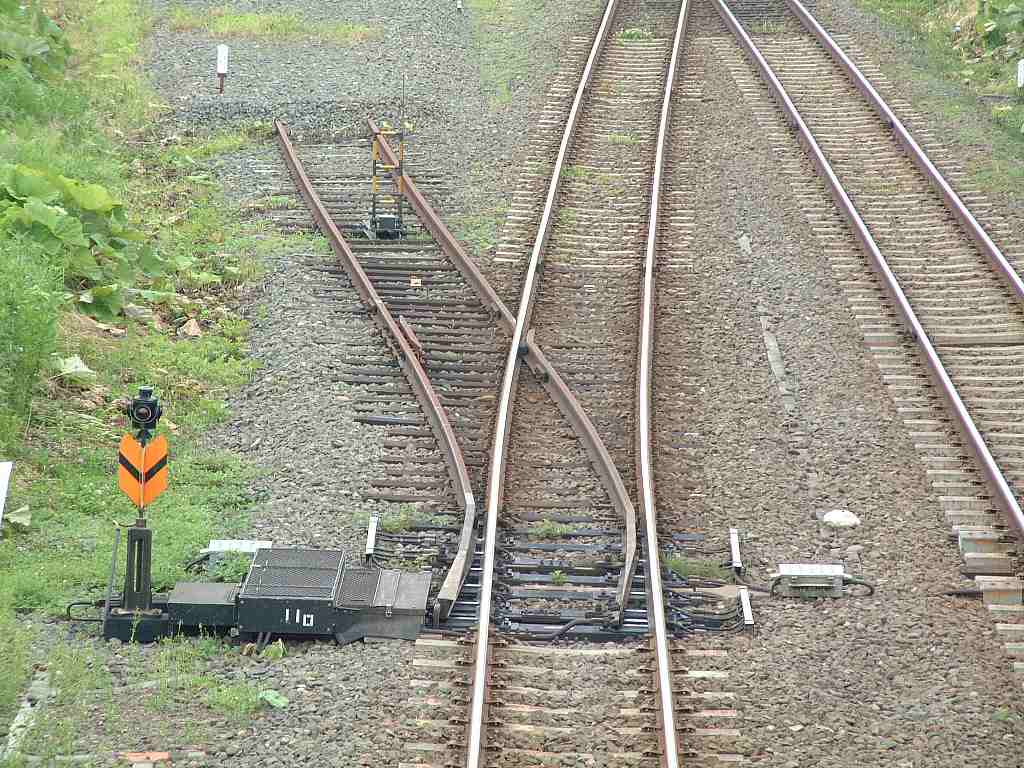
安全側線に使用されている乗越分岐器
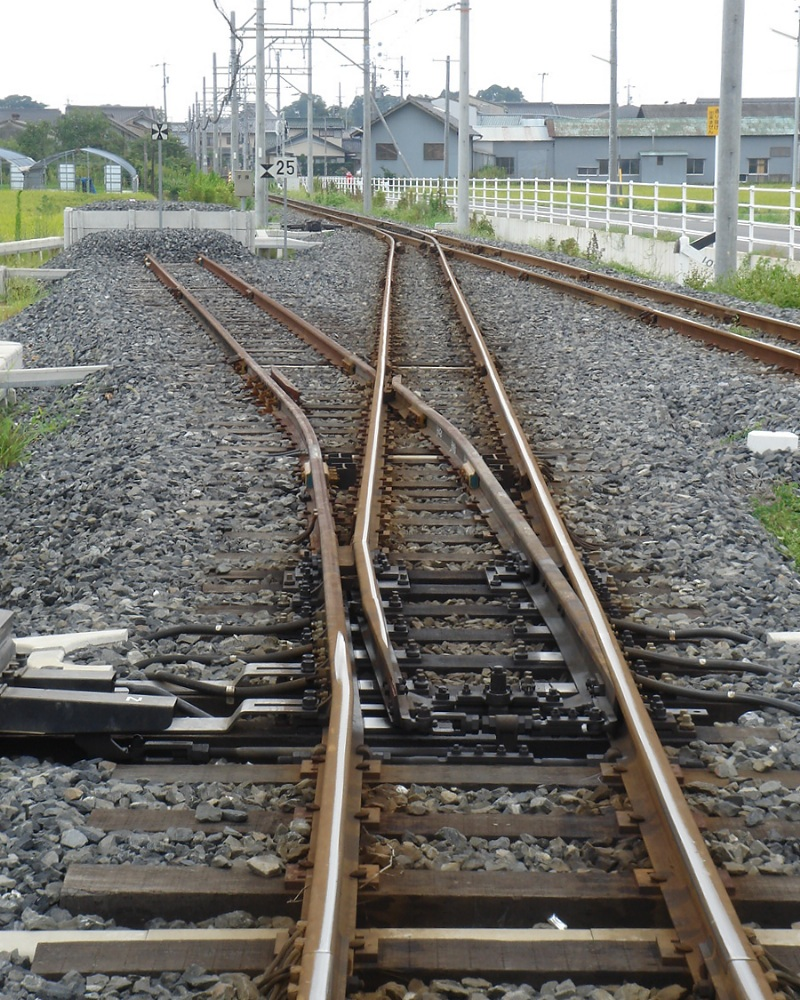
特殊狭軌線（軌間762 mm）用の乗越分岐器（乗越クロッシングのみを用いたもの）
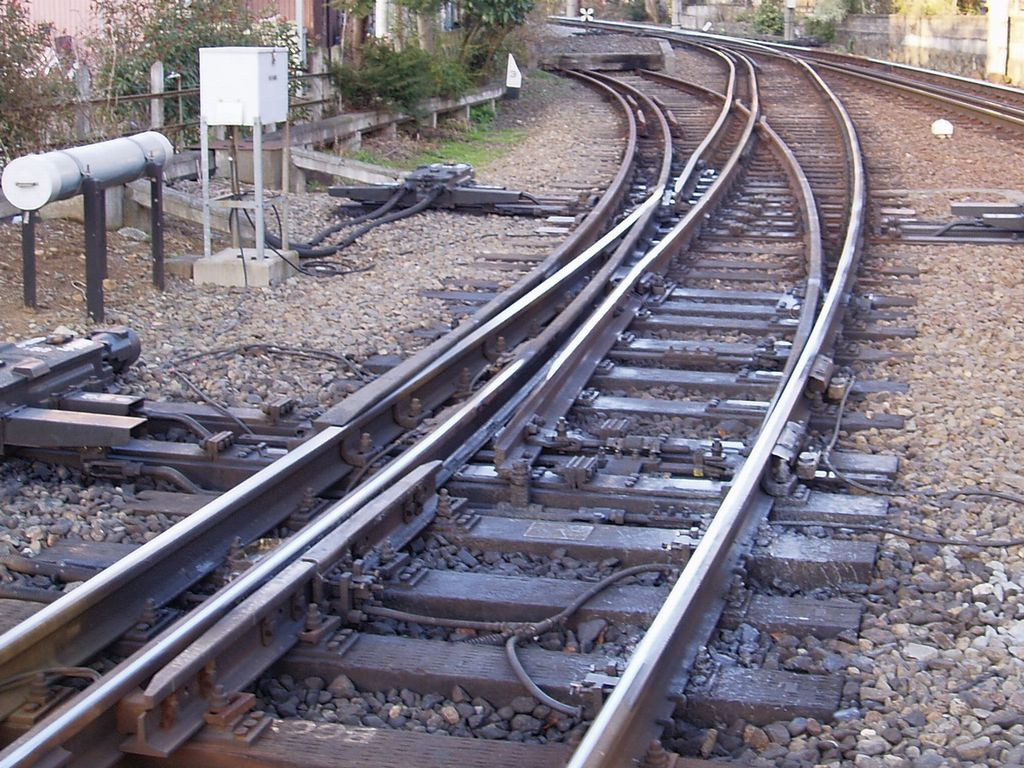
三線軌条（軌間1,067 mm・1,435 mm）の乗越分岐器

## 分岐器での速度制限
在来線での分岐器の分岐側は、分岐側の曲線半径であるリード半径、分岐器の強度、乗り心地、分岐器の保守などを総合して、安全比率を一般曲線より小さい5.5として、速度制限が決められる。
在来線での分岐器の直線側は、分岐器のクロッシングの強度、トングレールの開口、クロッシング部分のガイドレールおよびウイングレール（翼レール）の背面横圧の限度、保守量の増加などの理由により速度制限があり、高速列車においては直線で最高速度で走行しても分岐器が存在する通過駅では減速を余儀なくされ、「ノコギリ運転」と呼ばれる加速や減速を繰り返していた。これについては改善対策が行われており、枕木の強化、分岐器のレールに使用されるヒールボルトの強化、分岐器の下部に設置されている床板の強化、車輪およびレールの保守限度の見直しにより、従来の制限速度である100 km/hから120 km/hに上げられており、通過駅での減速を無くして表定速度の向上が図られている。

## ポイント融雪器
凍結や積雪により分岐器が転換不能になる事態が起きる。トングレールの固着やトングレールによる氷雪塊の挟み込みを防ぐため、冬季はポイント部に下や側面から火を当てる融雪器（融雪カンテラ）、電熱器を使い凍結や着氷を防ぐことが積雪のほとんど無い地域において行われる。また積雪地では代わりに温水・熱風を用いた融雪装置を設置する。北海道や東北地方のほとんどの駅・信号場では転轍器部分にカバーをかぶせたり、防雪シェルターで覆ったりしている。北海道新幹線においては融かした雪がほどなくして再度凍ることから空気ジェットによりトングレールに挟まった氷雪を吹き飛ばし、氷雪塊の挟み込みを防いでいる。人による除雪や融雪剤・防氷剤の散布、圧縮空気で吹き飛ばしも行われるが、様々な方式のポイント融雪器が考案された。
融雪カンテラ
ポイントの下に灯油ストーブのような火が灯る器具を設置するタイプ。大きな工事を必要とせず、あまり降雪しない場所で使用されている。
稀に、火災と間違われる。
散水融雪装置
温水を散布することで融雪する装置。
温水マット式融雪装置
温水が循環するマットを下に設置する方式。
電気融雪器
電気融雪器には、直接加熱方式電気融雪器と温風式電気融雪器が存在する。レールを直接ヒーターで温めるか、電気ヒーターで温めた温風を吹きかける方式である。
JR東海では、2014年時点で電気融雪器143駅、熱風式融雪器13駅に設置している。
豪雪地帯や山間部の信号場ではポイントの周囲の軌道ごとスノーシェルターで覆う場合がある。

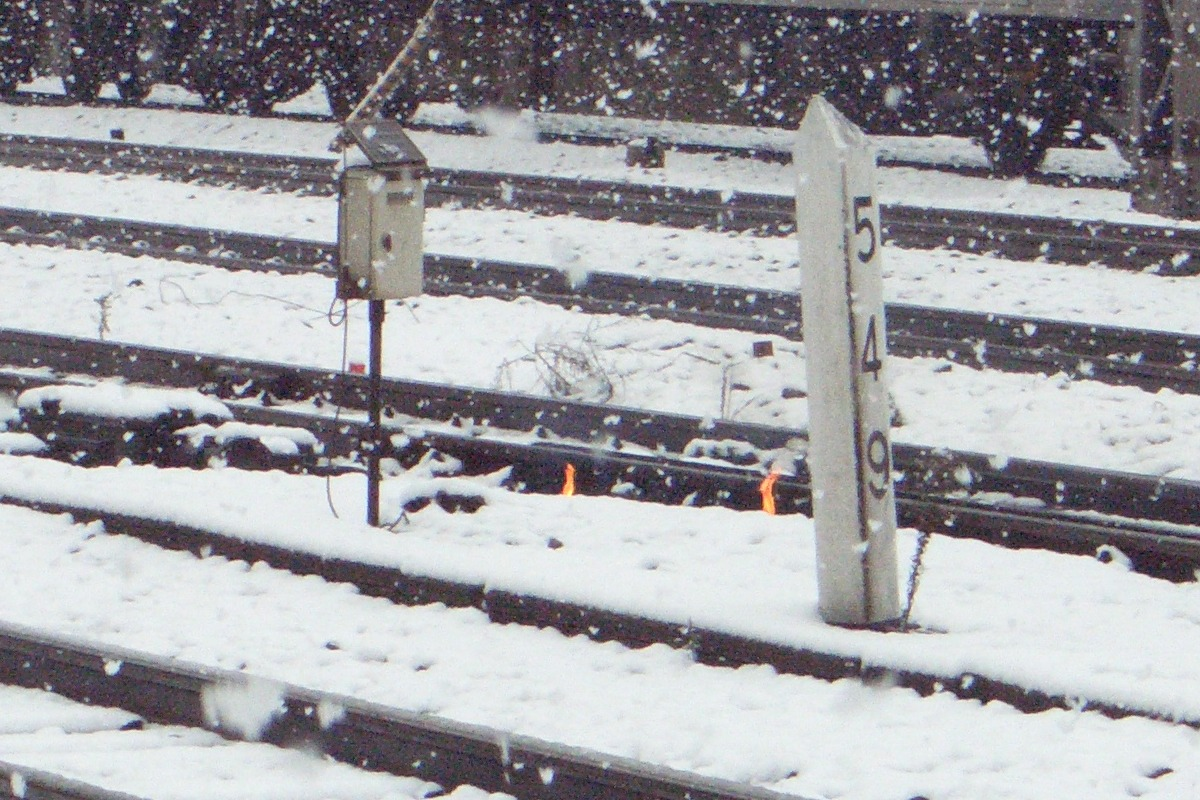
融雪カンテラを使用している様子
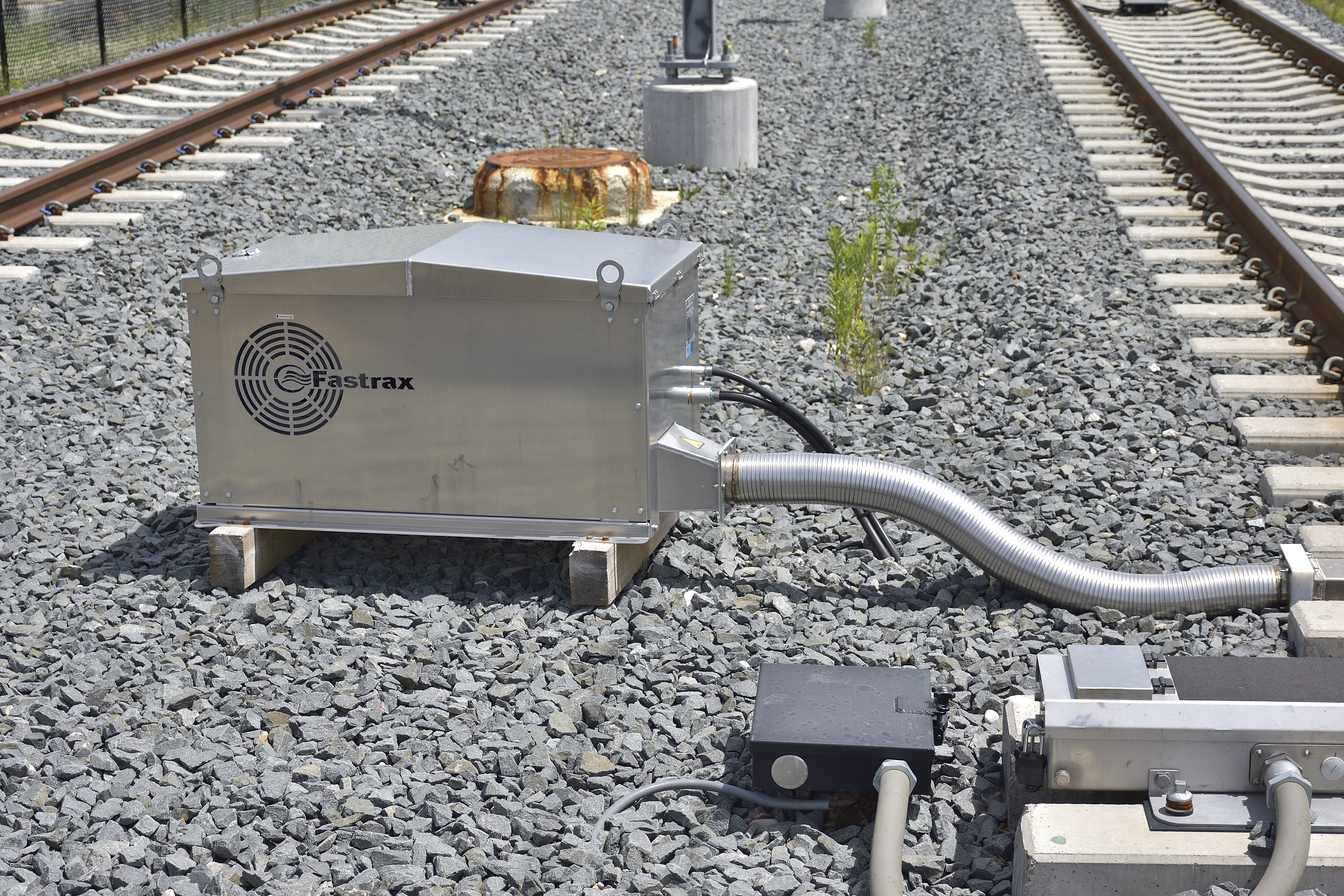
電気式温風ポイント融雪器
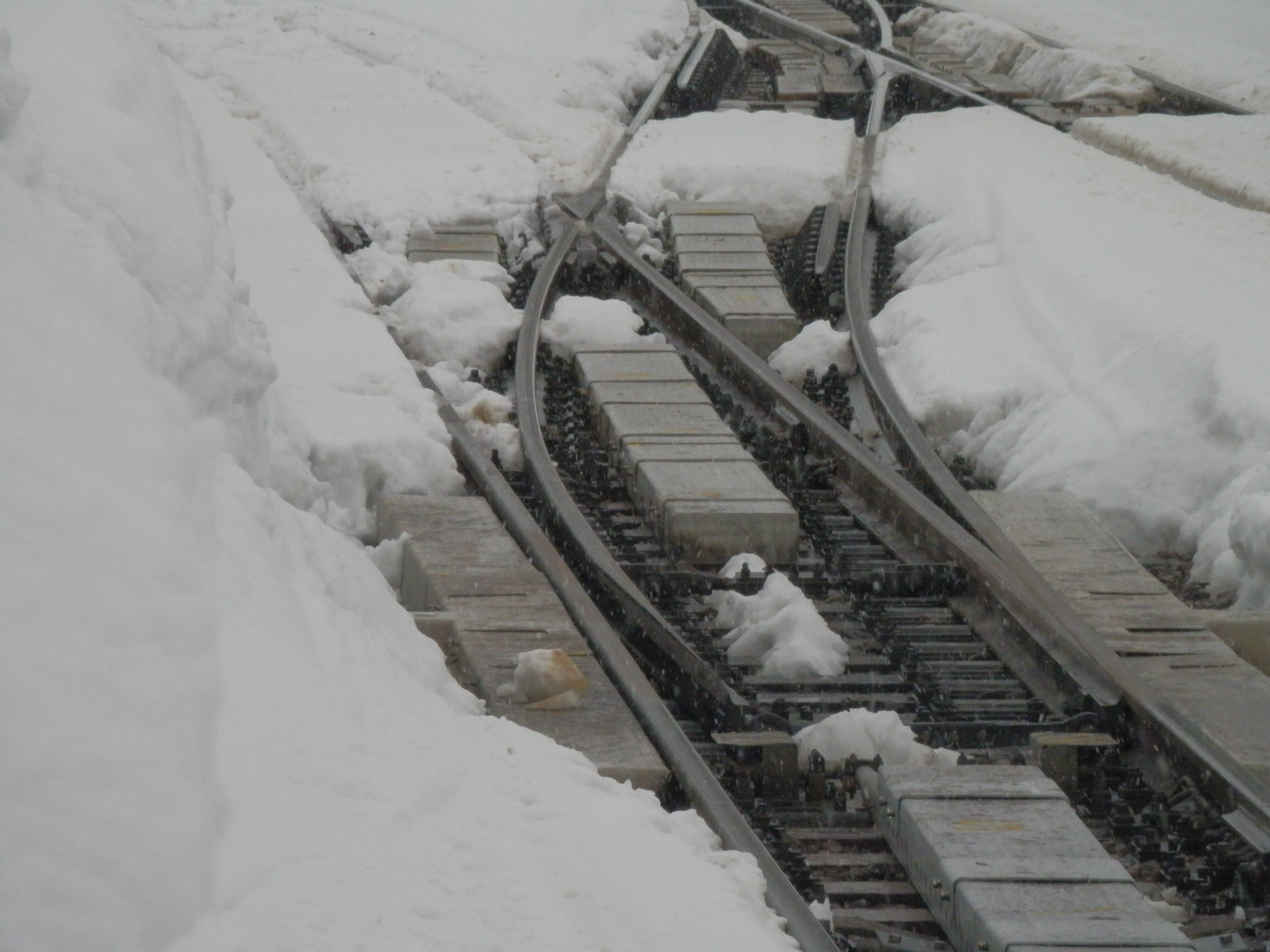
温風式融雪器の作動している様子
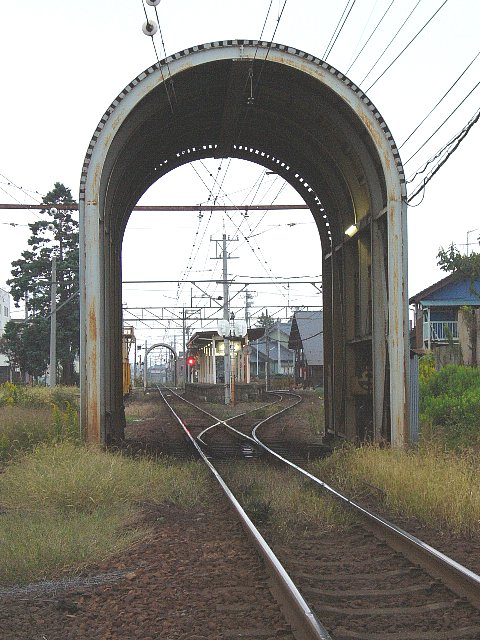
スノーシェルターで覆われたポイント

## 転轍器
分岐器のポイント部を操作し、車両の進路を切り替える装置を転轍器（てんてつき）と呼ぶ。「轍」の字が常用漢字外であることから、法令等において転てつ器と表記される場合もある（例：鉄道運転規則）。
転轍器のうち、転換を行う機械を転轍機（てんてつき）という。転轍器には構造・用途による分類と使用動力による分類で以下の区分がある。
構造上の種類と用途による分類
- 普通転轍器
- 三枝転轍器
- 脱線転轍器
- 乗越転轍器
- 脱線器

使用動力による分類
- 動力転轍器 - 電気および空気の力等により転換するもの
- 発条転轍器 - 人および発条（ばね）の力により転換するもの
- 手動の転轍器 - 人の力により転轍器を転換するもの

### 動力転轍器

#### 電気転轍機

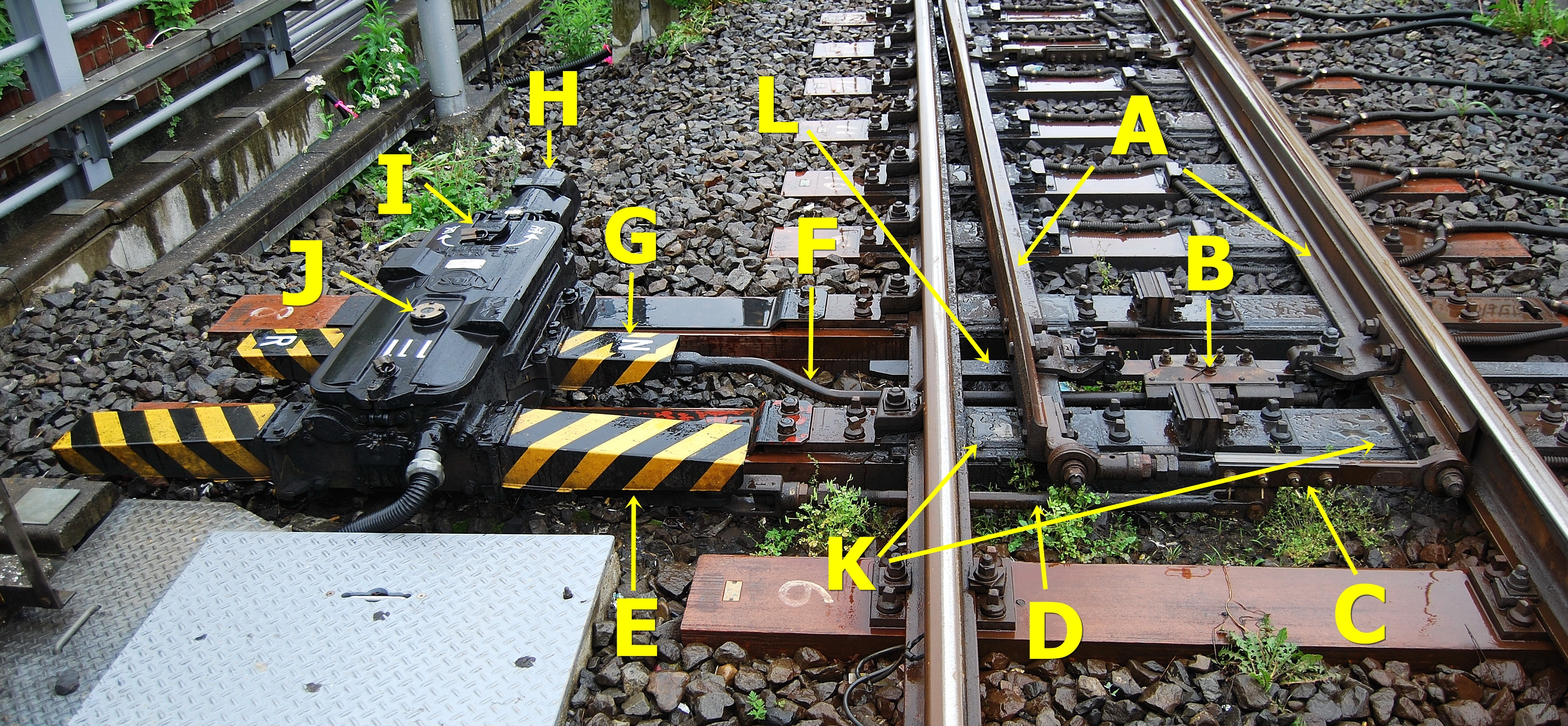
電気転轍機と装置類。
Aトングレール、Bスイッチアジャスター、Cフロントロッド、D接続桿、E鎖錠桿のカバー、Fスイッチアジャスターロッド、G動作桿のカバー、Hモーター、I手回しハンドル穴（蓋をされて施錠している状態）、J手回し完了表示窓、K床板、Lダイバー（転轍棒）、踏切から撮影。

電気転轍機は電気を動力源とする動力転轍器の1つである。電気指令によって本体内部にある制御リレーと回路制御器が作動し、その後モーターないし空気シリンダーが動作してそれを動力源として切り替える転轍機で、1箇所で集中制御する際に用いられており、分岐器の開通方向を連動装置等の遠隔装置に出力する。構造としてはレールを切り替える転換部と、分岐器を列車が通過している間に転轍器が転換しないように鎖錠する転換鎖錠部とで構成されており、前者はモーターからフリクションクラッチ と減速歯車を介して転換ローラーに繋がり、そこから動作桿とスイッチアジャスターロッドとスイッチアジャスタを介してダイバー（転轍棒）でトングレールに接続されており、後者は転換部からロックピースと鎖錠桿を介して 接続桿に繋がり、それがトングレールの先端にあるフロントロッドに接続されている。また、手動で転換できるように転轍機本体に手回しハンドル穴があり、手動で完全に転換してその後に鎖錠状態になった時に、手回し完了表示窓に矢印の表示が出るようになっている。電気転轍機の種類としてはNS形とG形の他、本線以外の側線用にYS形がある。

#### 電空転轍機
電空転轍機は転換する動力に圧搾空気を用いる動力転轍器である。圧搾空気の配給と制御をする電磁弁、圧搾空気の転轍シリンダ、シリンダのピストンによって動かされる転換鎖錠器、回路制御器等からなる。電空転轍機を用いる場合は圧搾空気を発生させる設備および各転轍機に配給する設備が必要であり、多数の転轍器があるような大構内などに適している。また、電空転轍機は構内が浸水や降雪の被害をうけやすい駅の場合に、電気転轍機と比較して有利な点があり、東京地下鉄道丸ノ内線（現：東京メトロ丸ノ内線）建設の際に採用された。

### 発条転轍器（スプリングポイント）

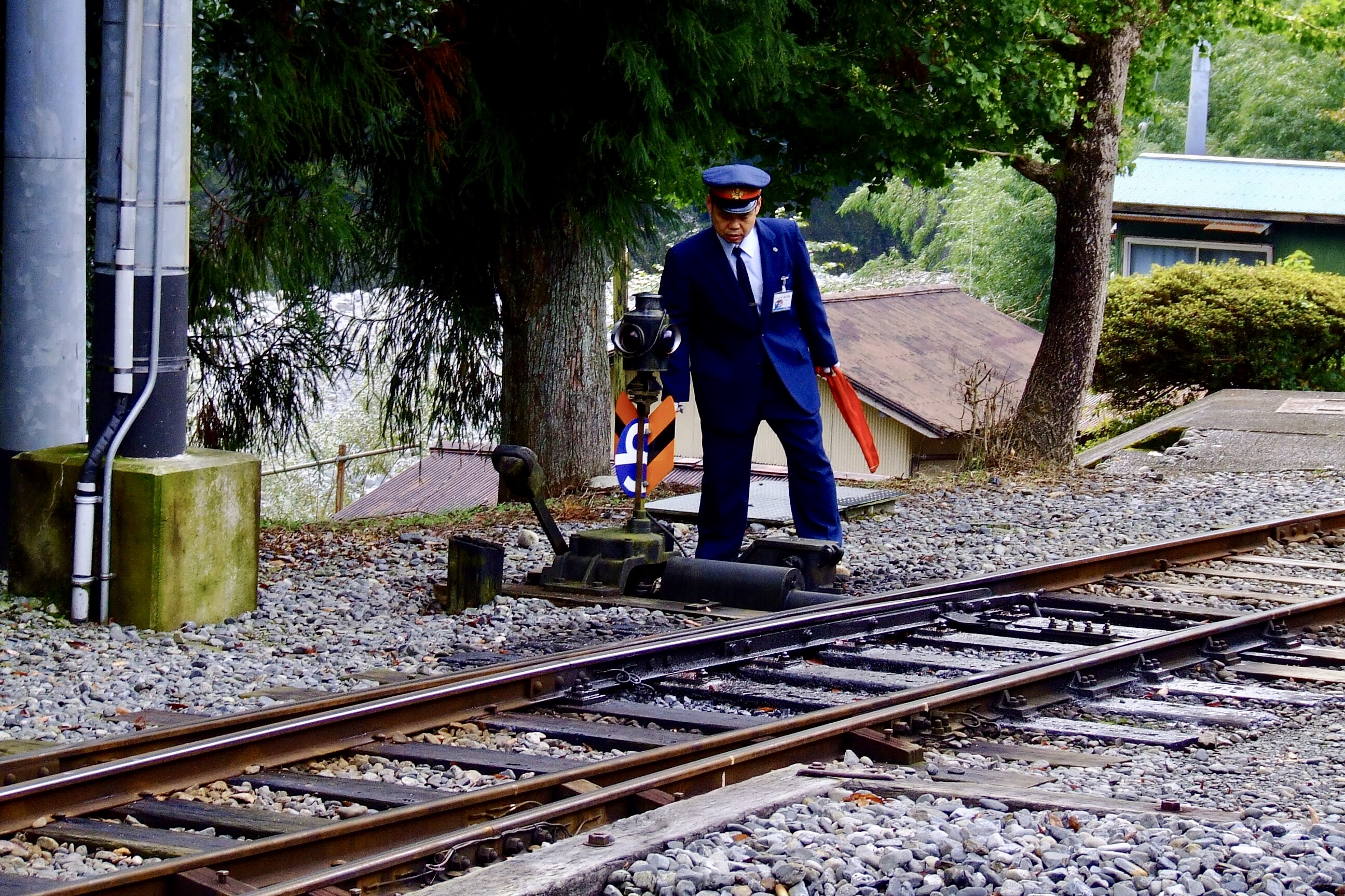
発条転轍器を手動で切り替える掛員（大井川鐵道井川線 奥泉駅）

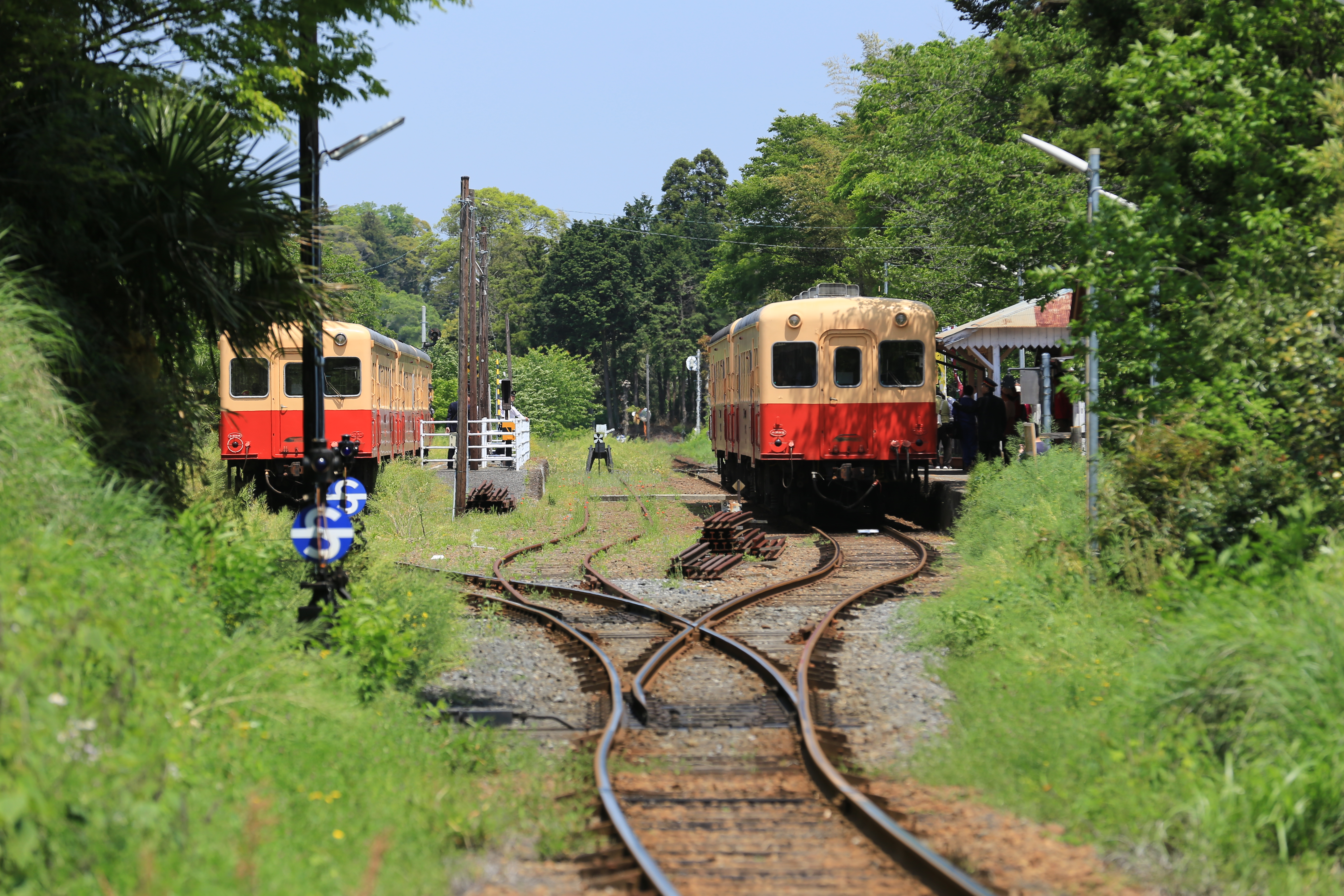
小湊鉄道線里見駅構内のスプリングポイント。転轍器標識に「S」のマークがあるため、スプリングポイントであることがわかる。

発条転轍器は分岐器の対向から進入する際の方向が定位（常時開通させておく方向）に固定されており、分岐器の反位側に背向より進入する場合は、車輪によってトングレールを押し広げて（割出しとも言う）通過でき、通過後は発条転轍機に内蔵されたスプリングと油緩衝器 によって自動的に定位へ戻る転轍器である。このため発条転轍器は、反位方向から定位方向への転換操作が不要である。転轍器を発条転轍器とする場合は発条転轍機を設備する。必要に応じて発条転轍機に設けられたハンドルにより、手動で反位に固定することができる。転轍器標識は、定位で青の円盤にSの文字、反位で黄色の矢羽根形である。
発条転轍器はスプリング機構を有する発条転轍機本体のほか、トングレールがどちらかのストックレールに密着しているかを検知して転轍器の開通方向を知る回路制御器又は鎖錠する為の電磁転轍鎖錠器を設置し、前者はトングレールに接続したロッドを検知する方法とストックレールに穴を開けた後、突起を付けたセンサーを取付けてトングレールの可動によりそれを作動させる方式があり、後者は鎖錠の場合には内部のソレノイド電磁石に電源が入り励磁して転轍器を定位方向に固定させ、鎖錠を解除する場合には内部のソレノイド電磁石の電源を切り転轍器の定位方向の固定を解除することによりトングレールを押し広げることが可能となる。両者とも進路設定の際に必要な装置であり、進路構成後に出発・場内信号機を現示させて列車を進行させる。
反位側からの進入には厳しい速度制限が加わるため、路面電車の折返し点や優等列車運行のない単線区間の交換駅など、進行方向が一定かつ通過速度も遅い箇所で使われている。しかし速度制限や、通過する車輪とトングレールの摩耗などの問題から減少傾向にあり、設備改良などで発条転轍機から電気転轍機に交換したケースもある。

### 手動の転轍器
転轍器を人力で切り替える装置である。主要な転轍器には転轍器標識が設置される。転轍器の開通方向を示すのに標識またはランプを用いるものもある。

#### ポイントリバー（ダルマ）
留置線や保線用側線など、鎖錠の必要がなく通過車両が比較的軽量かつ低速である場合、ポイントリバーのハンドル自体の重量によりトングレールを押さえつける簡易式のものである。
転轍転換機
転轍転換機は、1組のポイントを転轍リバーにより現場で操作する転換機であり、第1号転轍転換機と第2号転轍転換機の2種類がある。
転轍器標識を設備する場合は、定位で青の円盤、反位で黄色の矢羽根形である。転轍器が列車通過時の振動で勝手に切り替わることがないようトングレールを固定するロック機構がある（ロック方式は数種類がある）。連動装置の管理下で取り扱われる場合、機械的または電気的な鎖錠装置を持つ。転轍転換機は信号扱所からてこにより転轍器を遠隔操作することが原則であることに対し、入れ換え用途など線路脇のてこで操作できる方が有利である場合に採用される。
日中線熱塩駅の機回し線には、スタフ（スタフ閉塞のスタフであり外見上はタブレットの玉）をセットしないと動かせない転轍器があった。これは当該区間が盲腸線でありスタフ閉塞という非自動閉塞区間であり、また熱塩駅自体も絶対信号機を持たない停留所でありながら分岐を持ち機回しを行う例外的な駅であったためである。本来分岐器を持つ停車場には場内出発信号機の設備が必要である。この処置により、列車運転時には分岐器は常に固定された状態になり、列車が進入可能で、かつ、分岐器が操作可能（固定されていない）と言う危険な状態を避けることが出来る。つまり、分岐器を操作できるときは閉塞に進入可能な列車は当該駅に停車している（=列車がスタフを持ち込んでいる）か、もしくは閉塞に列車が進入できない（スタフを代替手段で陸送した）のどちらかであり、スタフを取り出せたならば分岐器は固定されている。

### 脱線転轍器
定位で脱線するようになっている転轍器。交換駅・待避駅等で安全側線が設けられない場合に設けられるが、低速でなければ車両転覆の危険があるので、主に保留貨車の本線暴走突入防止に使われていた。定位のときの標識は赤の四角、反位のときは黄色の矢羽根形である。

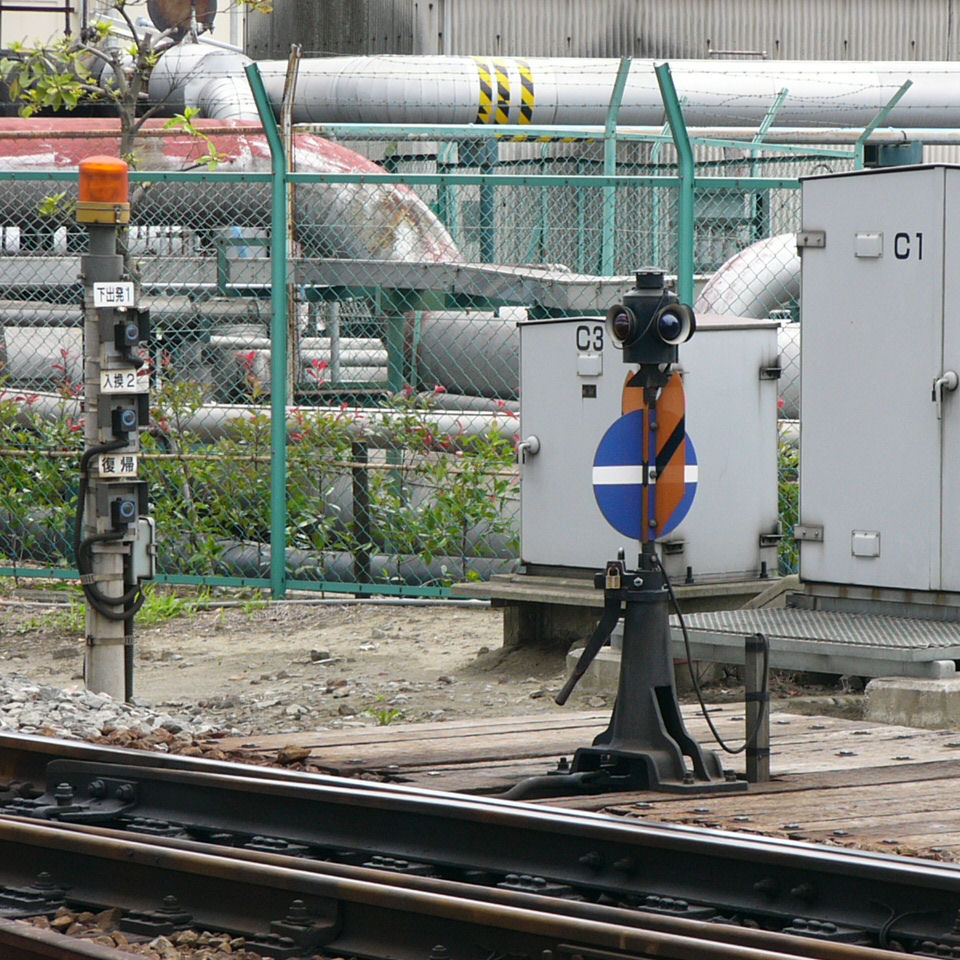
転轍器標識（普通）
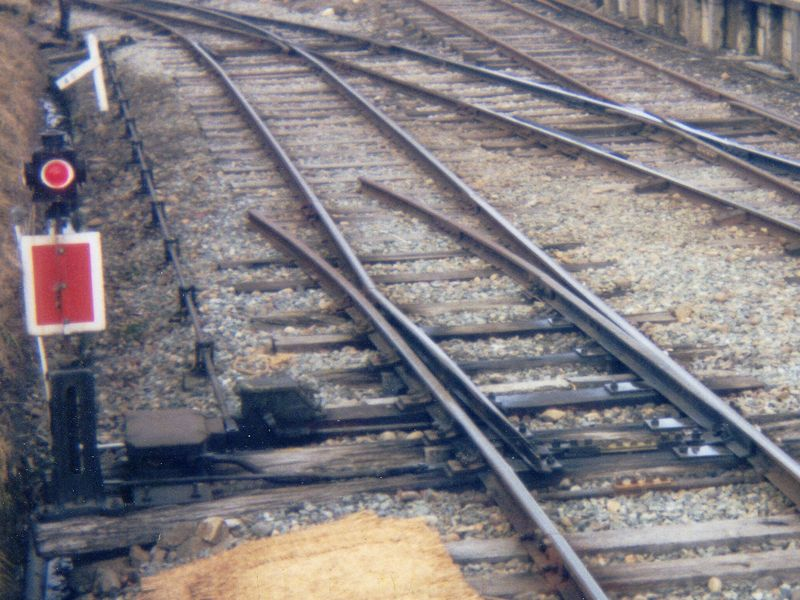
転轍器標識（脱線）
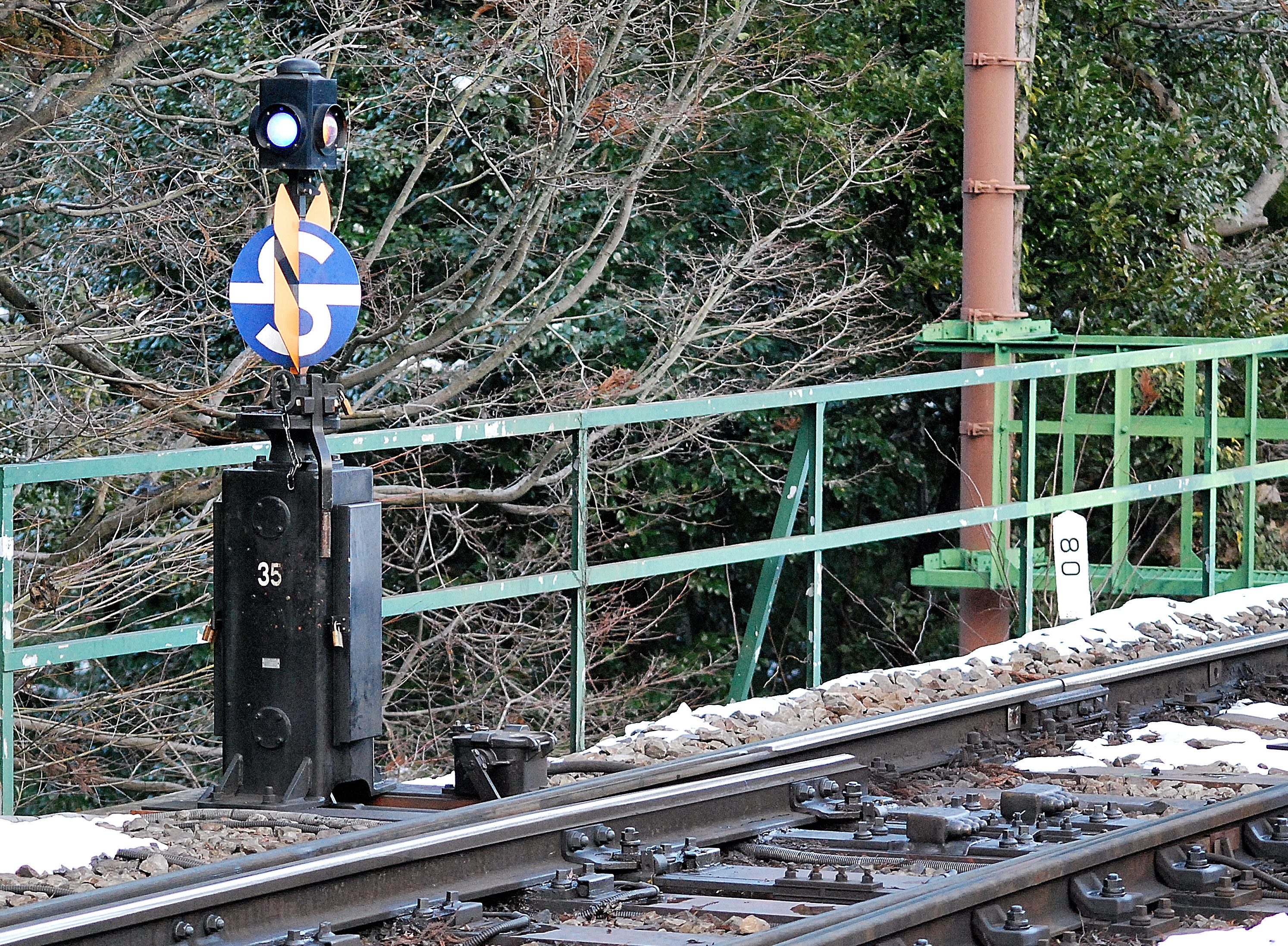
転轍器標識（スプリングポイント）
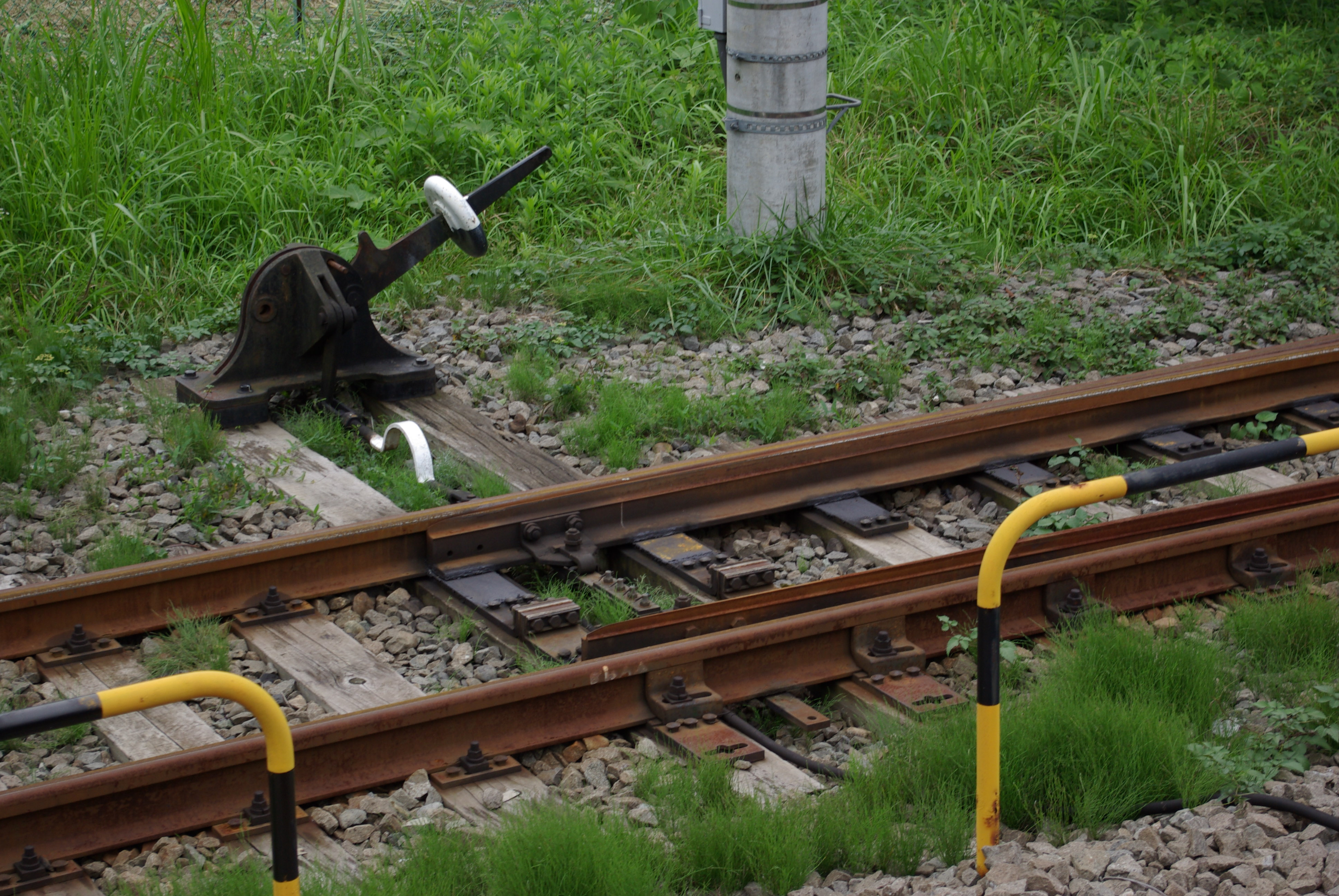
ポイントリバー（ダルマ）
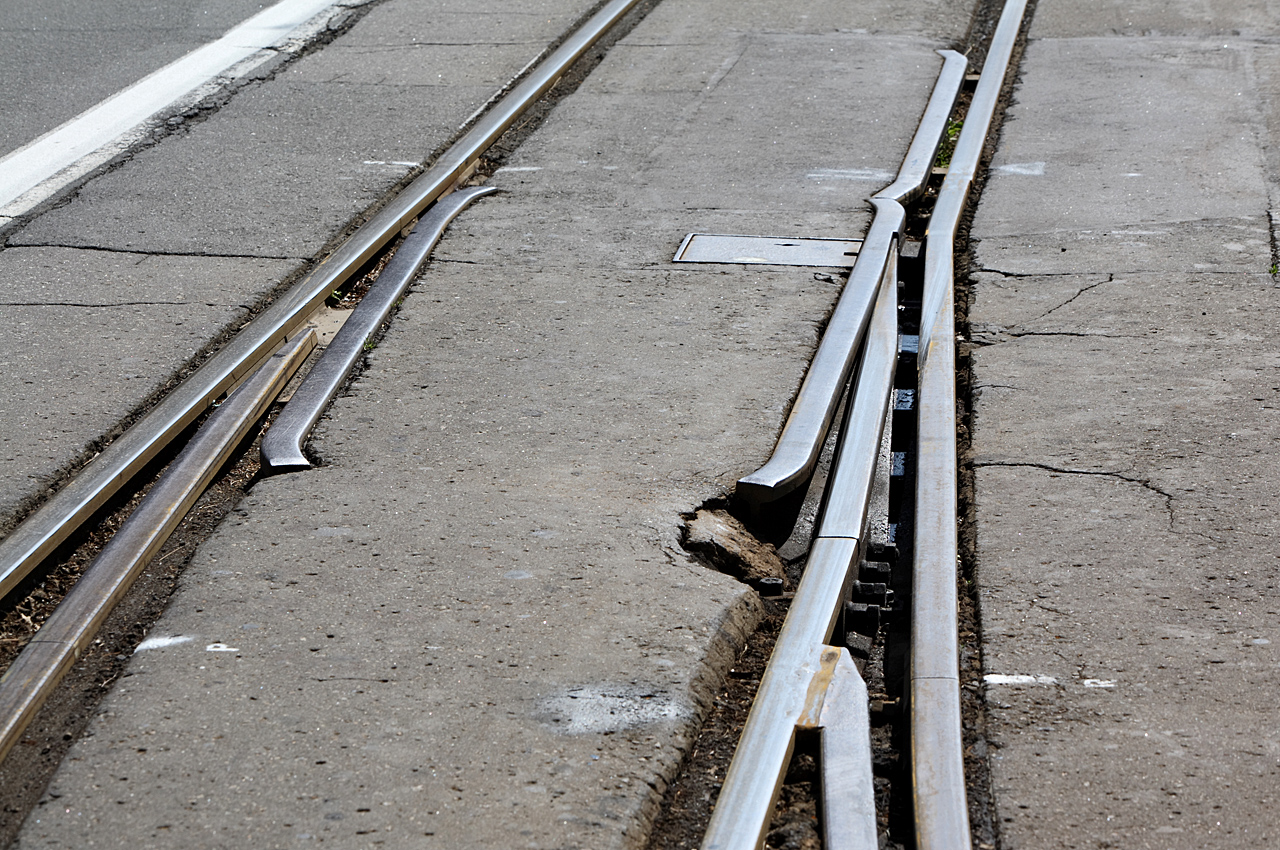
路面電車の軌道に使用されている発条転轍器 これ以外に付帯設備は一切なく、トングレールも片側だけ。
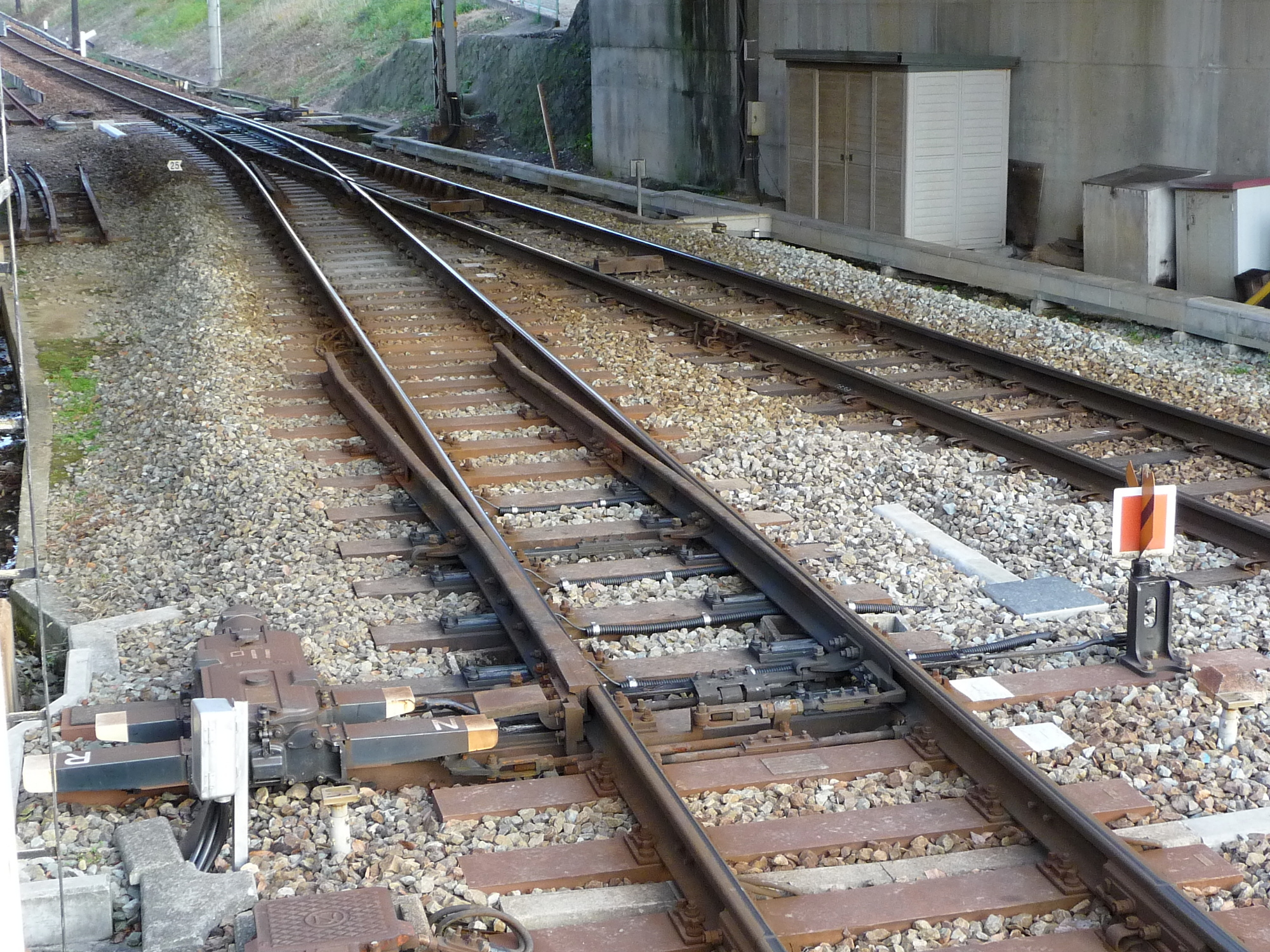
脱線転轍器

## 分岐器の一種とされるもの
以下のものは厳密には1線の線路をそれ以上に分岐させず、分岐器ではないが、分岐器の一種として扱われることが多い。
交差（ダイヤモンド・クロッシング、DC）
線路どうしの平面交差を行う際に用いられる。線路の枝分かれはない。分岐器と交差をあわせて分岐器類という。
単複線・搾線（ガントレットトラック）
敷地面積の狭い場所において、2本の線路を重ねるようにして敷設したもの。現在日本では使われていないが、過去には名鉄瀬戸線堀川 - 土居下間で見られた。
移線器
三線軌条の軌道において、内側の軌道のみを反向曲線にすることで、外側の軌道と共有する線路を前後で切り換えるもの。

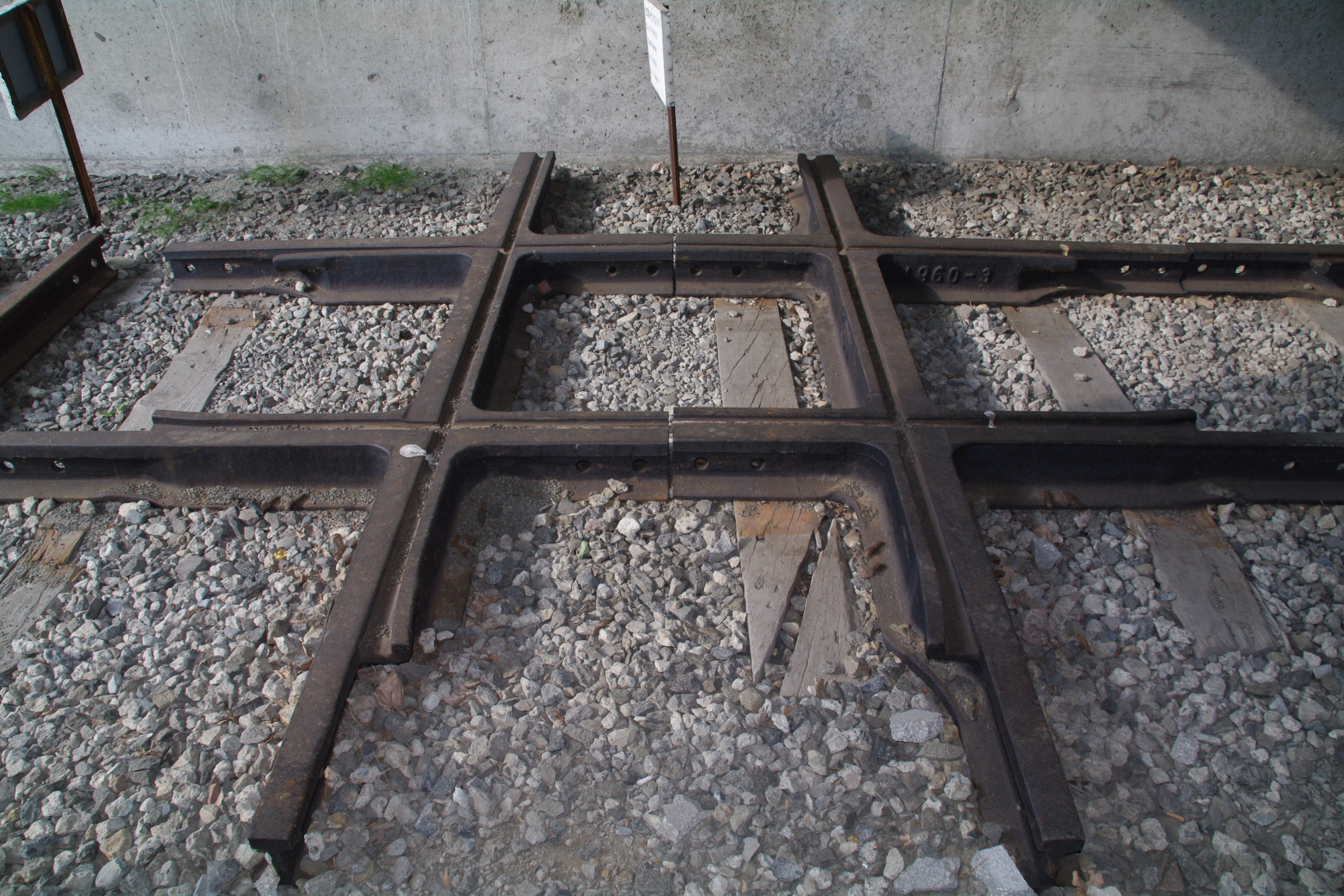
札幌市電で使われていたダイヤモンドクロッシング
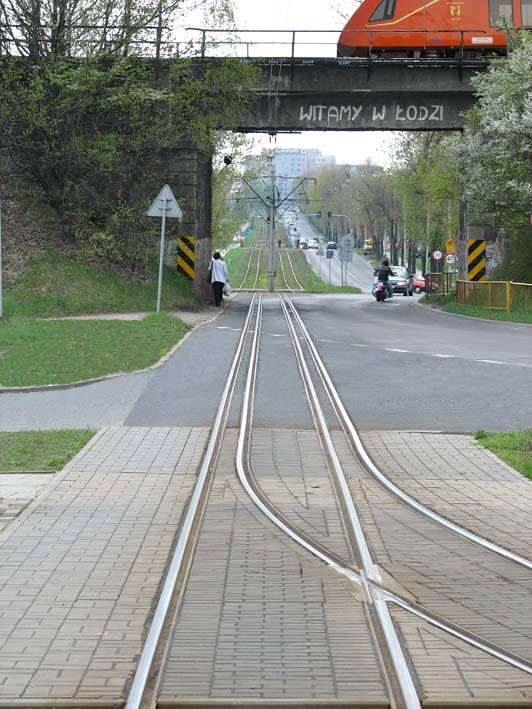
ポーランド、ウッチ市電のガントレット
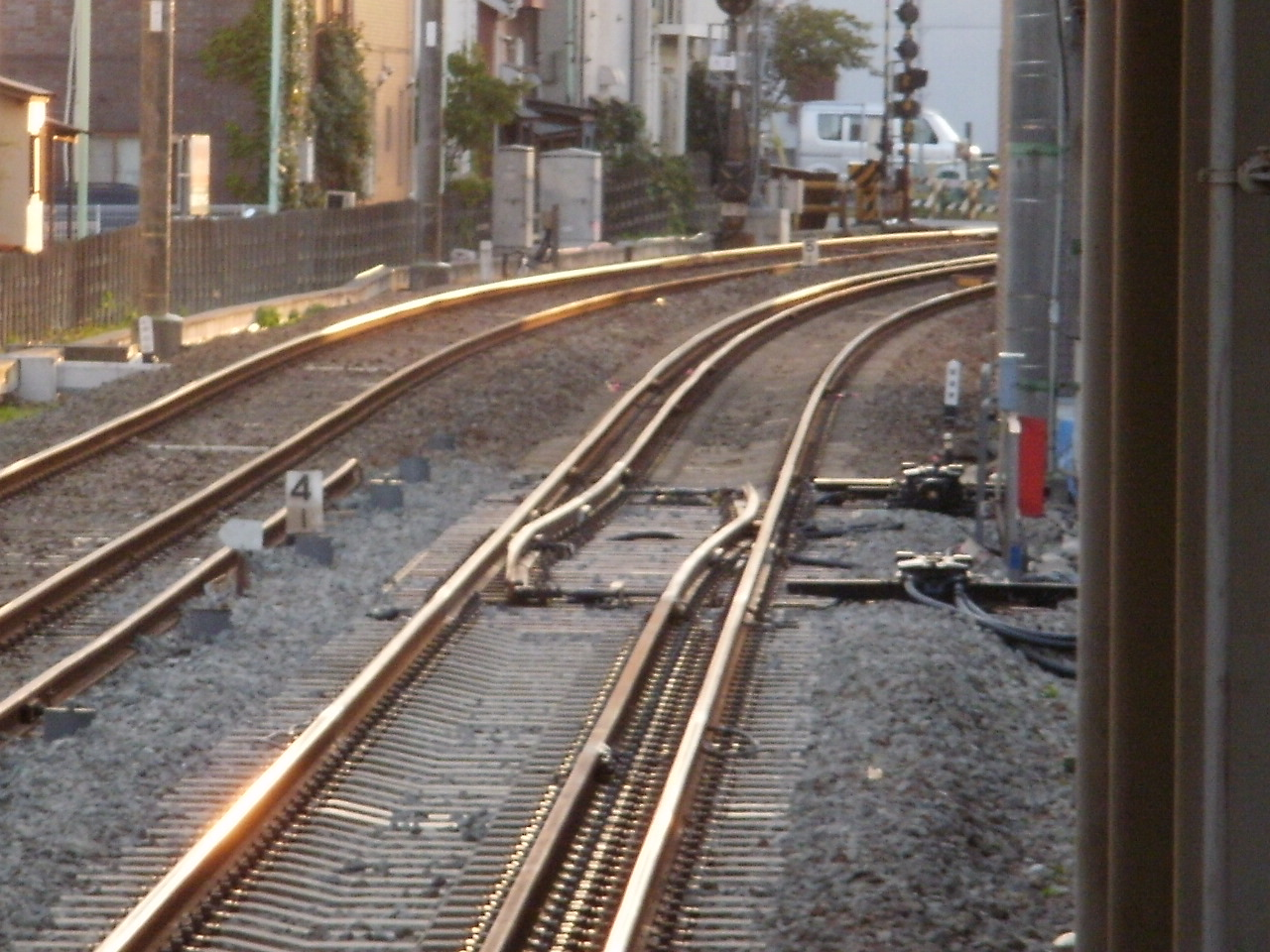
六浦駅の移線器

## 非鉄軌道の分岐装置

### 案内軌条式鉄道
世界的に規格がまちまちであるため複数の方式が使用されている。

#### 自動案内軌条式旅客運送システム（AGT）
日本におけるAGTは、1983年に当時の建設省・運輸省の指導による統一規格「標準型新交通システム」が策定され、案内方式は「側方案内方式」が標準となっている。
このシステムでは水平可動案内板方式による分岐が使用されている。車両側には、各車両下部にある台車から案内バーが左右両側に伸びており、その先の上部にはガイドウェイの案内軌条を走行して転動方向を規制させる案内輪、下部には分岐で進行方向を変えるために使用する分岐案内輪が取付けられている。案内輪は、走行軌道（ガイドウェイ）に沿って両側に設置された、HまたはI形鋼による案内軌条に車両の両側にある案内輪が走行することで、走行中の車両の転動方向を規制して案内する装置であるが、車両が分岐場所を通過する際には案内軌条の一側を離さなくてはならない。地上側の分岐場所には、2つの可動案内板と固定案内板がガイドウェイの両側の案内軌条の下に設置されており、可動案内板が電気転轍器で可動することによって分岐器の役割を果たす。車両は可動案内板に車両側の左右どちらかの分岐案内輪が入り込み、その後、固定案内板を通過することによって車両の進行方向が選択できる。すなわち両側拘束の案内軌条を離れ、一時的に片側のみを拘束することによって分岐するのである。

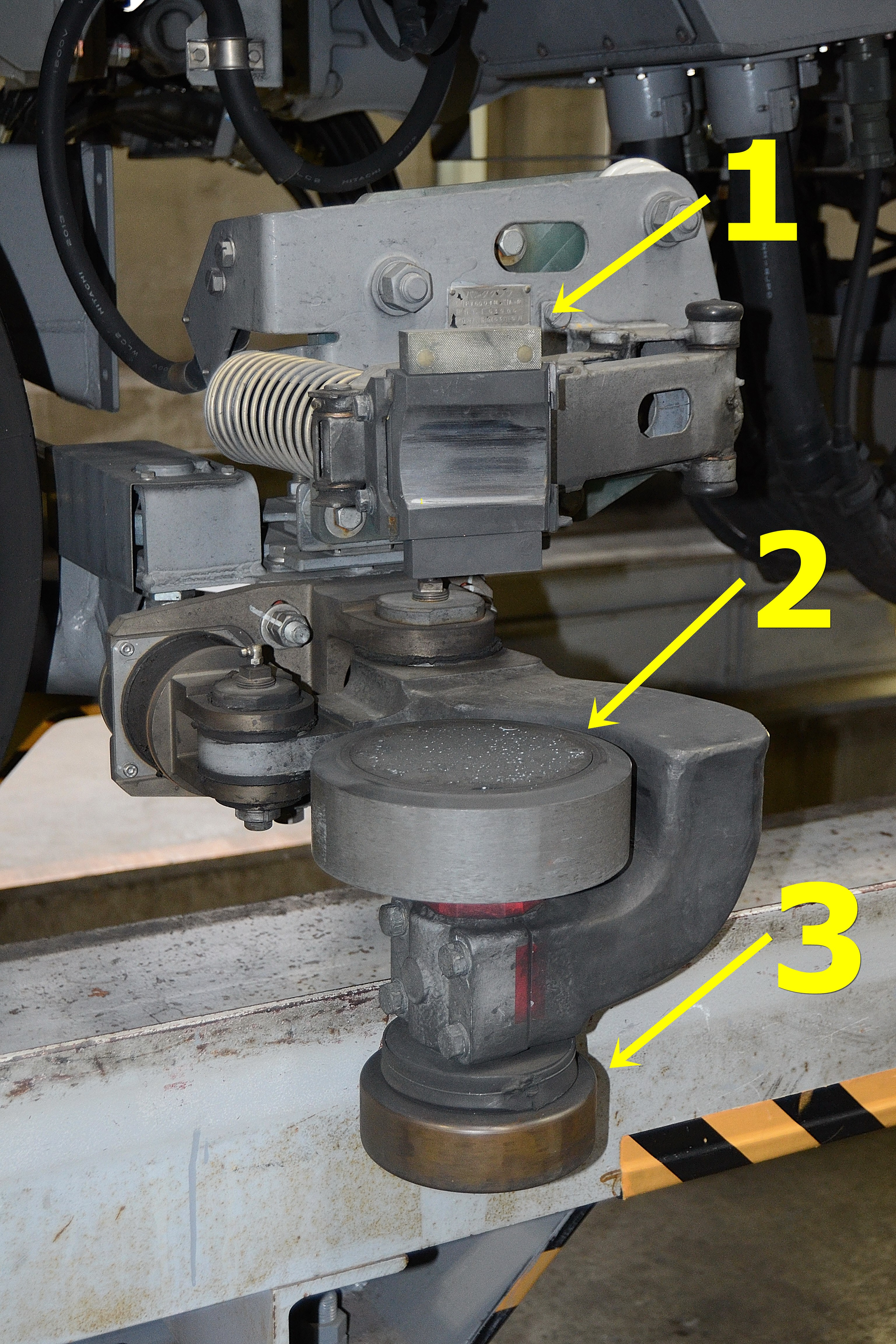
側方案内方式の車両側の案内バーの先端に取付けられている案内または分岐装置。1集電装置、2案内輪、3分岐案内輪
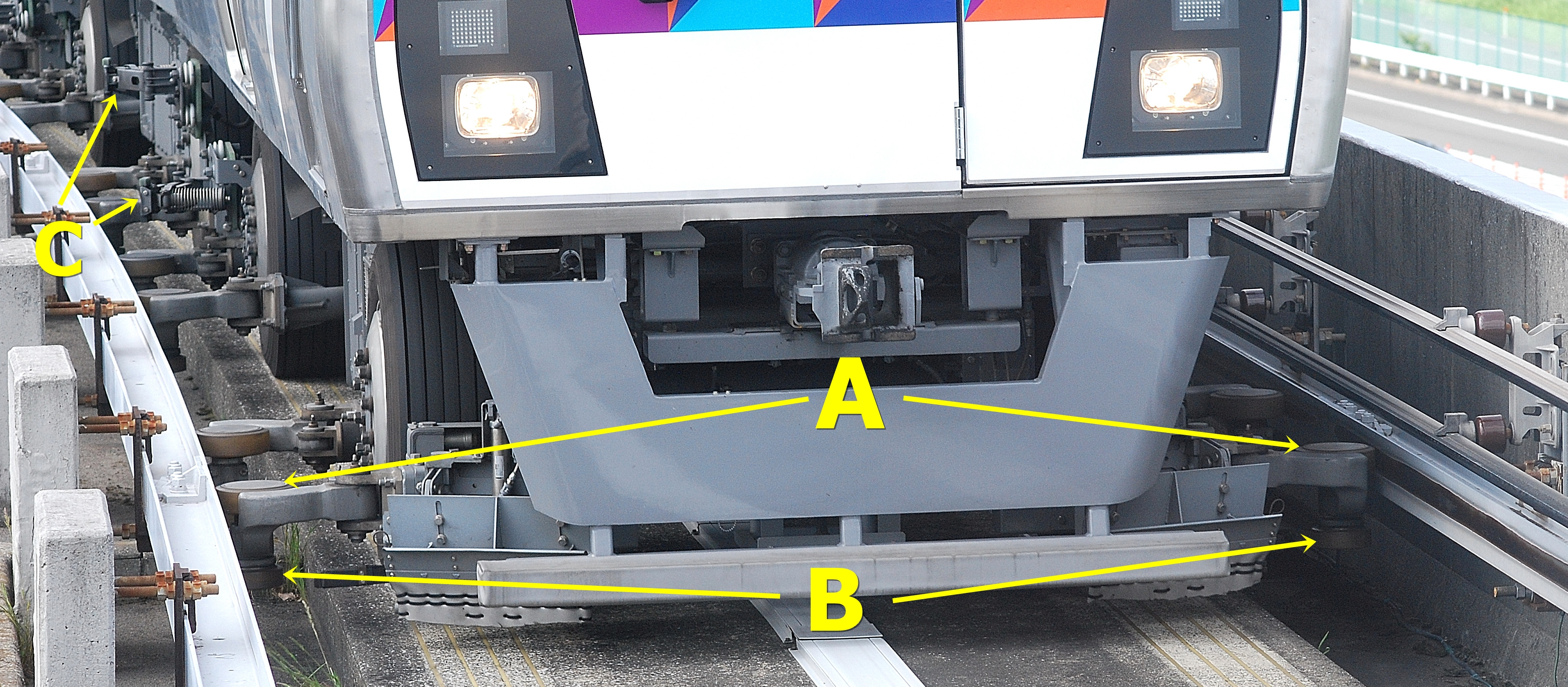
側方案内方式の車両側の案内または分岐装置を車両前方から見た写真。A案内輪、B分岐案内輪、C集電装置
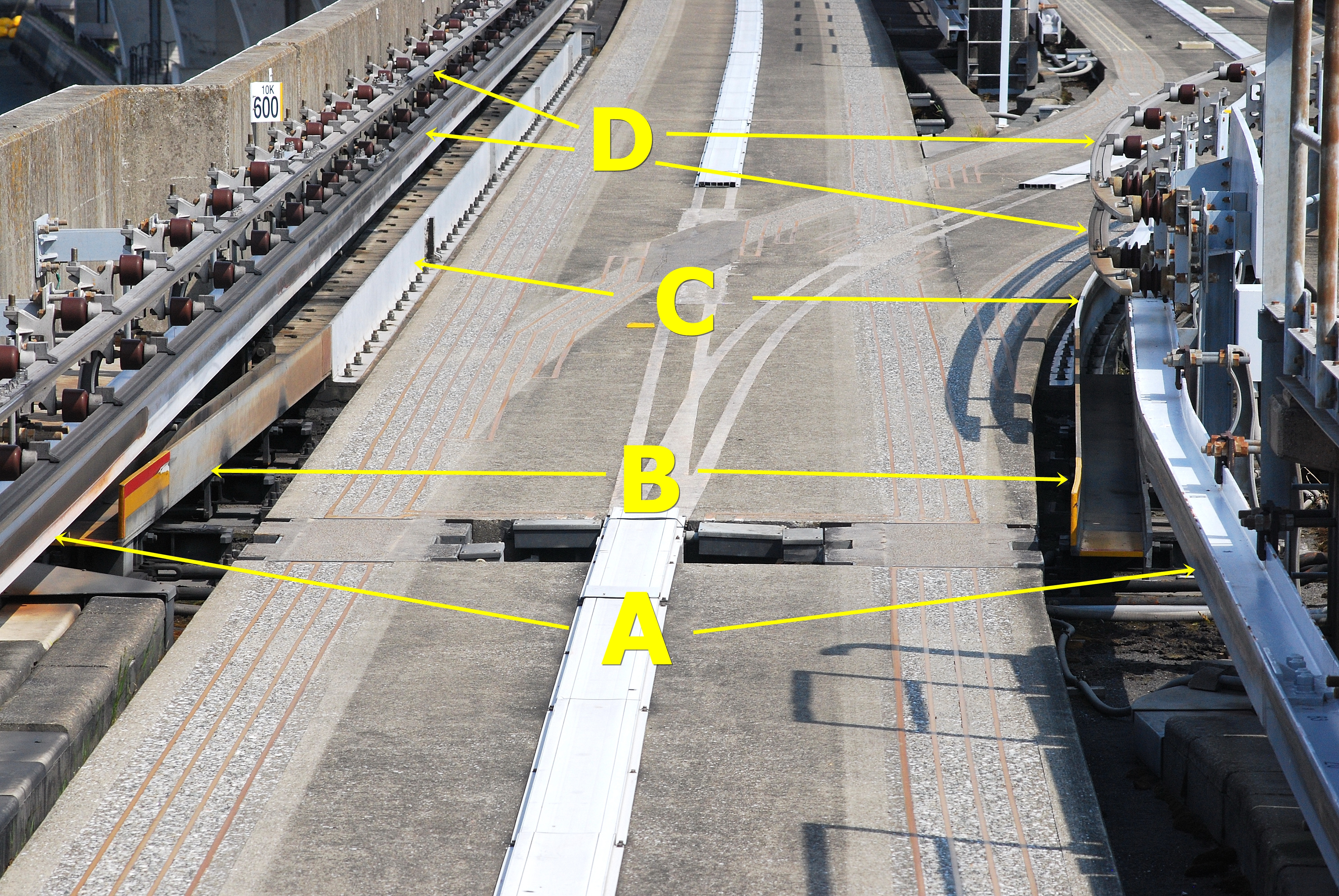
側方案内方式の地上側の分岐器。A案内軌条、B可動案内板、C固定案内板、D電車線（直流750Vのため、プラスとマイナスの2本）
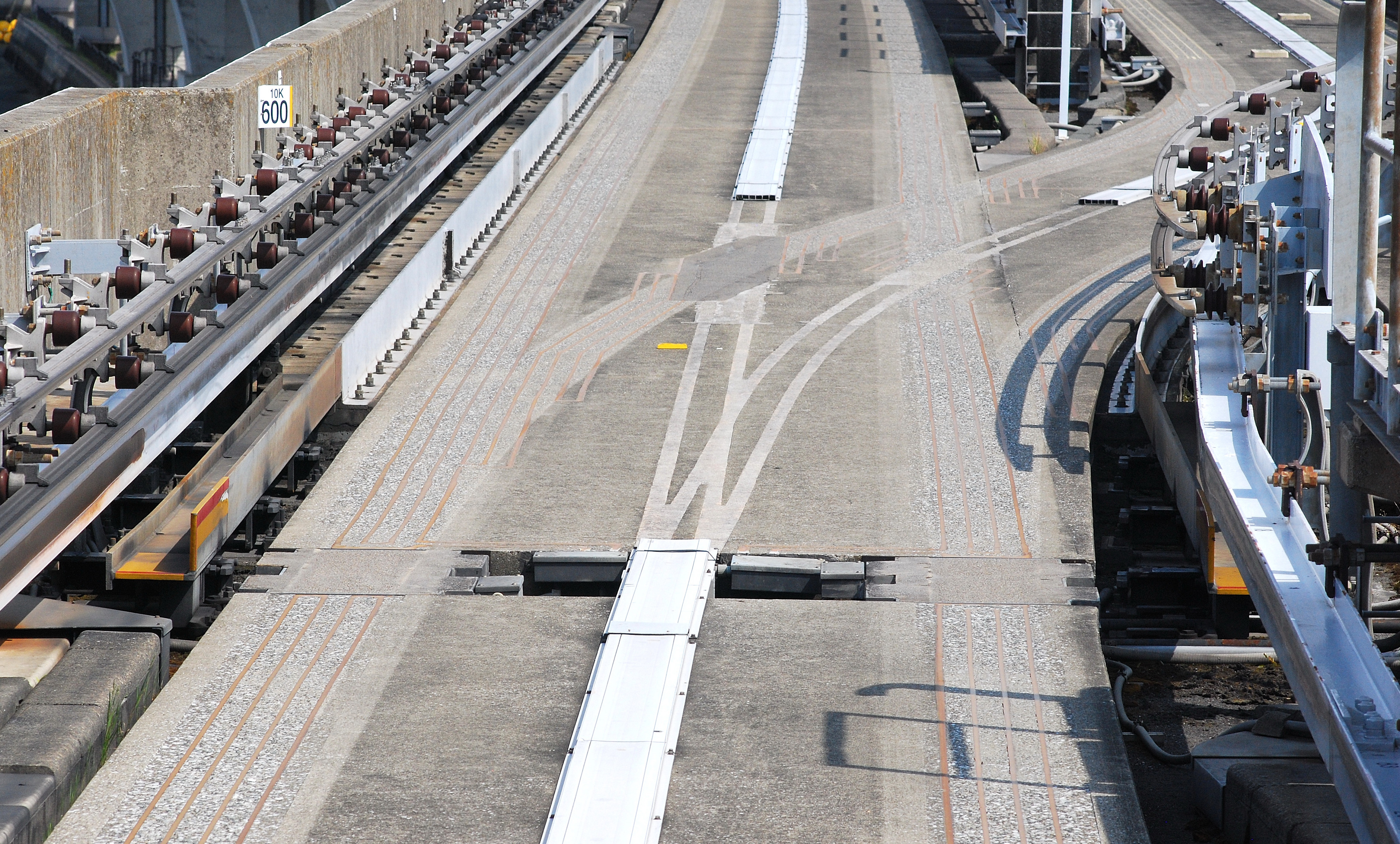
側方案内方式の地上側の分岐器が転換した状態。可動案内板が電気転轍器によって可動したのが分かる。

#### 札幌市営地下鉄（札幌方式）

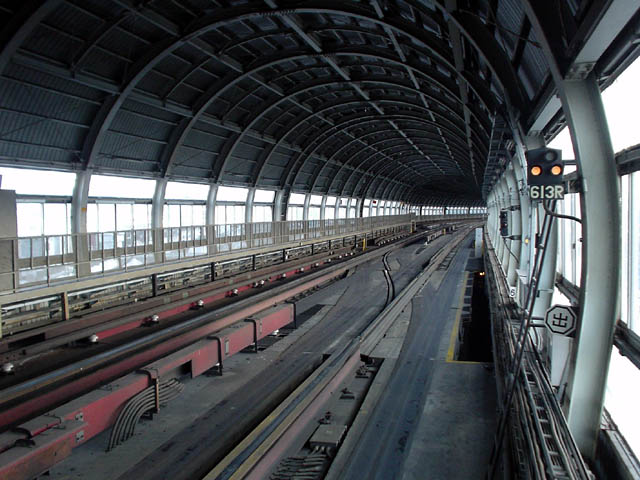
「札幌方式」における上下式分岐器（南北線自衛隊前駅）。写真は直進状態。

川崎重工業と開発した独自の規格（S.S.TRAM、札幌方式とも）であり、南北線と東西・東豊線で規格が異なるが、いずれも中央案内軌条方式を採用している。

このため、向きの違う案内軌条2本を浮沈させて進路を決定する「上下式」を中心に、基地内などでは、トラバーサー上に複数の進路の軌条を設定し、トラバーサーを動かして進路を決定する「トラバーサ式」を採用している。

### モノレール・HSST
モノレールやHSSTも鉄道に分類され、その線路には分岐がある。
跨座式の場合は、上記までの2本のレールやガイドウェイを使うものに比べると、モノレールの軌道は1本で車両重量全体を支えるために幅が広く重量が大きく、また、その構造上、鉄軌道のそれのように轍を乗せ換える方式ではなく、軌道を繋ぎ変える方式となる。主な方式としては関節式と関節可撓(かとう)式 がある。前者は、1つの分岐器を使用して軌道を転轍させる支点よりそのまま曲げる方式で、乗り心地は悪くなってしまう。そのため、本線では使用されず、乗り心地を追及する必要のない、車両基地内や、側線への分岐点で使用される。後者はいくつかの短い桁を組み合わせ軌道を転轍する方式で、それぞれの桁は関節で接続されているため、車体の振動が関節式と比較して極力少なくすることができる。また、構造上分岐の形式は通常単純な複数方向への分岐かシングルクロスが多いが、東京モノレール羽田空港第2ターミナル駅のように、ダブルクロッシングを設ける例もある。
常電導リニアの一つである、HSSTでは軌道の設置方式にダブルビーム型とシングルビーム型があるが、現在実用化されているシングルビーム型では、構造上モジュール（台車に相当）が軌道を抱え込む方式となっているため、跨座式モノレールと同様の関節式・もしくは関節可撓式の分岐器が採用されている。
懸垂式の場合は、鉄軌道のトングレールとリードレールに相当するT形断面の可動レール が転轍させる支点を中心に可動して軌道を転轍する方式を採用している。

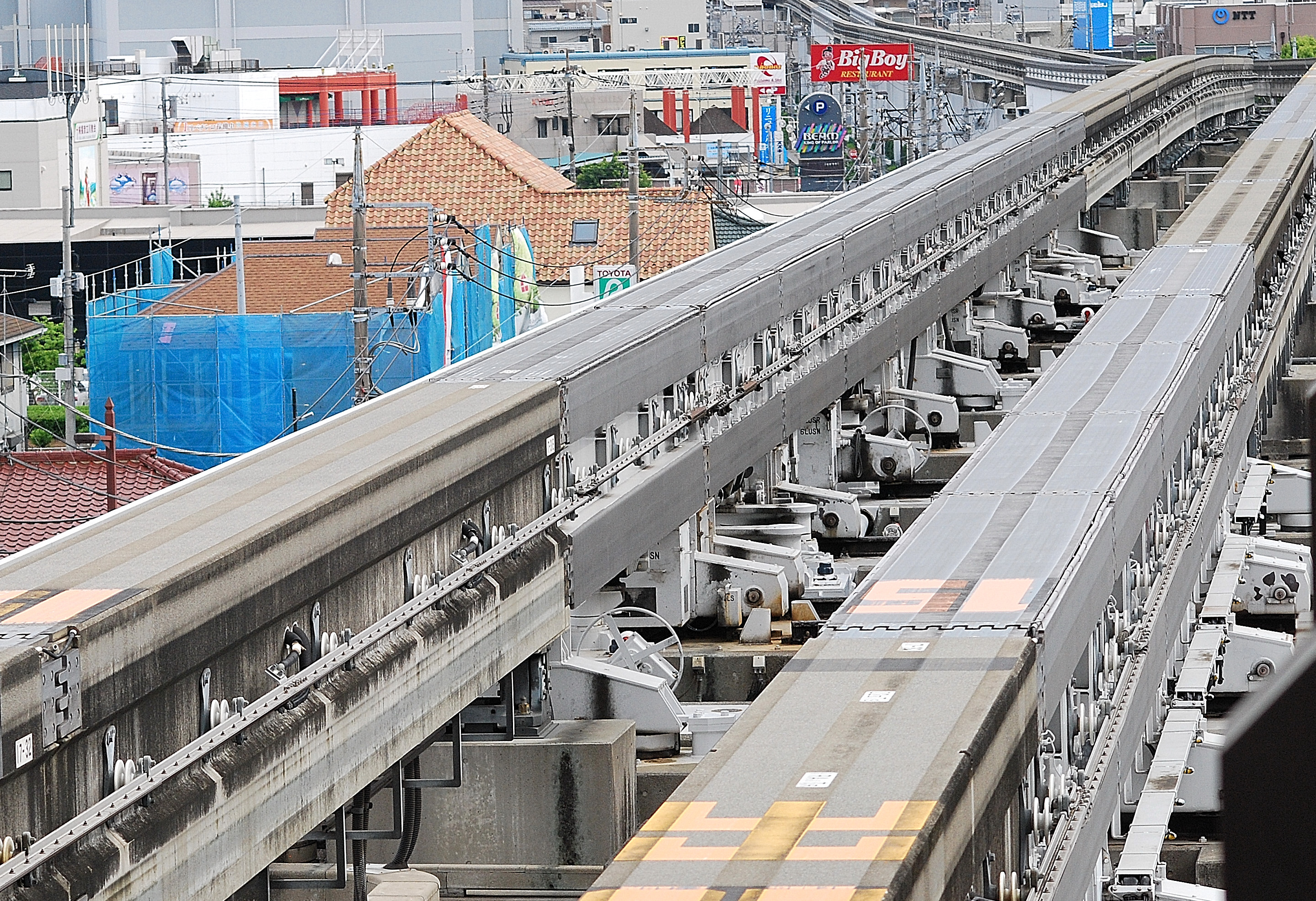
跨座式モノレールのシングルクロッシング分岐器、可動前の下り線と上り線が平行の状態。
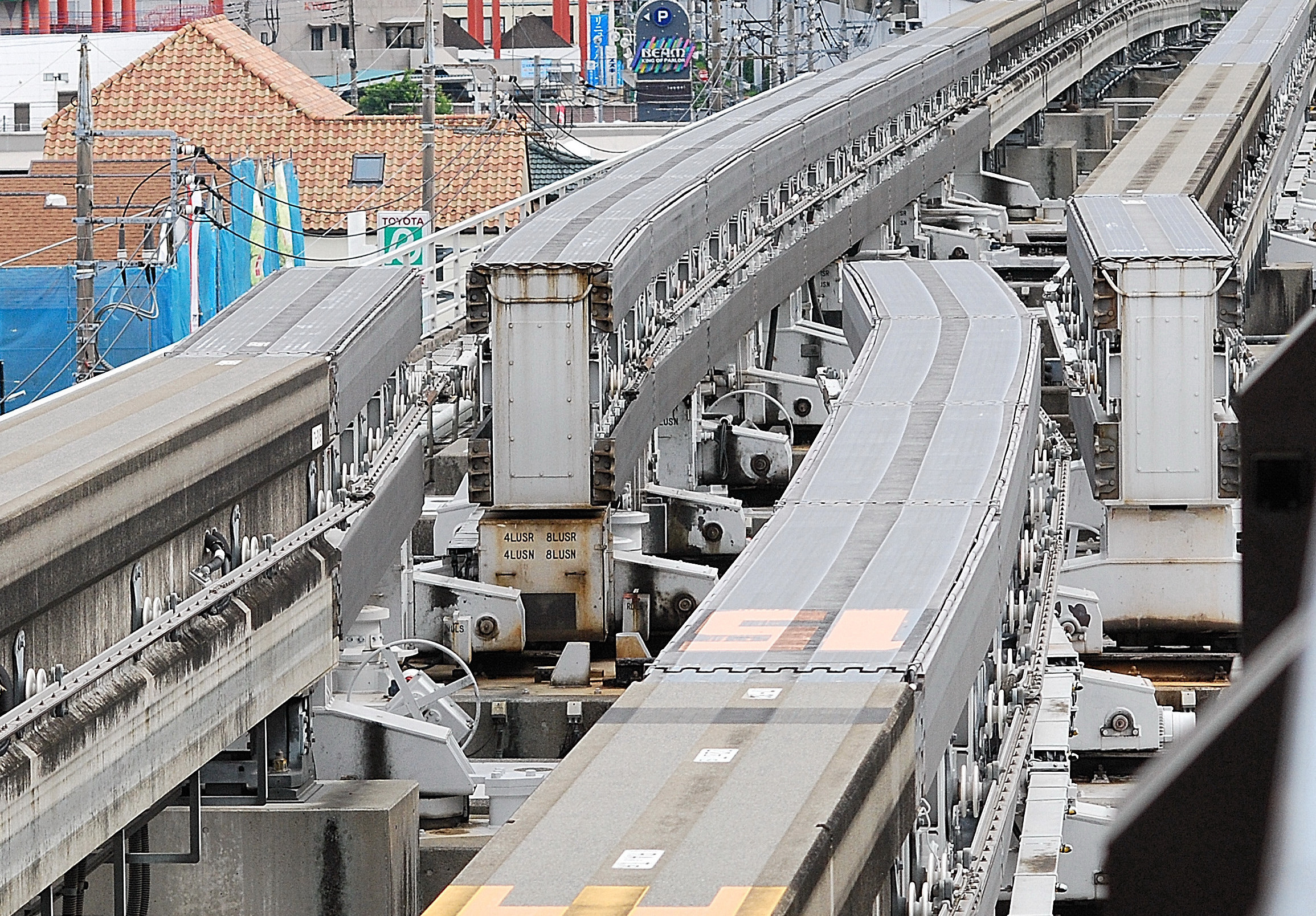
跨座式モノレールのシングルクロッシング分岐器、可動中の状態。
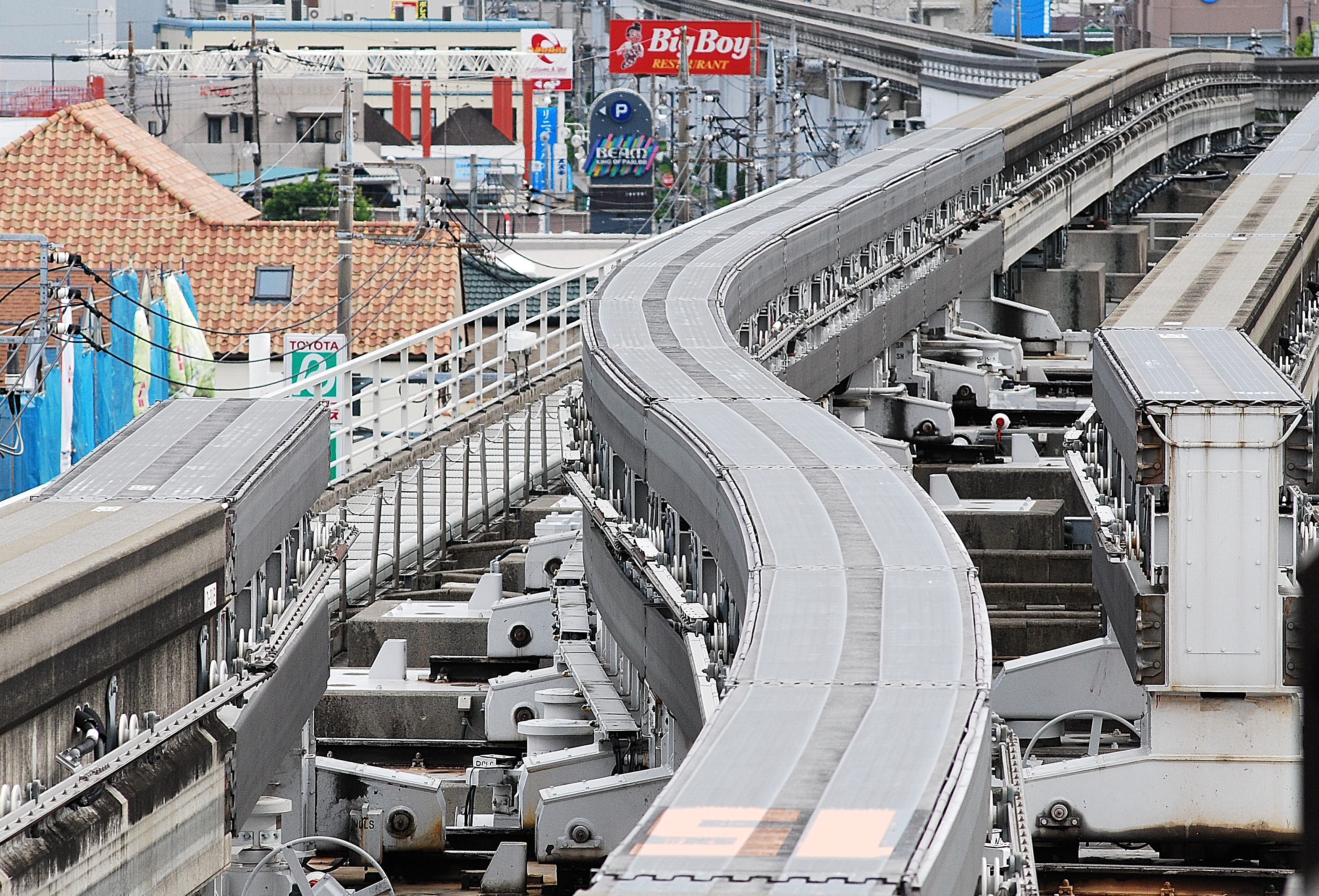
跨座式モノレールのシングルクロッシング分岐器、可動後に上り線と下り線が接続されている状態。
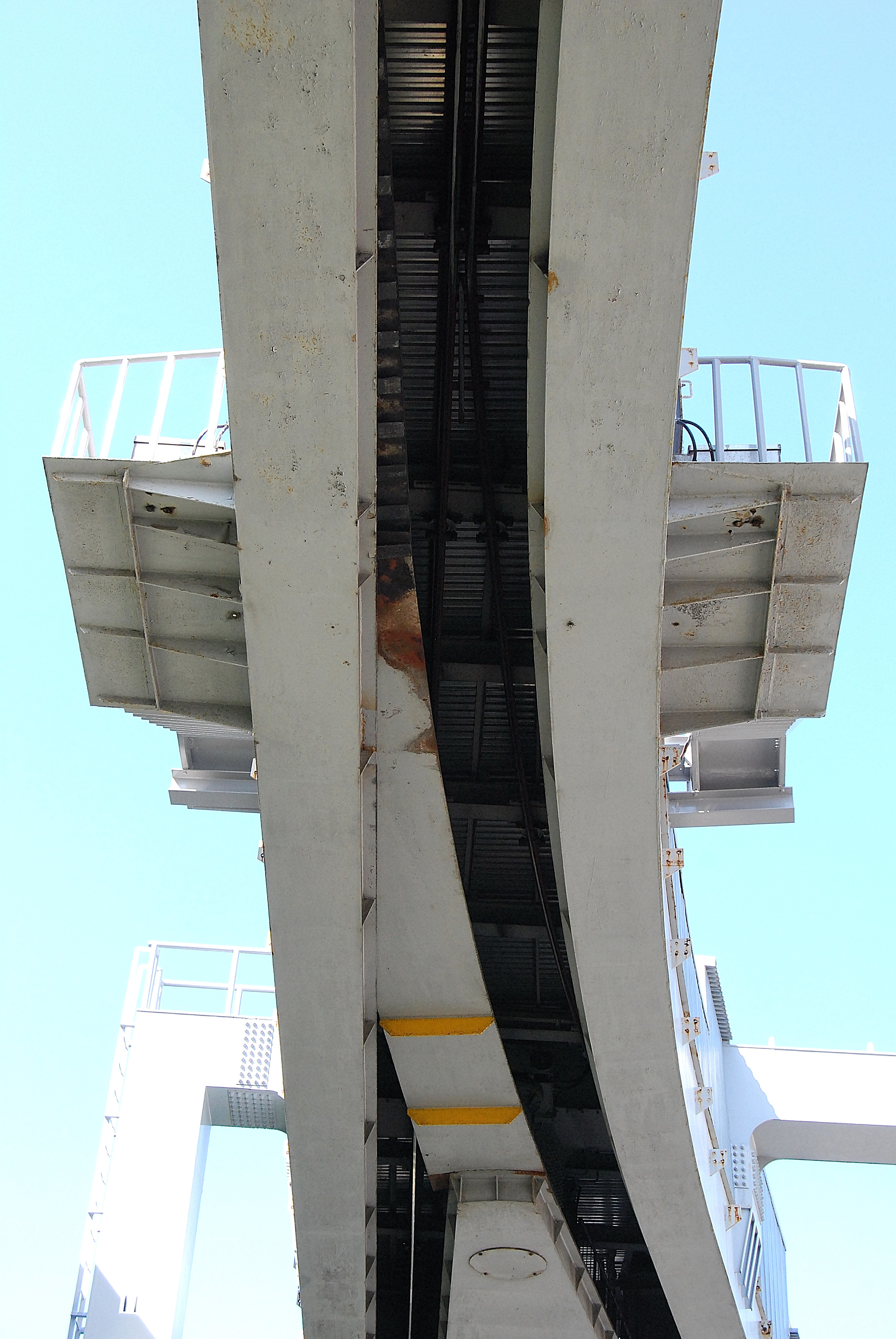
懸垂式モノレールの分岐器、下りの方向に路線が開通している状態。
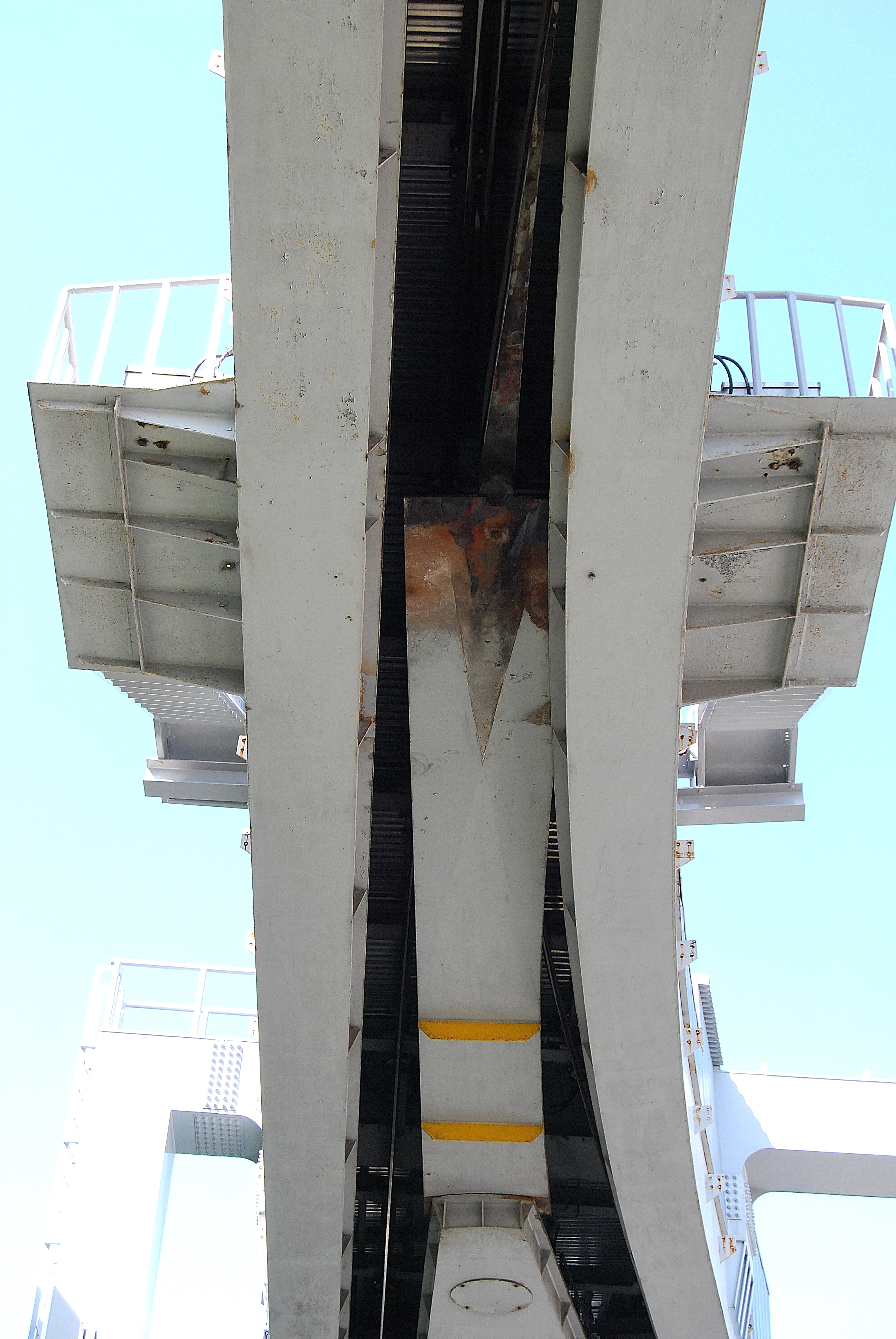
懸垂式モノレールの分岐器、可動レールが可動して転換中の状態。
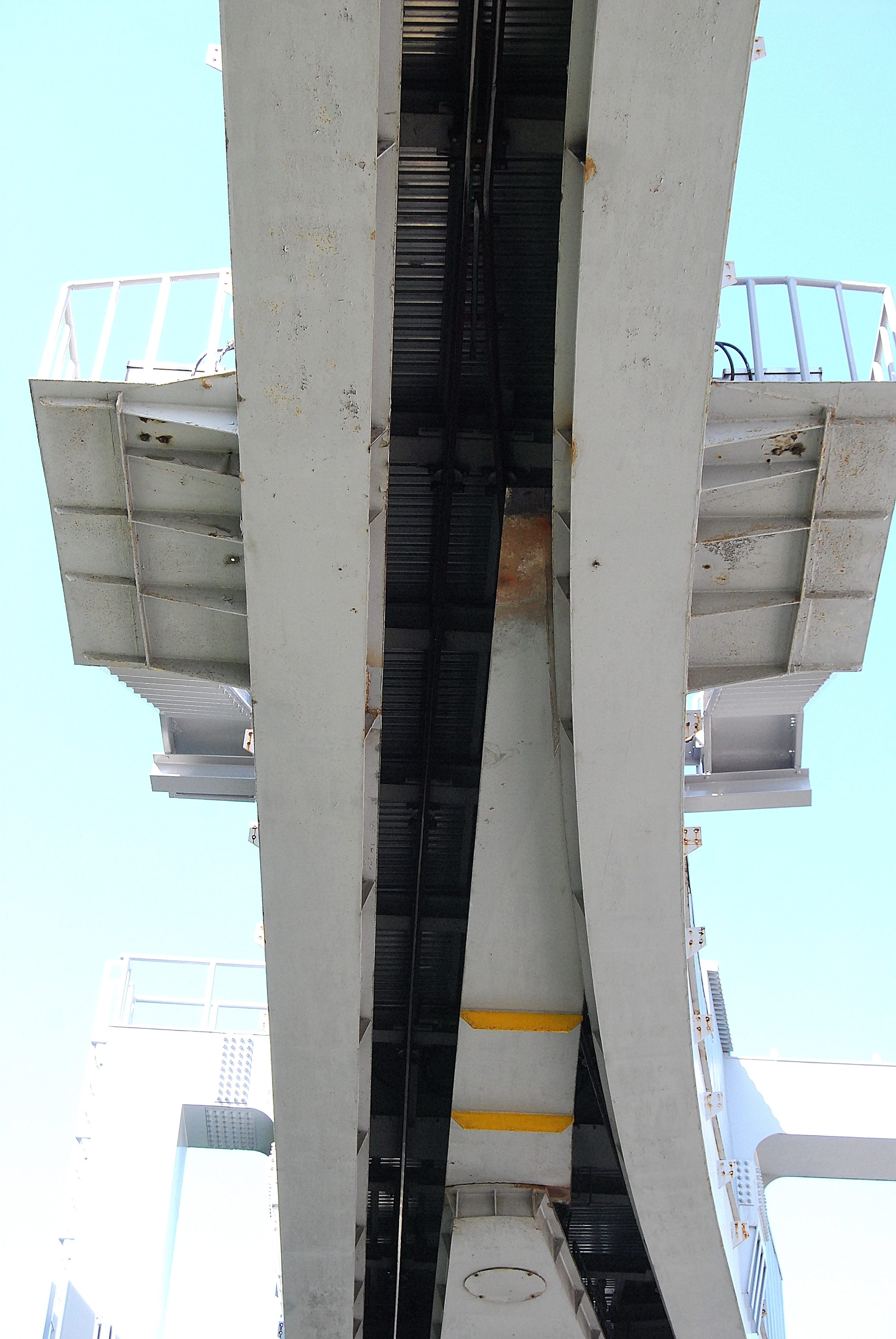
懸垂式モノレールの分岐器、転換後、上りの方向に路線が開通している状態。
跨座式モノレールのダブルクロッシング分岐器の動作状態を表すアニメーション。
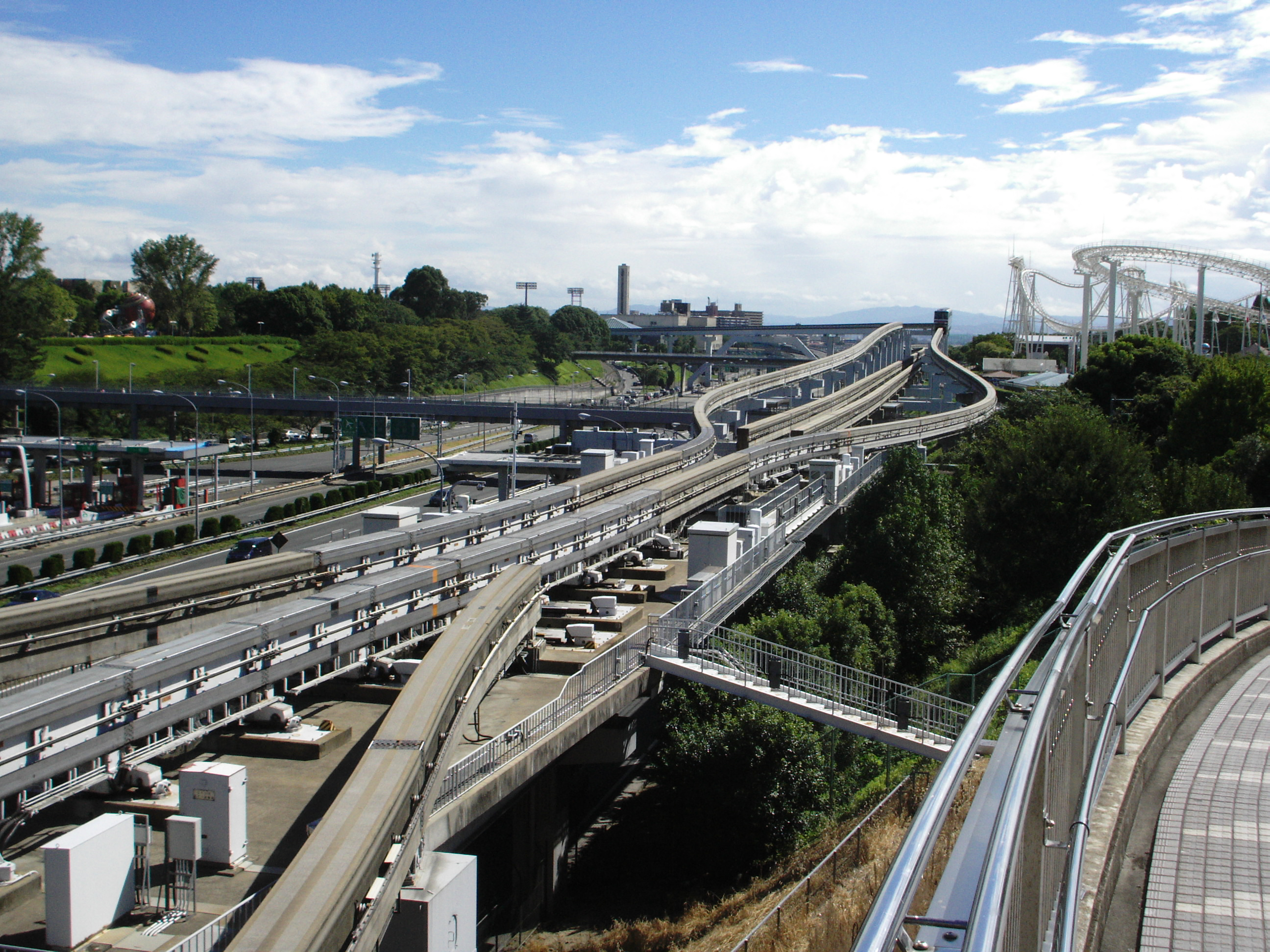
モノレールの分岐の例（大阪モノレール万博記念公園駅）。関節可撓式を採用している。
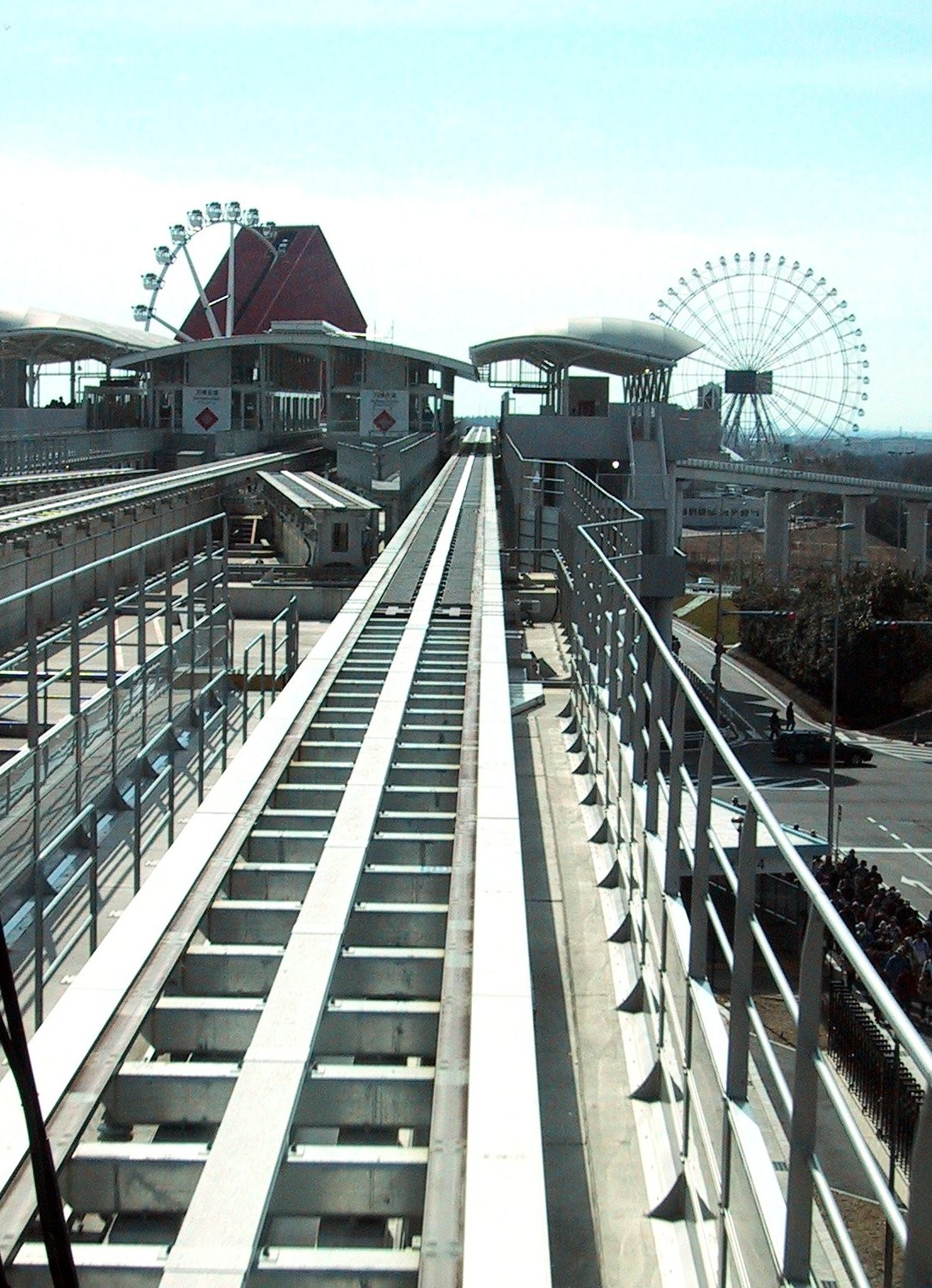
HSSTの分岐器（愛知高速交通 東部丘陵線 万博会場駅（現：愛・地球博記念公園駅））

#### ビームリプレイスメント（軌道置換）
軌道を曲げるのではなく、定位と反位の軌道を置き換えることで繋ぎ変える方式である。
アメリカ・ニューアーク空港のエアトレインでは反転する軌道台の上下にそれぞれ定位と反位の軌道を設け、回転させることで軌道を切り替える分岐器を採用している。
アメリカのウォルト・ディズニー・ワールド・モノレール・システムでは、扇形の軌道台に定位と反位の軌道を設け、旋回させることで軌道を切り替える分岐器を採用している。扇形の分岐器はALWEG社が1952年に建設したケルン実験線、日本ロッキード・モノレールが1962年に建設した岐阜試験線、1966年開業の姫路市交通局モノレール線の手柄山駅などにも存在した。

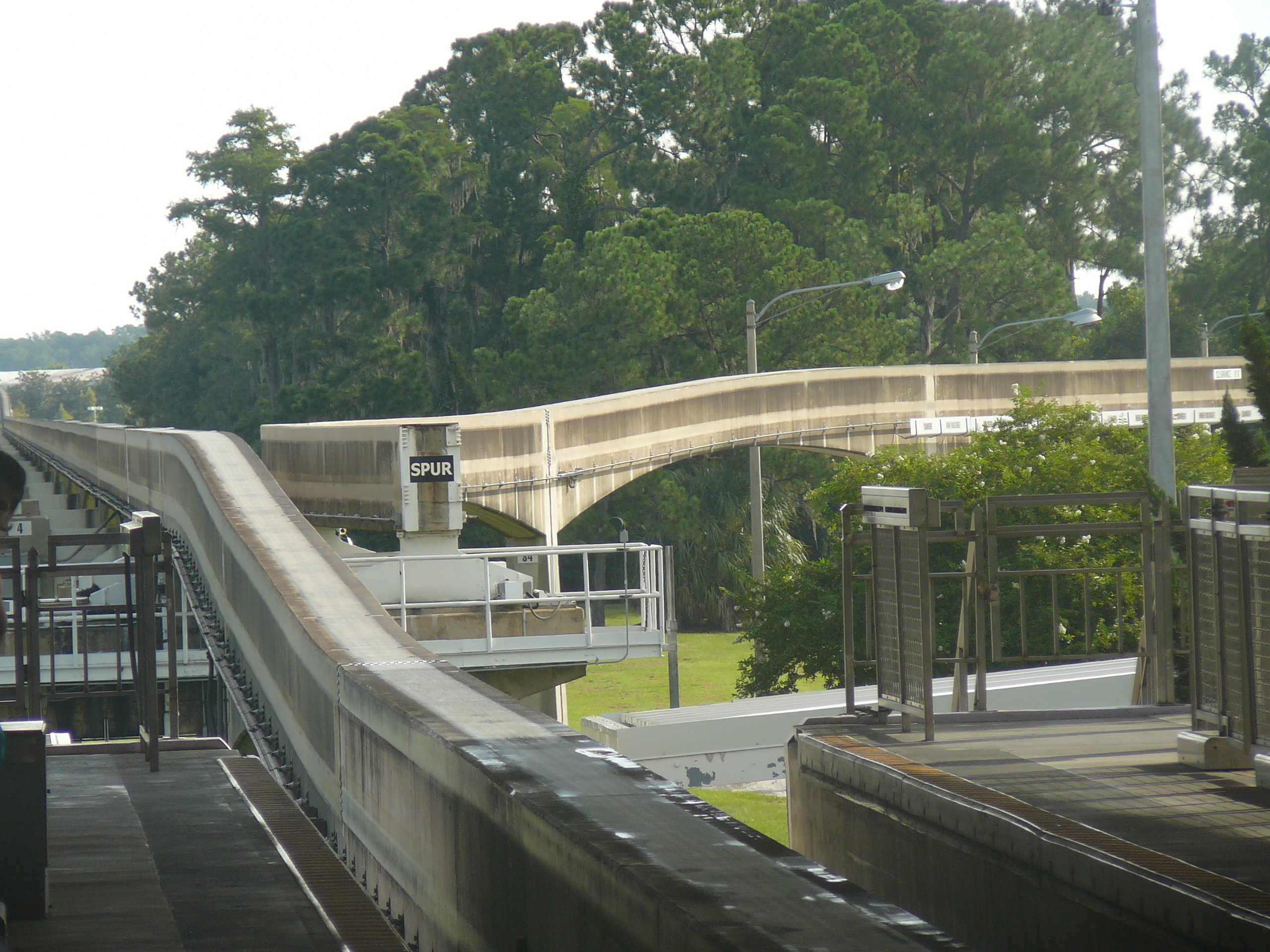
ウォルト・ディズニー・ワールド・モノレール・システムの置換式分岐器。
ロッキード式モノレールの置換式分岐器

### ゴムタイヤトラム
案内車輪を誘導するレールを用いる方式の場合、分岐器が必要となる。仏：トランスロール社のトランスロールにおいては、それぞれ分岐器中央部後端よりに支点を持つ2本1組の案内軌条がずれて進路を構成する方式や、跨座式モノレールのようにポイント先端部に支点を持つ一本のレールを繋ぎかえる方式が用いられている。また、クロッシング部ではターンテーブル状の線路を用いて進路を構成する必要がある。
ボンバルディア・トランスポーテ―ションのTVR方式においても同様な分岐器が用いられているが進路でない軌道が一部カバーに隠れる構造となっており、支持方式の構造上クロッシングにターンテーブルは用いられない。

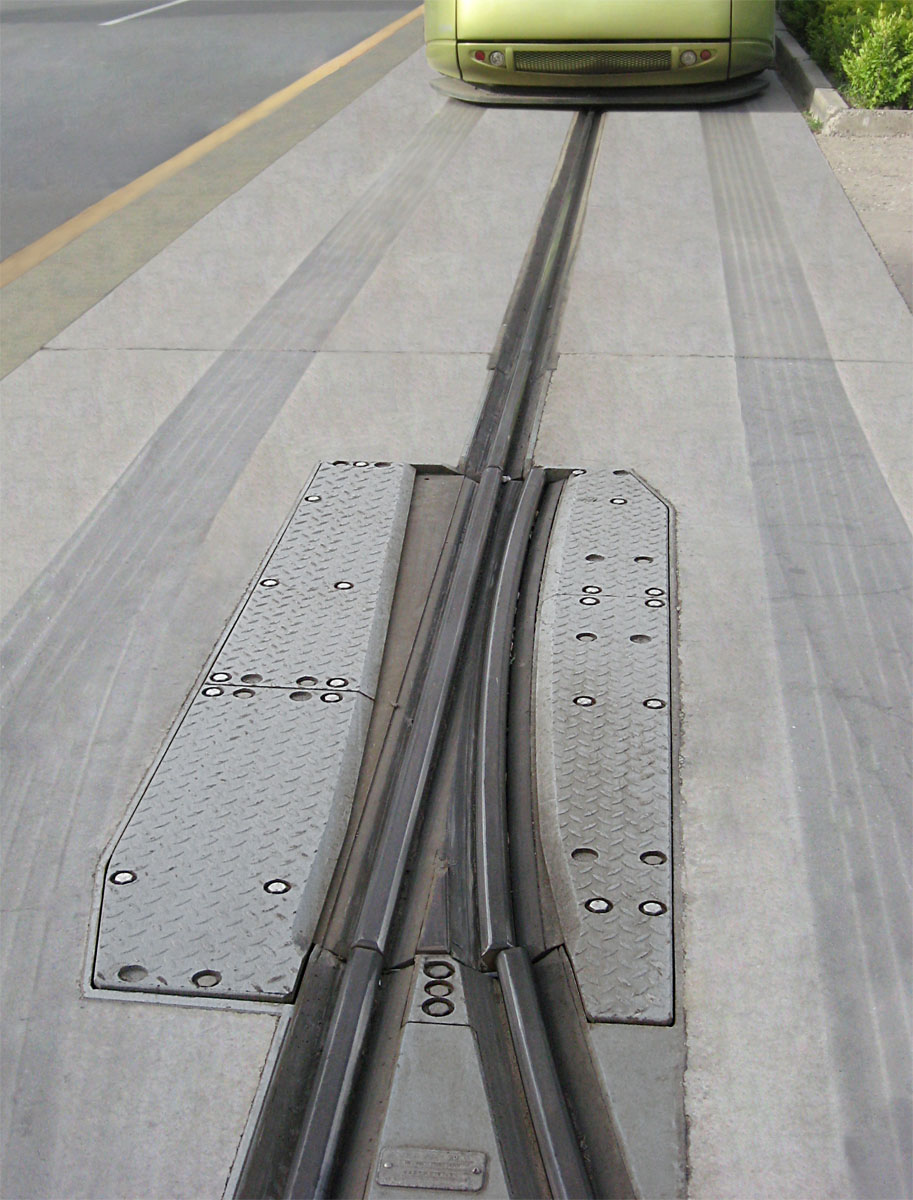
トランスロールの分岐器
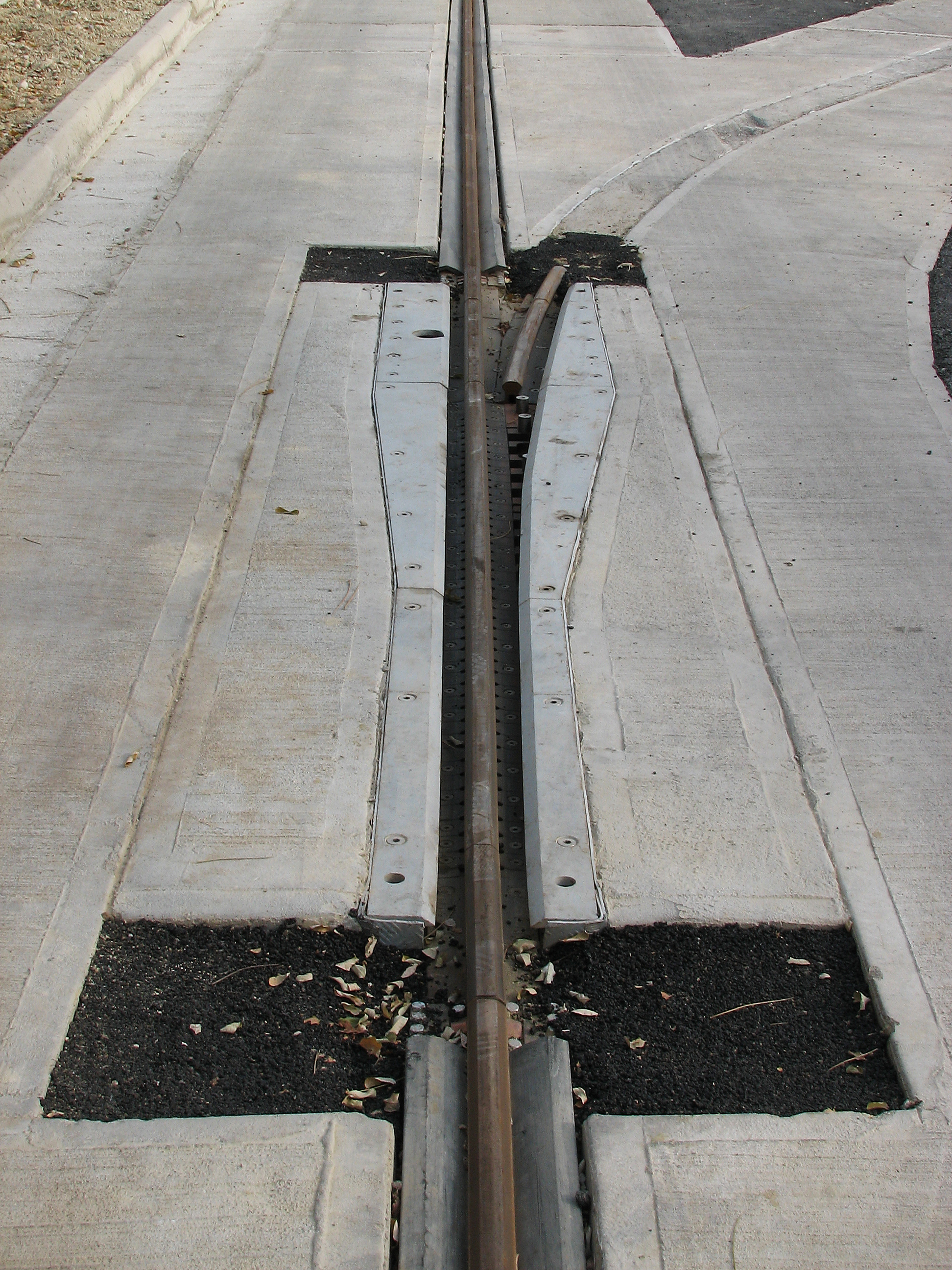
トランスロールの分岐器（跨座式タイプ）
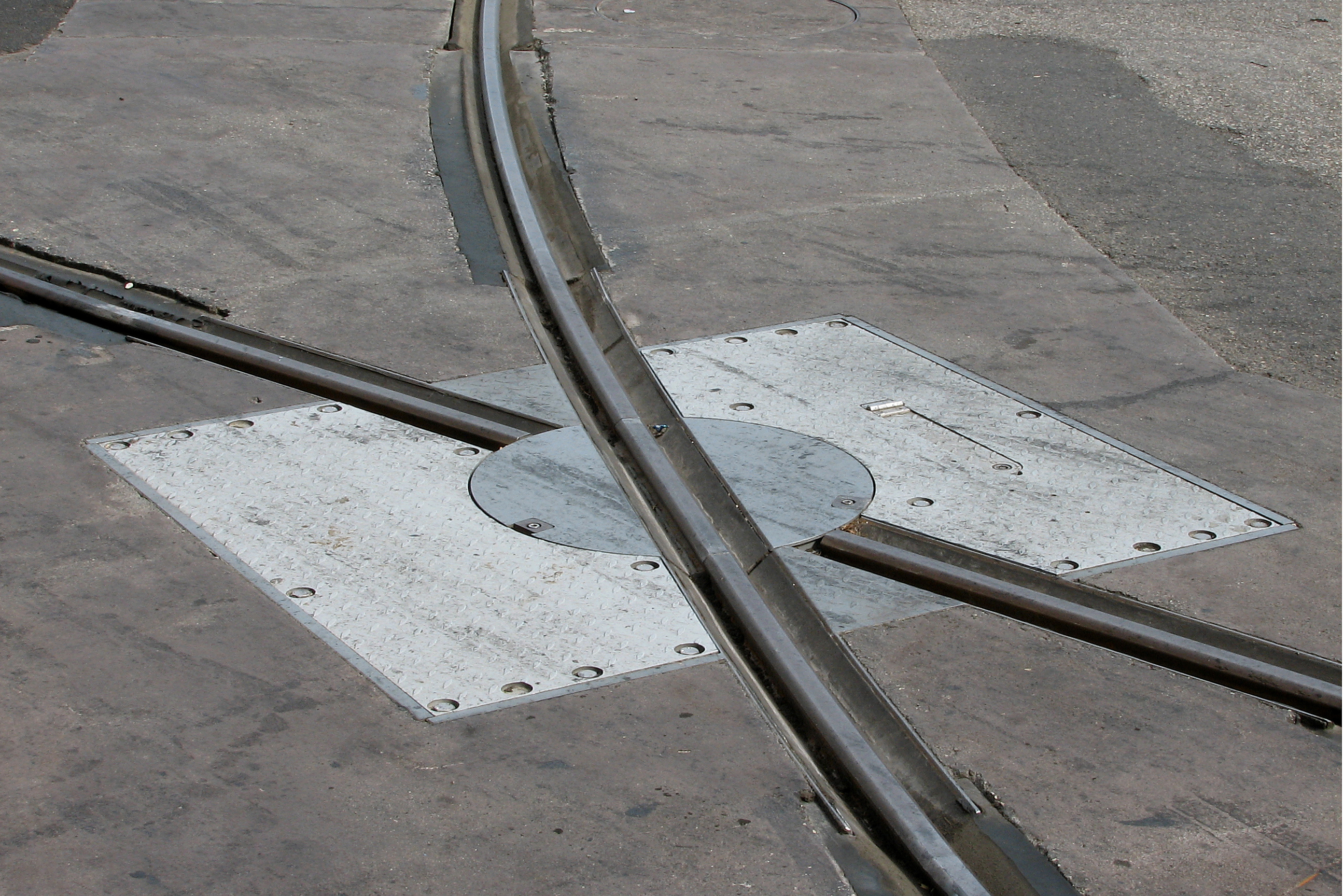
トランスロールのクロッシング部
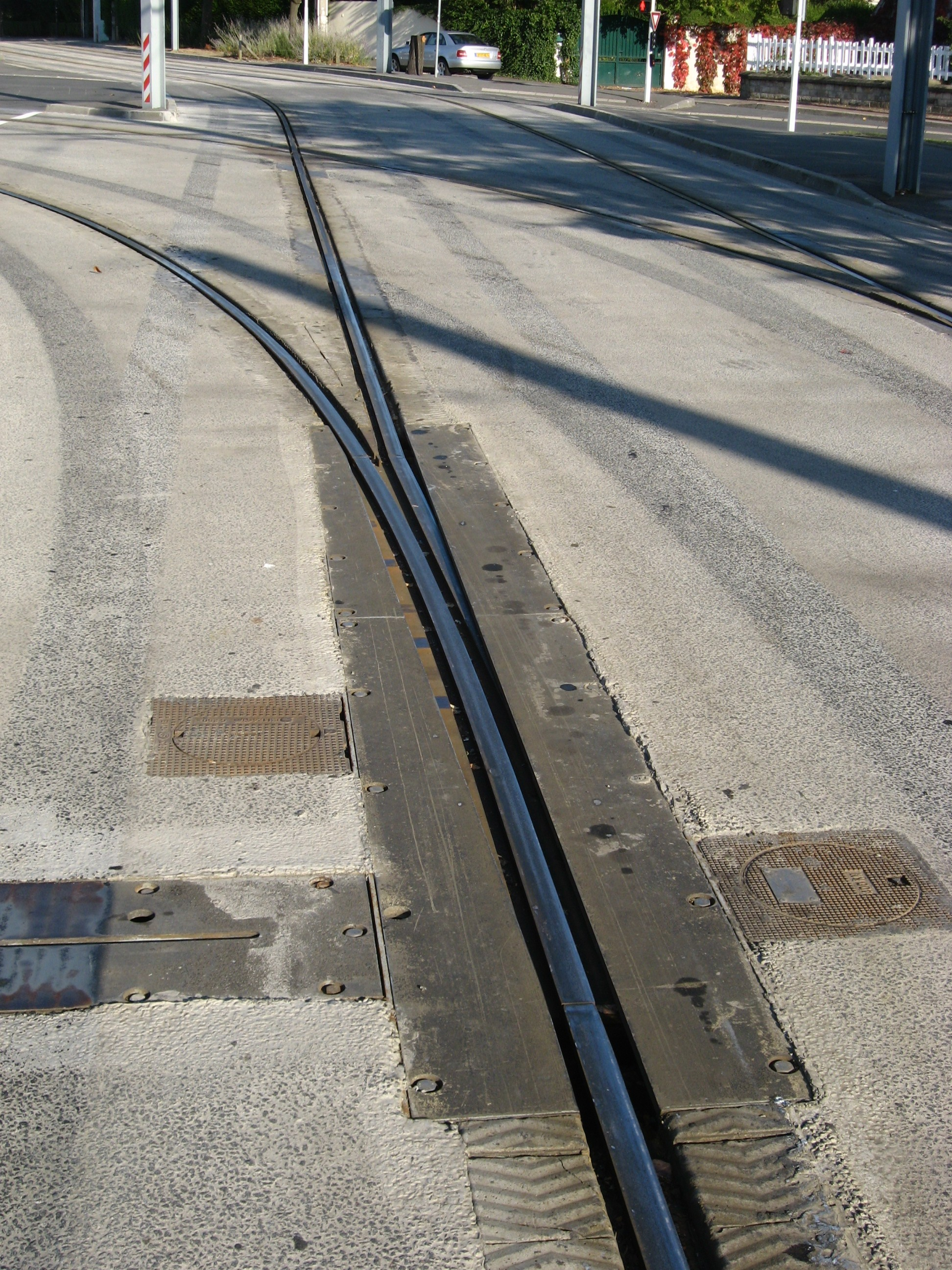
TVRの分岐器

### ケーブルカー
ケーブルカーでは、丁度中間地点で行き違いをすることになるため、その前後に二又を設け、進行方向によって互いに別の側に入るように配線する。左右の車輪の片側は両フランジ車輪、もう片側はフランジなしの厚みのある車輪という特殊な構造を使用することで、分岐器に可動部をなくしたものがよく使われる。

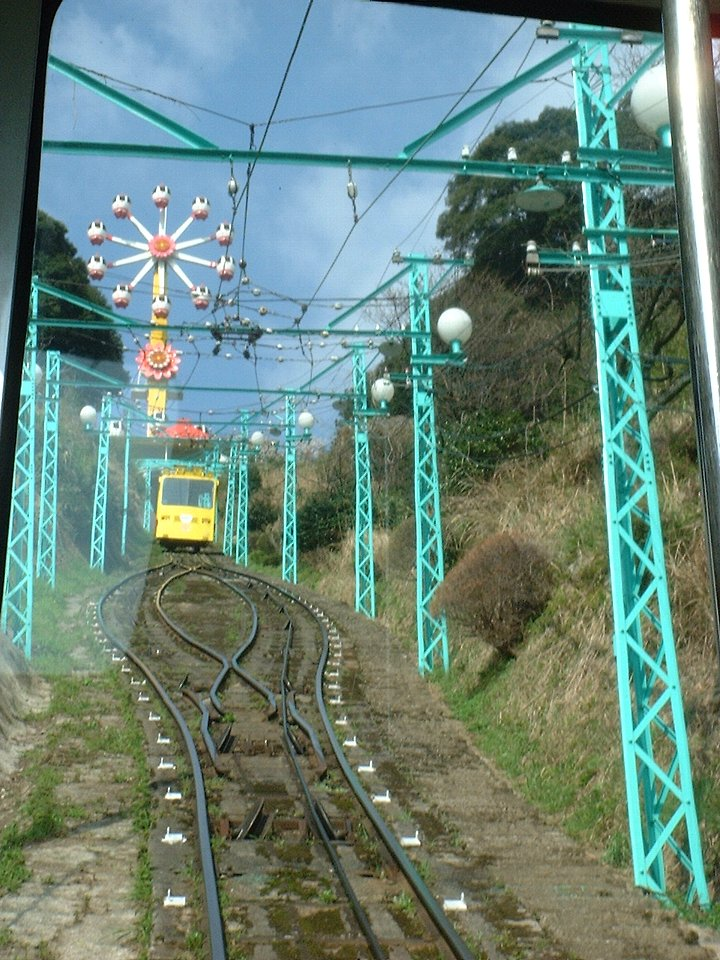
行き違い地点の線路 （別府ラクテンチケーブル線）

### 超電導リニア
超電導リニア（JRマグレブ）の山梨実験線では、各種方式の試験の結果、モノレールの関節可撓式に類似した「トラバーサ方式」を採用している。